# Montreal
Montreal (deutsch [mɔntʁeˈa:l]) bzw. Montréal (französisch [mɔ̃ʁeˈal], englisch [ˌmʌntɹiːˈɒl]) ist eine Millionenstadt in Kanada. Sie liegt im Südwesten der überwiegend französischsprachigen Provinz Québec auf der Île de Montréal, der größten Insel im Hochelaga-Archipel, die vom Sankt-Lorenz-Strom und Mündungsarmen des Ottawa umflossen wird. Die Nachbarprovinz Ontario liegt knapp 60 Kilometer westlich, die Grenze zu den USA etwas mehr als 50 Kilometer südlich. Das Stadtbild wird vom Mont Royal geprägt, einem 233 Meter hohen Hügelzug vulkanischen Ursprungs im Zentrum der Insel, von dem sich der Name der Stadt ableitet.
Als der französische Seefahrer Jacques Cartier im Jahr 1535 als erster Europäer die Gegend erforschte, lebten Sankt-Lorenz-Irokesen auf der Insel. 1642 gründeten Paul Chomedey de Maisonneuve und Jeanne Mance das Fort Ville-Marie, eine katholische Missionsstation. Daraus entwickelte sich die Siedlung Montreal, die 1760 unter britische Herrschaft geriet. Montreal erhielt 1832 die Stadtrechte. Die Stadt wuchs rasch und entwickelte sich zum wirtschaftlichen und kulturellen Zentrum des Landes, verlor aber im letzten Viertel des 20. Jahrhunderts diese führende Rolle an Toronto. Bedeutende Ereignisse mit weltweiter Ausstrahlung waren die Weltausstellung Expo 67 und die Olympischen Sommerspiele 1976, die in Montreal abgehalten wurden.
Die Wirtschaft Montreals ist stark diversifiziert. Wichtige Pfeiler des Dienstleistungssektors sind Finanzdienstleistungen, Medien, Handel und Design. Von großer Bedeutung ist auch der Tourismus, dies aufgrund der Sehenswürdigkeiten und des vielfältigen kulturellen Angebots, das neben Museen auch zahlreiche Festivals in den Bereichen Film, Theater und Musik umfasst. Mehr als 60 internationale Organisationen haben ihren Sitz in Montreal. Im Industriesektor sind Luftfahrt-, Pharma- und Spitzentechnologieunternehmen vorherrschend. Mit vier Universitäten und mehreren weiteren Hochschulen ist Montreal ein wichtiger Bildungsstandort von internationaler Bedeutung. Außerdem ist die Stadt ein Knotenpunkt im nordamerikanischen Schienen- und Straßennetz und verfügt darüber hinaus über den größten Binnenhafen auf dem amerikanischen Kontinent.
Mit einer Bevölkerungszahl von 1.762.949 Einwohnern (Stand 2021) ist Montreal die zweitgrößte Stadt Kanadas nach Toronto und die größte der Provinz Québec. Die Verwaltungsregion, die alle Gemeinden auf der Insel umfasst, zählt 1.942.044 Einwohner (Stand 2016). Der Ballungsraum Communauté métropolitaine de Montréal, der urbane Gebiete im näheren Umkreis einbezieht, zählt 4.291.732 Einwohner (Stand 2021). Französisch ist Montreals Amtssprache und die Hauptsprache von 56,9 % der Bevölkerung, während 18,6 % hauptsächlich Englisch sprechen. Der Rest entfällt auf Einwanderersprachen, womit Montreal eine multikulturelle Bevölkerung aufweist, jedoch zugleich das Zentrum der Frankophonie in Kanada bildet.
Montreal gilt als zweitgrößte französischsprachige Stadt der Welt nach Paris, wenn allein die Muttersprachler gezählt werden. Montreal gehört auch weltweit zu den größten Städten, in denen Französisch die offizielle Sprache ist. Die Stadt hat in dieser Kategorie den zweiten Rang an Kinshasa verloren und belegt den dritten Platz.

## Geographie

### Lage
Montreal liegt im Südwesten der Provinz Québec, knapp 60 Kilometer östlich der Nachbarprovinz Ontario und etwas mehr als 50 Kilometer nördlich der Grenze zu den USA. Die Provinzhauptstadt Québec ist 233 Kilometer entfernt im Nordosten, die Bundeshauptstadt Ottawa 166 Kilometer entfernt im Westen. In südwestlicher Richtung sind es 504 Kilometer nach Toronto, in südöstlicher Richtung 404 Kilometer nach Boston und in südlicher Richtung 533 Kilometer nach New York.

### Topografie und Geologie

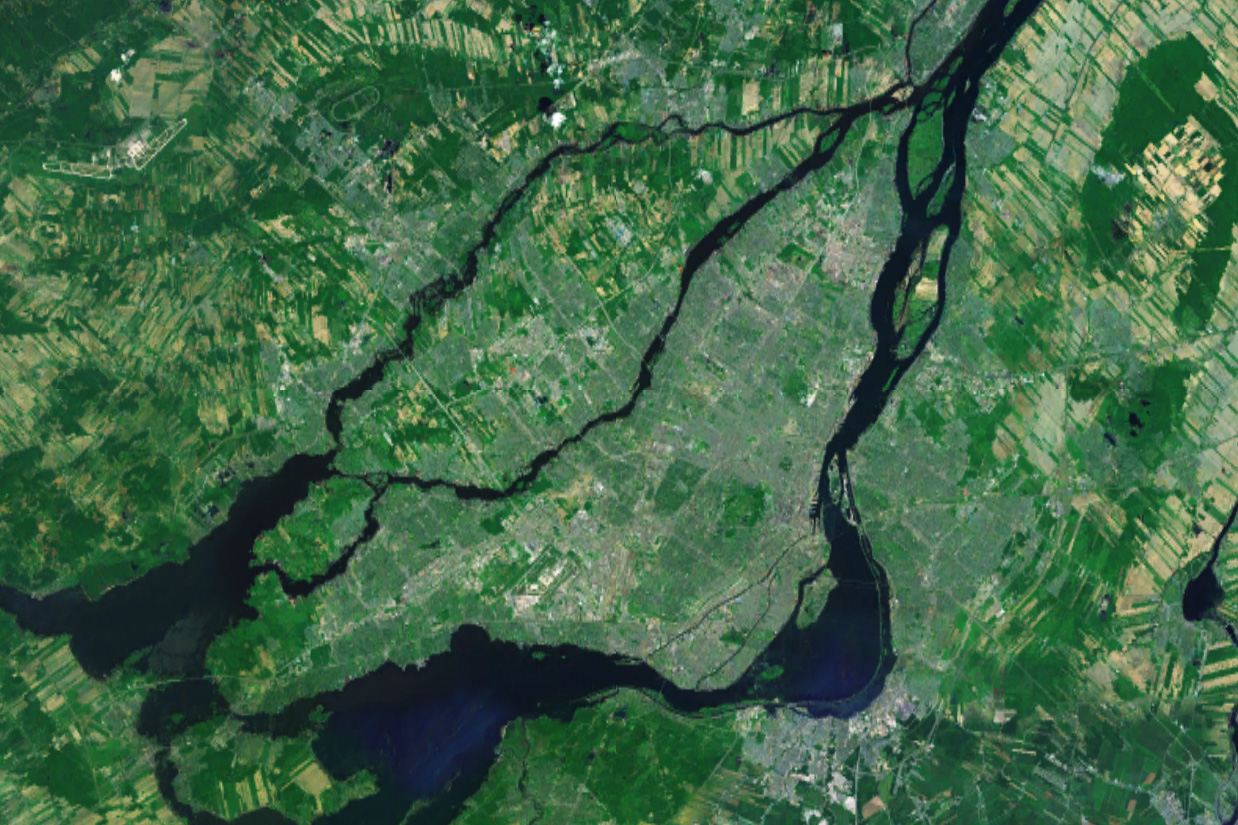
Satellitenfoto des Hochelaga-Archipels

Der überwiegende Teil des Stadtgebiets befindet sich auf der Île de Montréal, der mit Abstand größten Insel im Hochelaga-Archipel. Die 499 km² große Insel, die annähernd die Form eines Bumerangs aufweist, ist 50 Kilometer lang und bis zu 16 Kilometer breit. Auf ihrer Süd- und Ostseite wird die Île de Montréal vom Sankt-Lorenz-Strom (frz. Fleuve Saint-Laurent) umflossen, einem der mächtigsten Flüsse Nordamerikas. Die westliche und nördliche Begrenzung bildet der Rivière des Prairies, einer von drei Mündungsarmen des Ottawa (frz. Rivière des Outaouais). Die großen Flüsse verbreitern sich an zwei Stellen zu Seen, der Ottawa im Westen zum Lac des Deux Montagnes, der Sankt-Lorenz-Strom im Süden zum Lac Saint-Louis. Eine weitere bedeutende Wasserstraße ist der 14,5 Kilometer lange Lachine-Kanal im Süden der Insel, der zur Umgehung der Lachine-Stromschnellen gebaut wurde. Der Sankt-Lorenz-Seeweg, der den Lachine-Kanal 1959 überflüssig machte, erstreckt sich knapp außerhalb der Stadtgrenze dem Sankt-Lorenz-Strom entlang.
Ein kleiner Teil des Stadtgebietes erstreckt sich über mehrere vorgelagerte Inseln. Die wichtigsten sind die Île Sainte-Hélène, die Île Notre-Dame und die Île des Sœurs im Osten sowie die Île Bizard im Westen. Knapp außerhalb der Stadtgrenzen befinden sich unter anderem die Île Jésus im Nordwesten sowie die Île Sainte-Thérèse und die Îles de Boucherville im Nordosten. Auf dem Festland besitzt Montreal keine Gebiete.
Im Zentrum der ansonsten überwiegend flachen Île de Montréal ragt der Mont Royal auf, ein aus vulkanischem Gabbrogestein bestehender Hügelzug mit drei Gipfeln auf einer Höhe von 233, 211 und 201 Metern. Der westlichste der Montérégie-Hügel entstand in der Kreidezeit vor rund 125 Millionen Jahren durch Intrusion von magmatischem Gestein und Hornfels. Durch Erosion wurden die umliegenden, bis zu zwei Kilometer dicken Schichten aus Sedimentgesteinen im Laufe der Jahrmillionen abgetragen. Westlich und nördlich des Mont Royal lagerten sich auf dem Grund von Urmeeren mächtige Kalksteinschichten ab. Diese wurden bis weit ins 20. Jahrhundert hinein in zahlreichen Steinbrüchen abgebaut und überwiegend für den Häuserbau verwendet. Ansonsten herrscht Geschiebemergel vor, den vorstoßende und zurückweichende Gletscher während der Wisconsin Glaciation ablagerten. In der Schlussphase der Kaltzeit, vor rund 13.000 bis 10.000 Jahren, lag das Sankt-Lorenz-Tal unter dem Meeresspiegel im Champlainmeer. Dieser seichte Meeresarm des Atlantiks verschwand allmählich aufgrund der postglazialen Landhebung.

### Nachbargemeinden
Das Stadtgebiet ist zu mehr als drei Vierteln von Wasserflächen umgeben. Nachbargemeinden im Südwesten der Île de Montréal sind Dollard-Des Ormeaux, Dorval, Kirkland, Sainte-Anne-de-Bellevue und Senneville. Innerhalb des Stadtgebietes gibt es sechs Enklaven. Es sind dies die Gemeinden Côte-Saint-Luc, Hampstead, Montréal-Est, Montréal-Ouest, Mont-Royal und Westmount.
Im Nordwesten, auf der anderen Seite des Rivière des Prairies auf der Île Jésus, liegt die Stadt Laval, im Norden die Gemeinde Charlemagne. Westlich der Île Bizard, am gegenüberliegenden Ufer des Lac des Deux Montagnes, liegen Deux-Montagnes, Sainte-Marthe-sur-le-Lac und Pointe-Calumet. Im Osten und Süden, entlang dem Sankt-Lorenz-Strom, reihen sich folgende Gemeinden aneinander: Varennes, Boucherville, Longueuil, Saint-Lambert, Brossard, La Prairie, Candiac, Sainte-Catherine und Kahnawake (ein Reservat der Mohawk).

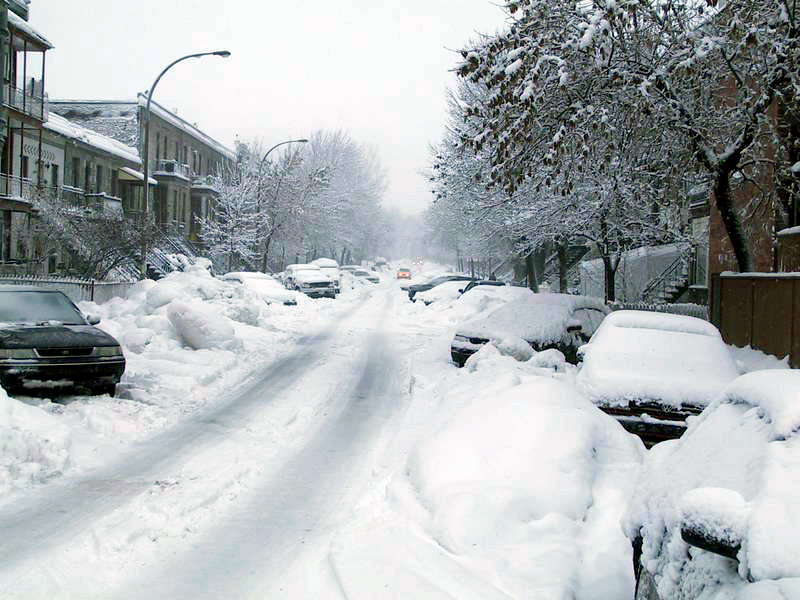
Schneebedeckte Straße im Stadtbezirk Plateau-Mont-Royal

### Klima
Montreal liegt im Übergangsbereich verschiedener klimatischer Regionen. Üblicherweise wird das Klima als boreal und humid bezeichnet, was der effektiven Klimaklassifikation Dfb entspricht. Die Sommer sind kurz und feuchtheiß mit einer durchschnittlichen Höchsttemperatur von 26 °C. Dabei können die Temperaturen an einzelnen Tagen auch weit über 30 Grad Celsius steigen, wobei durchgehend eine relativ hohe Luftfeuchtigkeit vorherrscht. Der Winter ist von sehr kaltem, schneereichem und windigem Wetter geprägt, bei länger anhaltenden Frostperioden bis unter −20 °C. Der Frühling und der Herbst sind mild, es können aber starke Temperaturschwankungen auftreten. Bekannt sind Montreal und die Umgebung für den Indian Summer, der vor allem an warmen, sonnigen Herbsttagen mit frostigen Nächten zum Ausdruck kommt.
Die jährliche Niederschlagsmenge beträgt rund 980 mm. In den Monaten November bis April fällt durchschnittlich etwa 220 cm Schnee, wobei an 33 Tagen die Schneedecke mehr als 20 cm dick ist. Gewitter können vom späten Frühling bis zum frühen Herbst auftreten, Ausläufer von Tropenstürmen bringen starke Regenfälle mit sich. Die Sonnenscheindauer beträgt jährlich über 2000 Stunden. Die tiefste jemals gemessene Temperatur betrug −37,8 °C am 15. Januar 1957, die höchste 37,6 °C am 1. August 1976. Die größte Regenmenge an einem Tag war 94 mm am 8. November 1996, die größte Neuschneemenge 102 cm am 12. März 1971.
|                        | Jan   | Feb   | Mär  | Apr  | Mai  | Jun  | Jul  | Aug  | Sep  | Okt  | Nov  | Dez  |   |         |
| Mittl. Temperatur (°C) | −9,7  | −7,7  | −2,0 | 6,4  | 13,4 | 18,6 | 21,2 | 20,1 | 15,5 | 8,5  | 2,1  | −5,4 | ⌀ | 6,8     |
| Mittl. Tagesmax. (°C)  | −5,3  | −3,2  | 2,5  | 11,6 | 18,9 | 23,9 | 26,3 | 25,3 | 20,6 | 13,0 | 5,9  | −1,4 | ⌀ | 11,6    |
| Mittl. Tagesmin. (°C)  | −14,0 | −12,2 | −6,5 | 1,2  | 7,9  | 13,2 | 16,1 | 14,8 | 10,3 | 3,9  | −1,7 | −9,3 | ⌀ | 2       |
|                        |       |       |      |      |      |      |      |      |      |      |      |      |   |         |
| Niederschlag (mm)      | 77,2  | 62,7  | 69,1 | 82,2 | 81,2 | 87,0 | 89,3 | 94,1 | 83,1 | 91,3 | 96,4 | 86,8 | Σ | 1.000,4 |
|                        |       |       |      |      |      |      |      |      |      |      |      |      |   |         |
| Sonnenstunden (h/d)    | 3,3   | 4,5   | 5,3  | 5,9  | 7,4  | 8,0  | 8,8  | 7,9  | 6,1  | 4,6  | 2,8  | 2,7  | ⌀ | 5,6     |
|                        |       |       |      |      |      |      |      |      |      |      |      |      |   |         |
| Regentage (d)          | 16,7  | 13,7  | 13,6 | 12,9 | 13,6 | 13,3 | 12,3 | 11,6 | 11,1 | 13,3 | 14,8 | 16,3 | Σ | 163,2   |
|                        |       |       |      |      |      |      |      |      |      |      |      |      |   |         |
| Luftfeuchtigkeit (%)   | 74,6  | 73,5  | 73,1 | 72,4 | 73,6 | 78,0 | 81,0 | 84,7 | 86,3 | 83,7 | 80,8 | 79,3 | ⌀ | 78,4    |

| −14,0 |

| −12,2 |

| −6,5 |

| 1,2 |

| 7,9 |

| 13,2 |

| 16,1 |

| 14,8 |

| 10,3 |

| 3,9 |

| −1,7 |

| −9,3 |

| −14,0 |

| −12,2 |

| −6,5 |

| 1,2 |

| 7,9 |

| 13,2 |

| 16,1 |

| 14,8 |

| 10,3 |

| 3,9 |

| −1,7 |

| −9,3 |

### Flora und Fauna

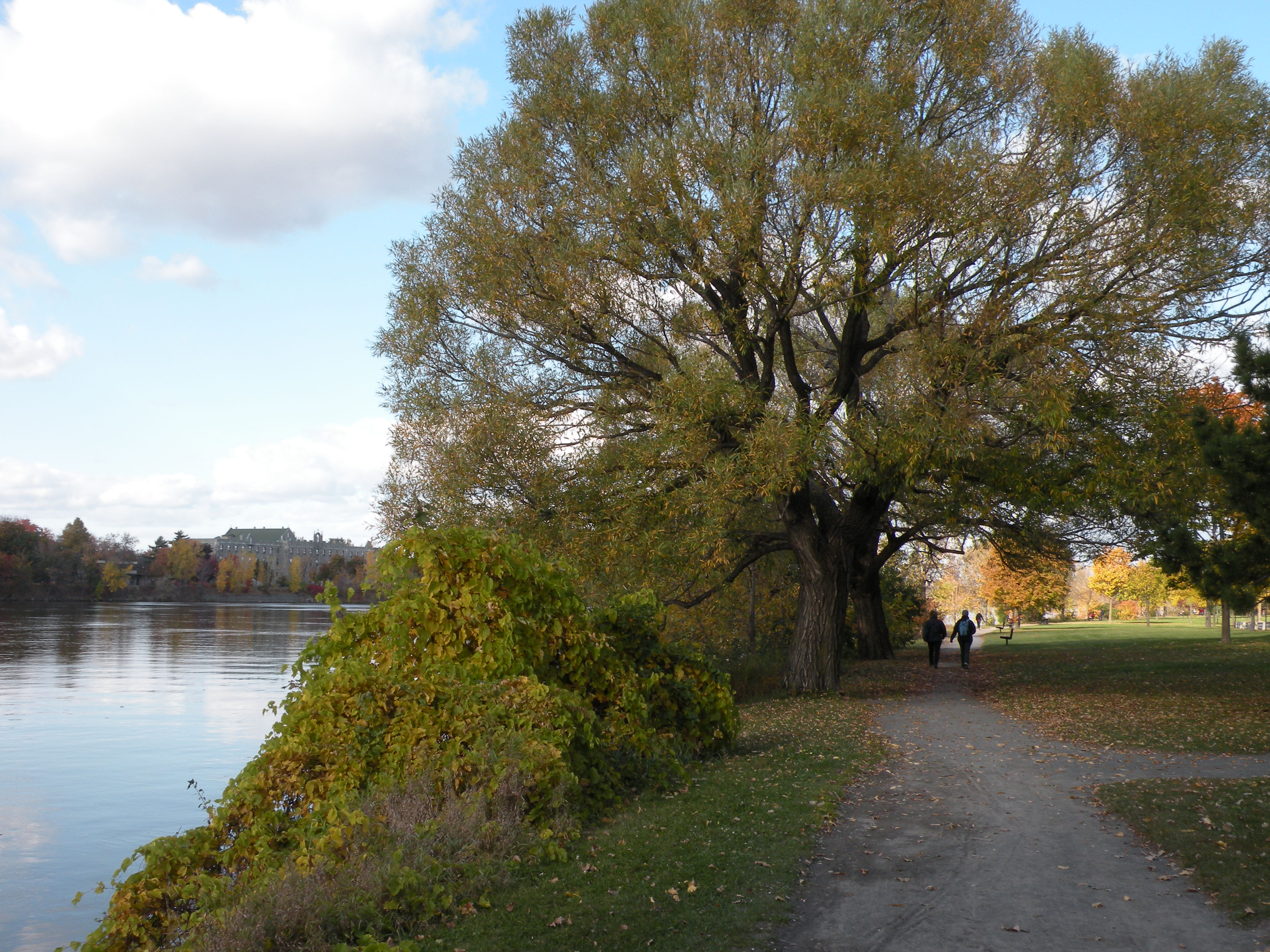
Park an der Rivière des Prairies

In der Stadt gibt es zahlreiche Grünflächen, insbesondere in den Uferzonen, auf der Île Bizard und auf dem Mont Royal. Sie weisen einen bedeutenden Baumbestand auf, der überwiegend aus Laubwald besteht. Am häufigsten kommen Spitzahorne, Silber-Ahorne, Zucker-Ahorne, Amerikanische Linden, Winterlinden, Gleditschien, Rot-Eschen, Weiß-Eschen, Sibirische Ulmen und Zürgelbäume vor. Die Stadt verfügt seit 1948 über eine eigene Baumschule für die Aufzucht von Jungbäumen und Sträuchern, die später in den Parks und Straßen gepflanzt werden. Sie befindet sich in L’Assomption, etwa 30 Kilometer nördlich des Stadtzentrums.
Verschiedene Tierarten haben sich an das Leben in urbaner Umgebung und an die harten Winter angepasst. Zu den am häufigsten vorkommenden Arten gehören Waschbären, Streifenskunks, Grauhörnchen und Waldmurmeltiere. Darüber hinaus werden vermehrt Rotfüchse und Kojoten beobachtet.
Die 17 bedeutendsten Grünflächen Montreals werden unter der Bezeichnung Grands parcs de Montréal zusammengefasst. Dazu gehören Parkanlagen und Naturparks, die zusammen knapp 1800 Hektar groß sind. Hinzu kommen Dutzende kleinere Parkanlagen und Grünflächen, die von den Stadtbezirken verwaltet werden. Ein bedeutendes Naturreservat knapp außerhalb des Stadtgebietes ist der Parc national des Îles-de-Boucherville auf der gleichnamigen Inselgruppe im Sankt-Lorenz-Strom.

## Geschichte

### Herkunft des Namens

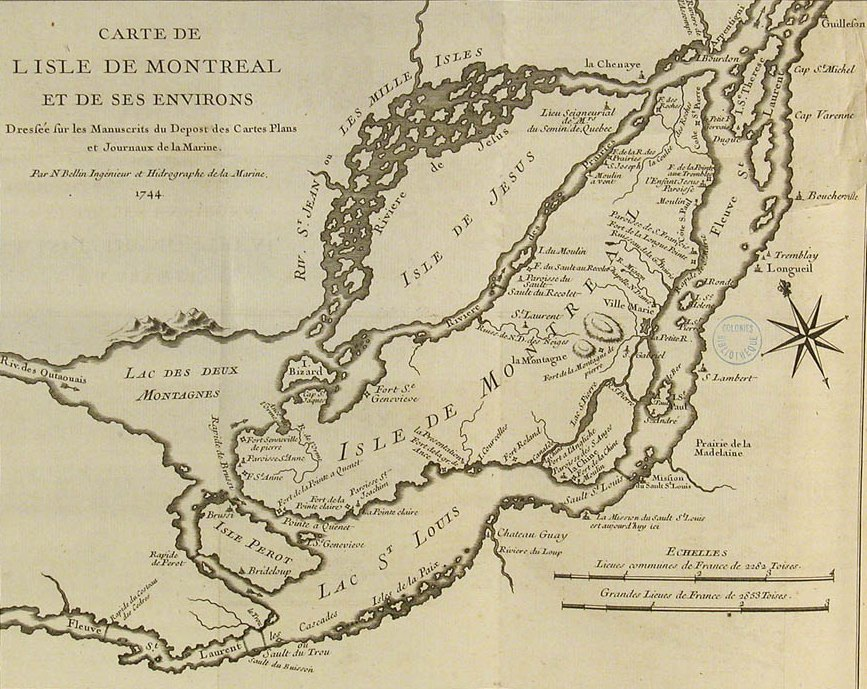
Karte der Île de Montréal von Jacques-Nicolas Bellin (1744), auf der die Stadt noch als Ville-Marie bezeichnet wird

Der Name der Stadt leitet sich vom Mont Royal (französisch: „königlicher Berg“) her. Die Benennung des Höhenzugs auf der Insel im Sankt-Lorenz-Strom nahm Jacques Cartier 1535 zu Ehren von König Franz I. von Frankreich vor. Als der venezianische Kartograf Giacomo Gastaldi 1556 für die von Giovan Battista Ramusio herausgegebene Buchreihe Delle navigationi et viaggi eine auf Cartiers Aufzeichnungen basierende Karte anfertigte, gab er dem Hügelzug die Bezeichnung Monte Real. François de Belleforest verwendete in La Cosmographie universelle de tout le monde, seiner 1575 erschienenen Kosmografie, als erster die davon abgeleitete Namensform Montréal. Nach Erscheinen einer 1612 von Samuel de Champlain angefertigten Karte übertrug sich der Name auf die gesamte Insel. Die 1642 gegründete erste französische Siedlung auf der Insel hieß Ville-Marie. Dieser Name wurde allmählich von Montréal verdrängt und fiel in der ersten Hälfte des 18. Jahrhunderts außer Gebrauch.
Nach dem Ende der französischen Herrschaft 1760 behielt die Stadt ihren Namen bei, die englische Schreibung kommt jedoch meist ohne Akut aus. Die Stadtbewohner werden auf Englisch als Montrealers bezeichnet, auf Französisch als Montréalais (maskulin) bzw. Montréalaises (feminin), wobei ursprünglich die Form Montréalistes geläufig war. In den irokesischen Sprachen heißt die Stadt Tiohtià:ke, in den Algonkin-Sprachen Moniang. Der ursprüngliche Name wird heute für den zentralen Stadtbezirk Ville-Marie verwendet.

### Frühgeschichte und Entdeckung durch Europäer
Die frühesten Hinweise auf die Anwesenheit von Menschen auf dem Gebiet der heutigen Provinz Québec sind rund zehn Jahrtausende alt. Bereits um 5000 v. Chr. lassen sich die Schwerpunkte der kulturellen Entwicklung an den Großen Seen und am Sankt-Lorenz-Strom fassen (Proto-Laurentian). Daraus entwickelte sich eine weiträumige Regionalkultur, die als Middle Great Lakes-St. Lawrence-Kultur bezeichnet wird. Die ältesten Spuren auf dem Gebiet von Montreal stammen aus der Zeit um 2000 v. Chr. Zwischen 1000 v. und 500 n. Chr. spricht man von der Frühen Woodland-Periode, die durch Tongefäße und den Gebrauch von Pfeil und Bogen gekennzeichnet ist. Der Anbau von Kürbissen prägte zunehmend die Kultur und ermöglichte eine sesshaftere Lebensweise von Gruppen, die als Vorgänger von Algonkin und Irokesen gelten. Im Stadtteil Lachine kamen 2009 an der Fundstelle LeBer-LeMoyne rund 32.000 Artefakte zum Vorschein, die auf zwei Siedlungsphasen hinweisen. Die ältere dauerte von etwa 500 bis 1200, die jüngere setzte zwischen 1200 und 1350 ein. Im Jahr 2010 gab es auf dem Stadtgebiet Montreals insgesamt 125 archäologische Fundstellen, die vom Bureau du patrimoine betreut werden.

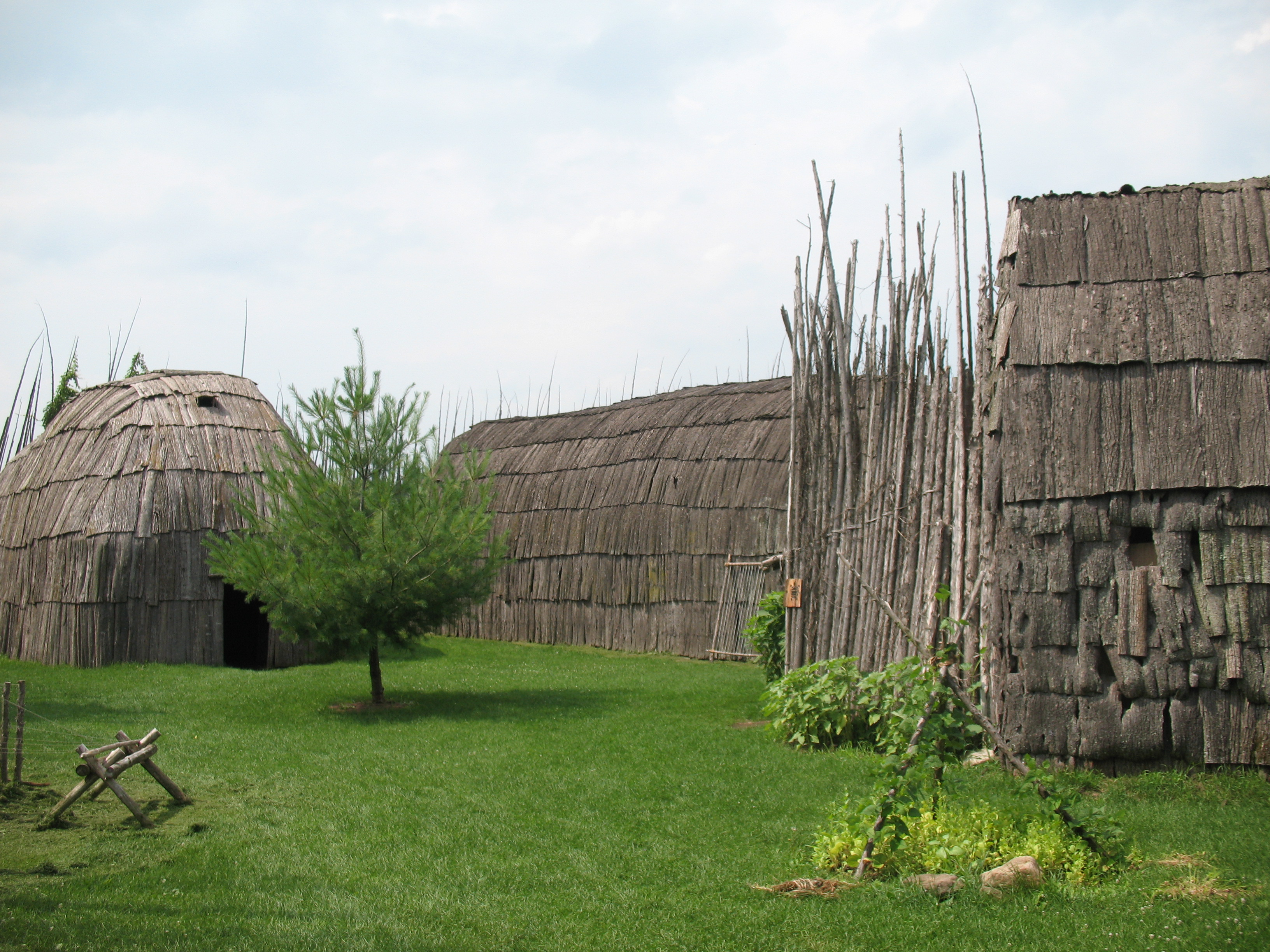
Vereinfacht rekonstruierte Häuser eines Irokesendorfes südwestlich von Montreal

Entlang dem Sankt-Lorenz-Strom siedelten die Sankt-Lorenz-Irokesen, die zusammen mit den Huronen und den Irokesen einer gemeinsamen Sprachfamilie angehörten. Um das Jahr 1000 begannen sie verstärkt von Gartenwirtschaft zu leben, vor allem von Kürbis, Mais und Bohnen. Sie erbauten mit Palisaden befestigte und von Feldern umgebene Dörfer, von denen einige über tausend Einwohner zählten. Dabei bevorzugten sie erhöhte Standorte, um vor Überschwemmungen geschützt zu sein. Ließ die Fruchtbarkeit der Böden nach, zerlegten sie ihre aus Langhäusern bestehenden Dörfer und bauten sie andernorts wieder auf. Südwestlich von Montreal wird ein Dorf der Sankt-Lorenz-Irokesen ausgegraben, das aus der Mitte des 15. Jahrhunderts stammt.

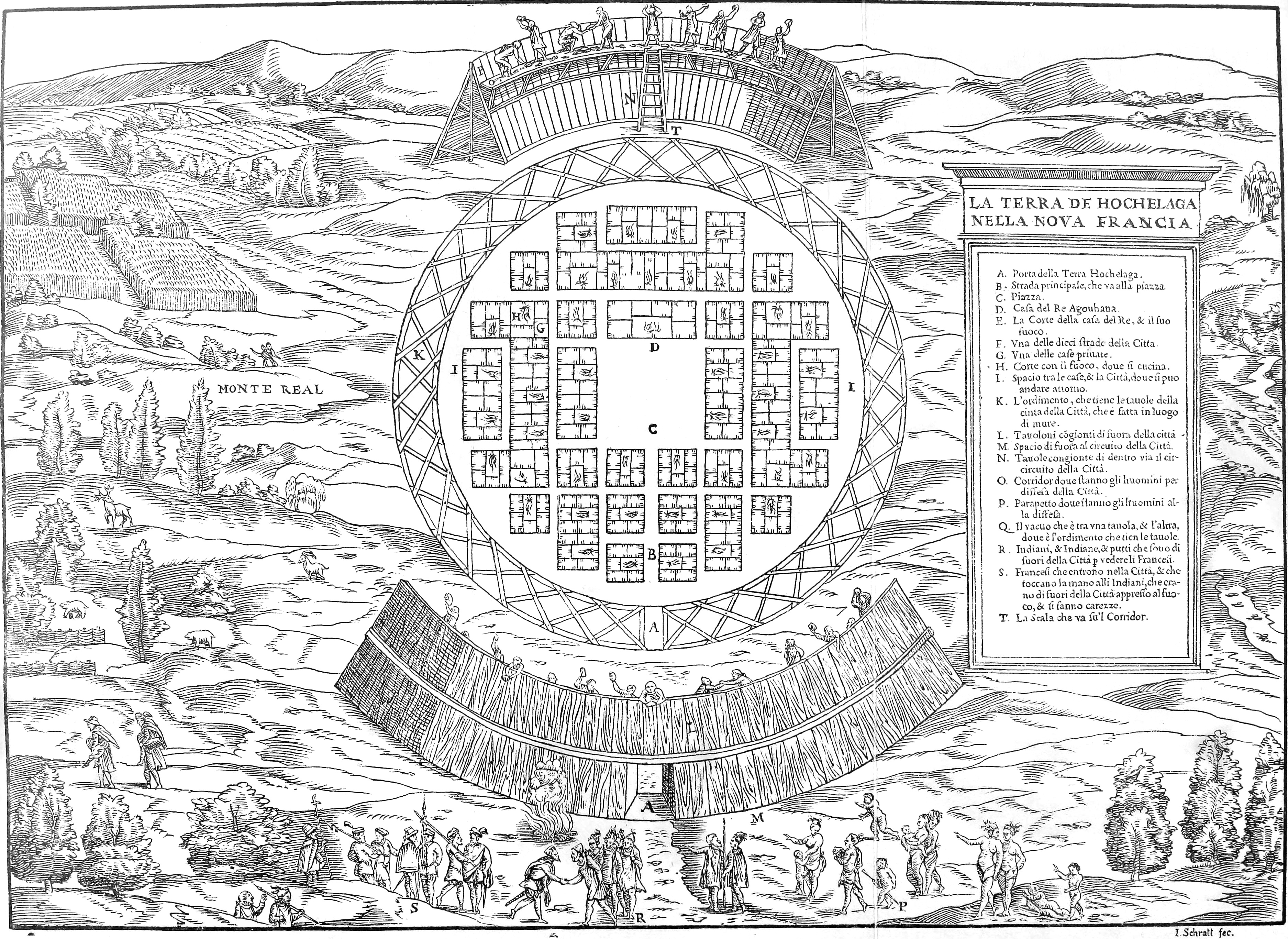
Idealisierte Darstellung Hochelagas von Giovan Battista Ramusio und Giacomo Gastaldi (1556) gemäß Jacques Cartiers Aufzeichnungen

Der erste Europäer, der in die Gegend der heutigen Stadt gelangte, war der französische Seefahrer Jacques Cartier. Am 2. Oktober 1535 entdeckte er am Fuße des Mont Royal, in einiger Entfernung vom Flussufer, das befestigte Dorf Hochelaga, dessen Name in der Sprache der Einheimischen (Laurentisch) „Biberdamm“ bedeutete. Im Jahr 1603 begab sich Samuel de Champlain auf Cartiers Spuren. Die Sankt-Lorenz-Irokesen und ihre Siedlungen waren jedoch mittlerweile verschwunden, wofür es mehrere Theorien gibt: Konflikte mit benachbarten Stämmen, die Auswirkungen von aus Europa eingeschleppten Epidemien oder Wanderungsbewegung in Richtung der Großen Seen. Archäologische Anhaltspunkte und der historische Kontext deuten am ehesten auf kriegerische Auseinandersetzungen mit anderen Irokesenstämmen, insbesondere den Mohawk, hin. Die offenbar wenigen Überlebenden scheinen von diesen oder den Algonkin assimiliert worden zu sein.
Nach weiteren Erkundungsreisen in Neufrankreich kehrte Champlain im Juni 1611 in das Gebiet von Montreal zurück und richtete einen temporären Pelzhandelsposten ein. Als Standort wählte er die Pointe-à-Callière, eine Landzunge an der Mündung des Flüsschens Petite Rivière. Die vorgelagerte Île Sainte-Hélène merkte er als geeigneten Standort für eine Stadtgründung vor, die jedoch nicht realisiert wurde.

### Französische Besiedlung
Die Compagnie de la Nouvelle France, die das Handelsmonopol in Neufrankreich besaß, übertrug 1636 die Grundherrschaft (Seigneurie) über die Île de Montréal an Jean de Lauzon, einen späteren Gouverneur von Neufrankreich. Er nutzte sein Vorrecht nicht, und die Seigneurie wurde an die Société Notre-Dame de Montréal übertragen. Diese 1639 gegründete religiöse Laiengemeinschaft wollte im Rahmen eines idealistisch-utopischen Siedlungsprojekts eine katholische Missionsstation aufbauen, um die Indianer zu bekehren. Im Auftrag der Gemeinschaft segelten der Offizier Paul Chomedey de Maisonneuve und die Krankenpflegerin Jeanne Mance mit rund 40 Kolonisten von Europa nach Neufrankreich und gründeten am 17. Mai 1642 an der Pointe-à-Callière das Fort Ville-Marie, benannt nach der Jungfrau Maria.

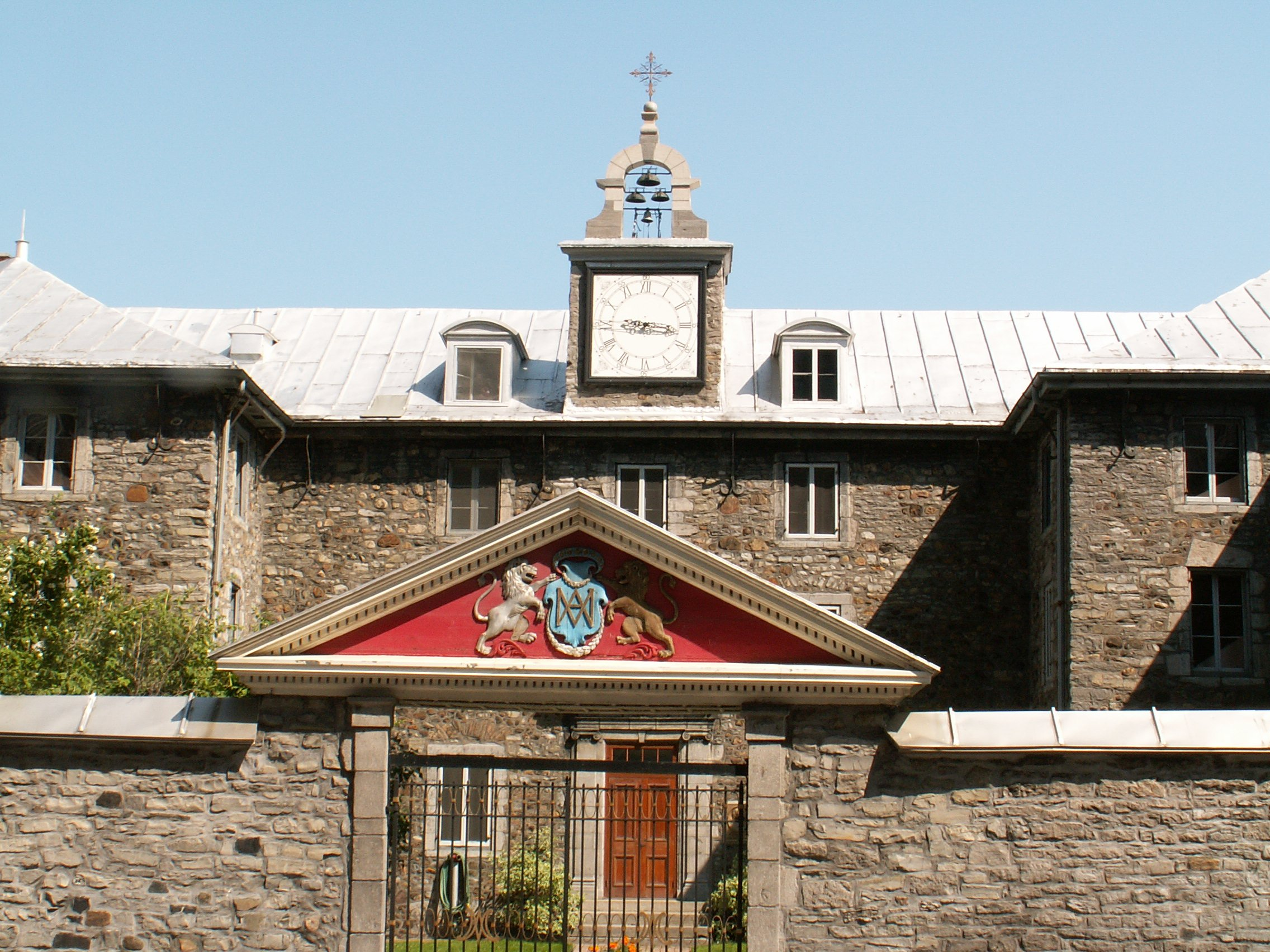
Das Sulpizianer-Seminar, erbaut 1684–1687, ist das älteste erhaltene Gebäude der Stadt

In den ersten Jahren ihres Bestehens war die Kolonie häufig Angriffen der Irokesen ausgesetzt, die die Pelzhandelswege unter ihre Kontrolle bringen wollten. Die Bewohner waren gezwungen, fast ständig hinter der Befestigung zu leben, weshalb sich die Landwirtschaft kaum entwickelte. Zudem gelang es der Société Notre-Dame de Montréal entgegen ihrer Absicht kaum, Indianer zu bekehren. Erst als Maisonneuve 1653 und 1659 in Frankreich rund zweihundert weitere Kolonisten anwarb, konnte das langfristige Überleben von Ville-Marie gesichert werden. Zu den Neuankömmlingen gehörte Marguerite Bourgeoys, die 1982 heiliggesprochene Begründerin der ersten Schule Montreals und der Congrégation de Notre-Dame de Montréal.

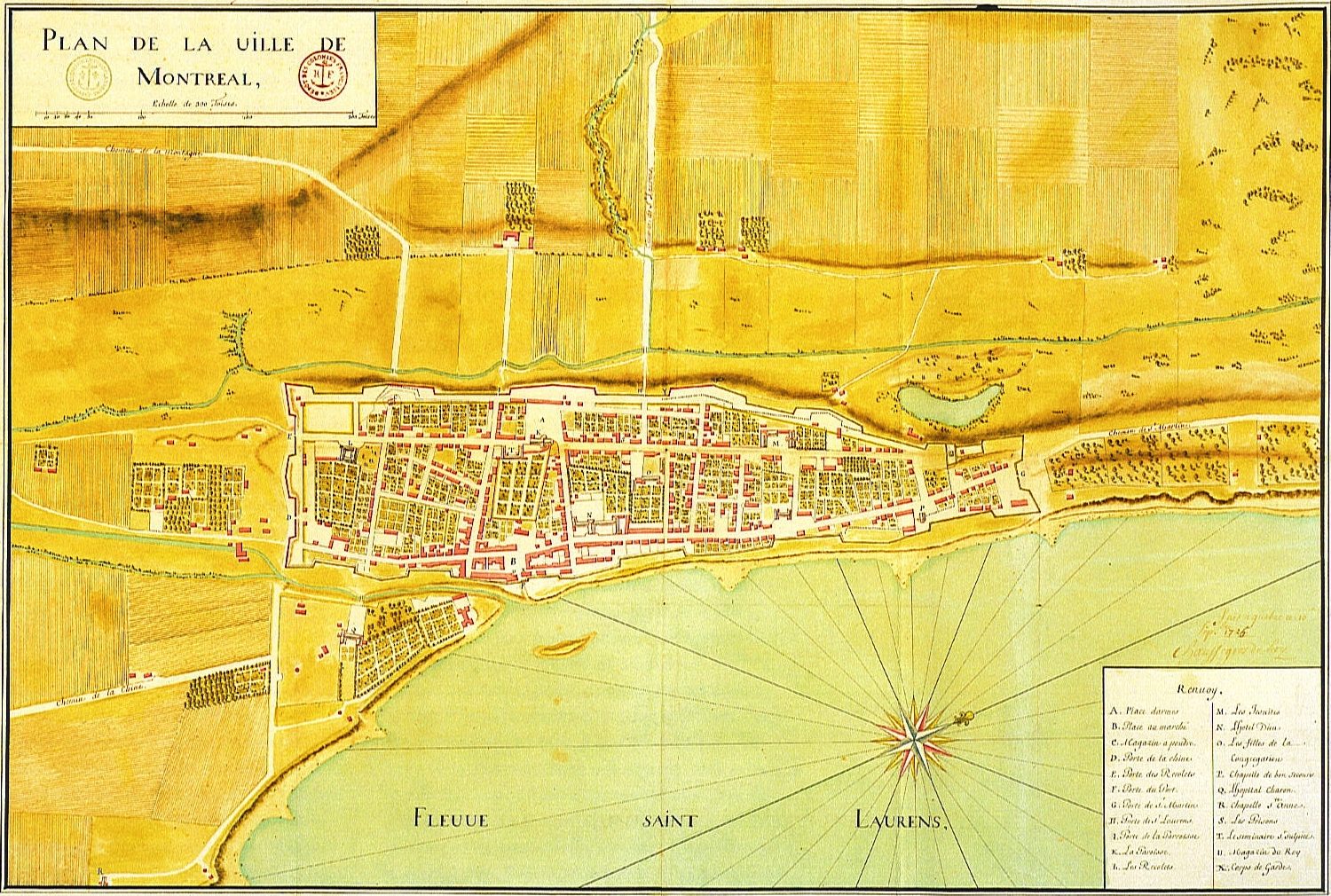
Stadtplan von Montreal aus dem Jahr 1725

König Louis XIV. unterstellte Neufrankreich 1663 direkt der französischen Krone. Im selben Jahr löste sich die Société Notre-Dame de Montréal auf, und ihre Grundherrschaftsrechte gingen an die Sulpizianer über. Der Orden nutzte seine größeren Ressourcen, um die Infrastruktur der Stadt auszubauen und die Insel für die Landwirtschaft zu erschließen. Weitere Orden von Bedeutung für die Entwicklung der Stadt waren die Jesuiten und die Franziskaner-Rekollekten.
Militärische Interventionen des nach Neufrankreich entsandten Carignan-Salières-Regiments drängten 1665/66 die unmittelbare Gefährdung durch die Irokesen vorläufig zurück. Montreal entwickelte sich zu einem bedeutenden Zentrum des Pelzhandels, denn die Stadt lag strategisch günstig am Ausgangspunkt mehrerer Handelsrouten, die über die Großen Seen bis ins Tal des Mississippi und die westlich gelegene Prärie reichten. 1687 wurde die Stadt mit einer Holzpalisade befestigt.
Trotz militärischer Präsenz drangen die Irokesen in den so genannten Biberkriegen immer wieder nach Montreal vor. Dutzende Siedler kamen ums Leben, als am 5. August 1689, kurz nach Beginn des King William’s War, das nahe gelegene Dorf Lachine überfallen wurde. Gegen Ende des 18. Jahrhunderts waren die Indianer nicht nur durch Kriege und Epidemien stark dezimiert, sondern infolge der übermäßigen Bejagung der Pelztiere auch wirtschaftlich geschwächt. Im August 1701 unterzeichneten Vertreter von 39 Stämmen den Großen Frieden von Montreal, mit dem sie die Einstellung aller Feindseligkeiten untereinander und gegen die Franzosen vereinbarten.
Im Queen Anne’s War (1702–1713) und dem King George’s War (1744–1748) gelang es Großbritannien unter Ausnutzung der höheren Einwohnerzahl und Produktionskapazität seiner Kolonien, die Machtverhältnisse in Nordamerika zu seinen Gunsten zu wenden. Zwischen 1717 und 1738 befestigten die Franzosen Montreal mit Stadtmauern. In den 1730er Jahren, als Montreal mehr als 3.000 Einwohner zählte, entstanden die ersten Vororte. Der 1737 fertiggestellte Chemin du Roy ermöglichte einen intensiveren Warenaustausch mit der Stadt Québec, da nun der im Winter nicht schiffbare Sankt-Lorenz-Strom keine Behinderung mehr darstellte.

### Beginn der britischen Herrschaft

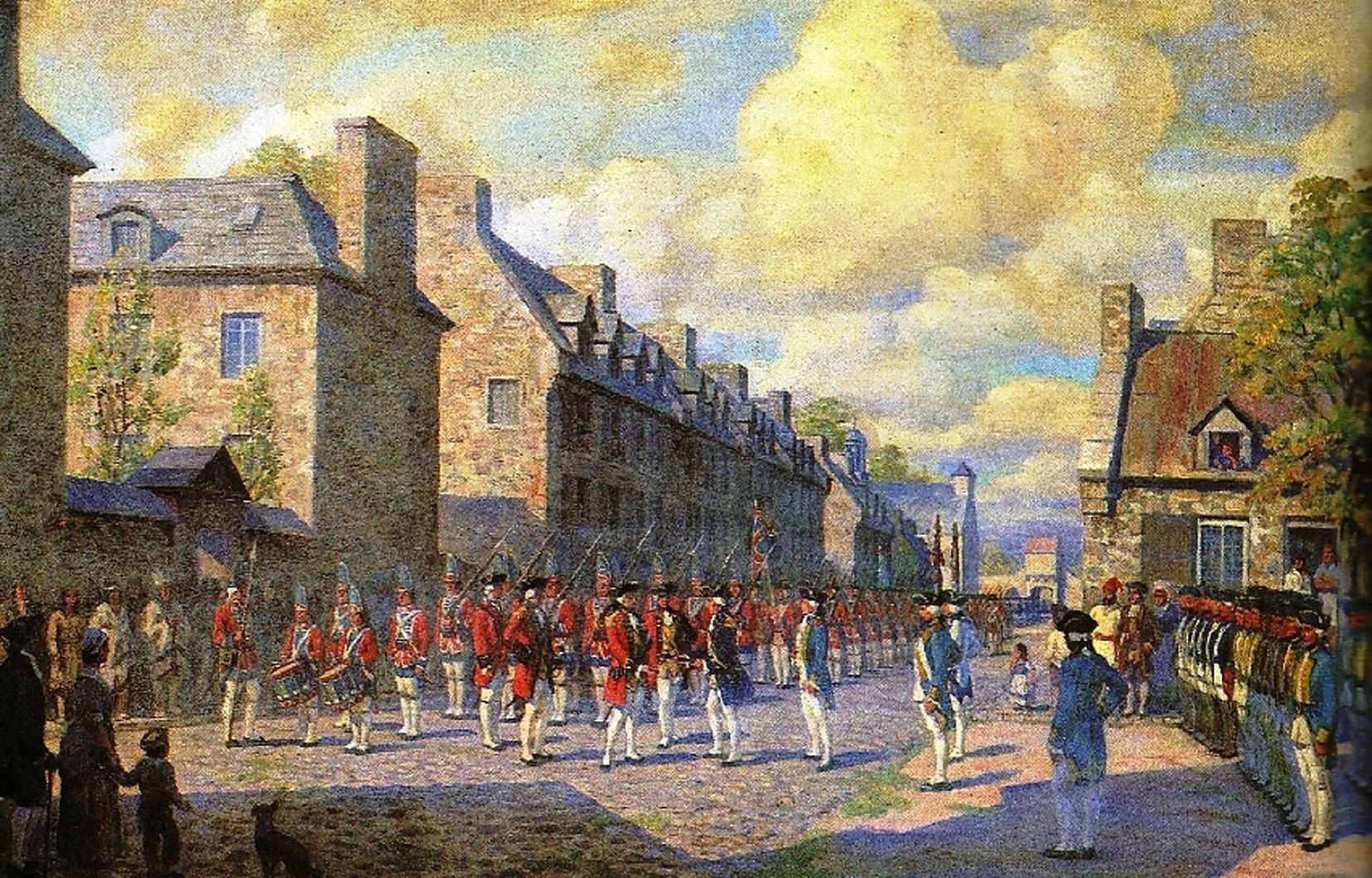
Französische Truppen ergeben sich der britischen Armee im Jahr 1760

Im Siebenjährigen Krieg setzten sich die Briten endgültig gegen Frankreich durch. Nach der Schlacht auf der Abraham-Ebene und der Eroberung der Stadt Québec am 13. September 1759 war Montreal isoliert. Die dort stationierte Garnison ergab sich am 8. September 1760 kampflos den zahlenmäßig überlegenen britischen Truppen. Der Frieden von Paris (1763) besiegelte das Ende Neufrankreichs und den Beginn der britischen Herrschaft über dessen Gebiete. Der 1774 in Kraft getretene Quebec Act garantierte die Religionsfreiheit und stellte den französischen Code civil im Privatrecht wieder her. Auf diese Weise sicherten sich die Briten insbesondere die Loyalität der französischstämmigen Großgrundbesitzer und des frankophonen katholischen Klerus.
Am 13. November 1775 nahm die Kontinentalarmee der Dreizehn Kolonien im Amerikanischen Unabhängigkeitskrieg gegen Großbritannien Montreal im Zuge der (letztlich erfolglosen) Invasion Kanadas ein. Die Montrealer feierten die aufständischen Amerikaner zunächst als Befreier, doch machten sich die Besatzer mit umstrittenen Maßnahmen, darunter die Bezahlung von Gütern und Dienstleistungen mit Papiergeld anstatt mit Gold sowie ein Verbot des Handels mit Indianern, unbeliebt. Eine Delegation des Kontinentalkongresses unter der Leitung von Benjamin Franklin versuchte im April/Mai 1776 vergeblich, die Montrealer Bevölkerung für dessen Sache zu gewinnen. Am 15. Juni 1776 zog die Kontinentalarmee ab. Zwei Tage später gewannen die Briten die Kontrolle über die Stadt zurück.

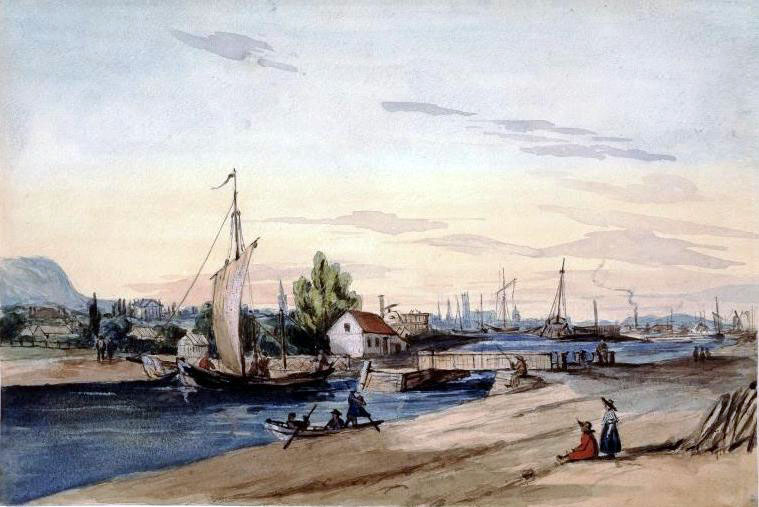
Der Lachine-Kanal um 1850

Montreal blieb unter britischer Herrschaft organisatorischer Mittelpunkt des Pelzhandels. Die frankokanadischen Händler wurden allmählich an den Rand gedrängt, da ihnen kaum noch Transportverträge und Expeditionsfinanzierungen erteilt wurden. An ihre Stelle traten überwiegend Schotten. Diese bündelten ihre Interessen in der 1779 gegründeten North West Company, die zur Hudson’s Bay Company (HBC) in Konkurrenz trat.
Zwischen 1804 und 1817 wurden die Stadtmauern Montreals abgerissen, da immer mehr Bewohner aus dem ummauerten Teil in die Vororte zogen. Ab 1815 wanderten Engländer, Schotten, Waliser und Iren ein, deren Zuzug eine wirtschaftliche Stimulierung und Diversifizierung bewirkte. 1817 nahm die Bank of Montreal, die älteste Bank Kanadas, ihre Tätigkeit auf. Die Bedeutung des Pelzhandels nahm hingegen ab, und 1821 fusionierte die North West Company mit der HBC. Die Montrealer Handelshäuser verlegten sich zunehmend auf den Weizenexport und den Import von Konsumgütern. Zur Umgehung der für Frachtschiffe unpassierbaren Lachine-Stromschnellen wurde der Lachine-Kanal erbaut, der von 1825 an den Handel mit Oberkanada erleichterte.

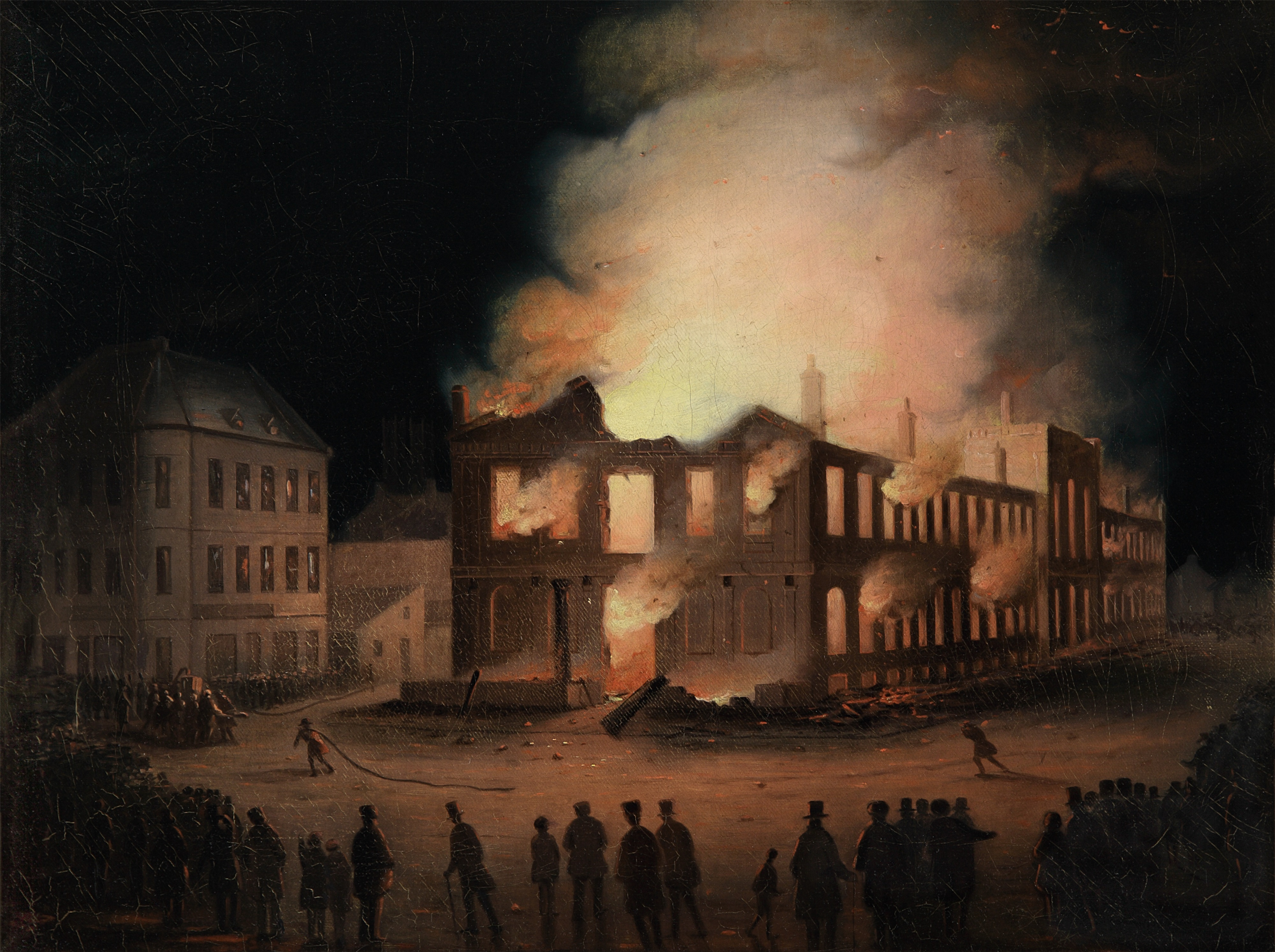
Brand des Parlamentsgebäudes der Provinz Kanada in Montreal 1849

Von den frühen 1830er Jahren an hatte Montreal vorübergehend eine englischsprachige Bevölkerungsmehrheit. Engländer und Schotten lebten überwiegend im Westen, die Frankokanadier im Osten, und die Iren waren in den ärmlichen Arbeitervierteln im Südwesten konzentriert. Als Verkehrssprache dominierte das Englische. 1832 erhielt Montreal das Stadtrecht und somit die Berechtigung, sich mit einem Stadtrat und einem Bürgermeister selbst zu verwalten. Ab 1844 war Montreal Hauptstadt der Provinz Kanada, des Zusammenschlusses der Kolonien Ober- und Niederkanada. Wegen der Aufhebung von Schutzzöllen auf Exporte nach Großbritannien herrschte eine Wirtschaftskrise, zudem waren die politischen Verhältnisse instabil. Als das Parlament im März 1849 beschloss, sämtliche Geschädigte der Rebellionen von 1837, also auch die damaligen Aufständischen, für ihre Verluste zu entschädigen, kam es zu Protesten von anglophonen Konservativen. Eine aufgebrachte Menge steckte am 25. April 1849 nach zweitägigen Straßenkämpfen den Marché Sainte-Anne, das provisorische Parlamentsgebäude, in Brand. Aufgrund der unsicheren Lage beschloss die Regierung, Toronto zur neuen Provinzhauptstadt zu erheben.

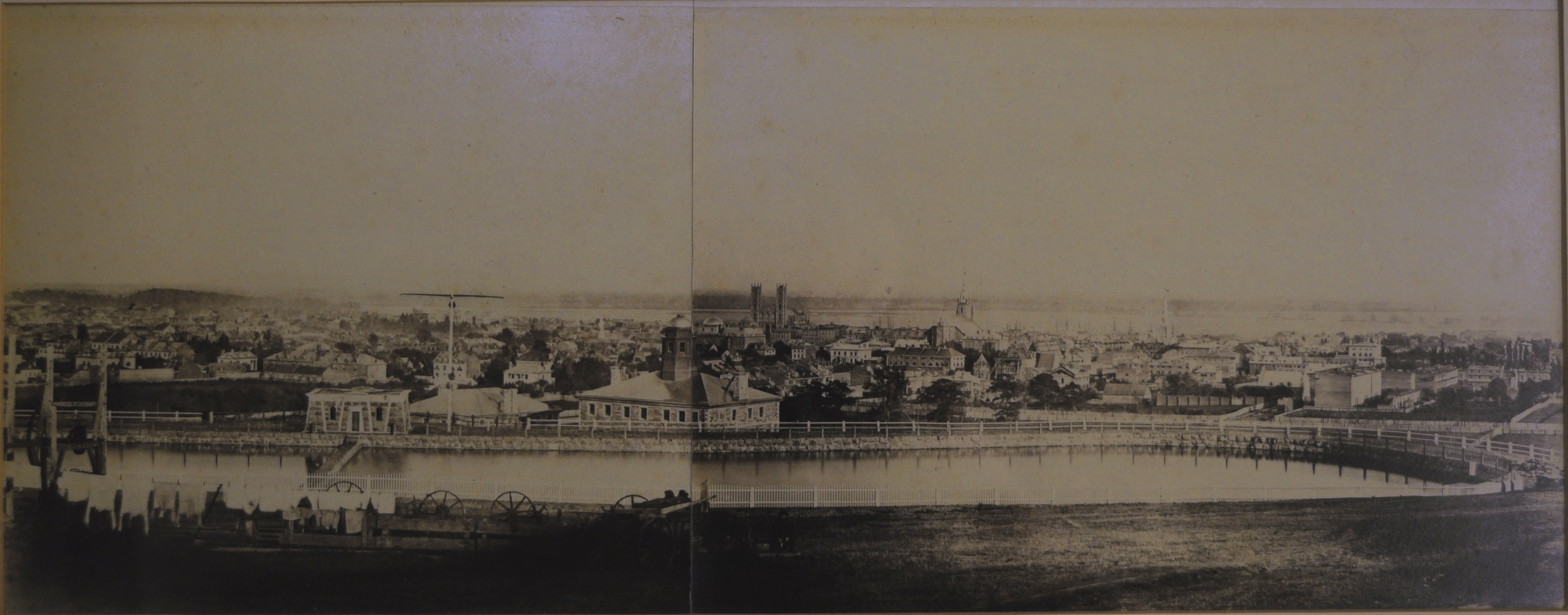
Blick auf Montreal, älteste Fotografie der Stadt (1858)

Montrealer Geschäftsleute finanzierten den Bau der ersten Eisenbahnlinie auf kanadischem Boden: Die 1836 eröffnete Champlain and St. Lawrence Railroad führte vom Südufer des Sankt-Lorenz-Stroms nach Saint-Jean-sur-Richelieu. Die erste kurze Bahnlinie auf dem Stadtgebiet, die 1847 eröffnete Montreal and Lachine Railroad, diente der Entlastung des Lachine-Kanals. Ab 1853 verband die Atlantic and St. Lawrence Railroad Montreal mit Portland (Maine), 1856 nahm die Grand Trunk Railway die Hauptstrecke nach Toronto in Betrieb. Mit der Inbetriebnahme weiterer Strecken in den folgenden Jahren entwickelte sich Montreal zu einem bedeutenden Eisenbahnknotenpunkt.
Bis in die 1850er Jahre war die rasch wachsende Stadt wiederholt von Cholera- und Typhus-Epidemien betroffen, die zahlreiche Tote forderten. Der folgenschwerste Brand ereignete sich im Jahr 1852, als 1.200 Häuser zerstört und 9.000 Menschen obdachlos wurden. Wohlfahrtsverbände, Stiftungen und Hospize konnten gegen die zunehmende Verarmung zunächst kaum etwas ausrichten.

### Industrialisierung und rasches Wachstum

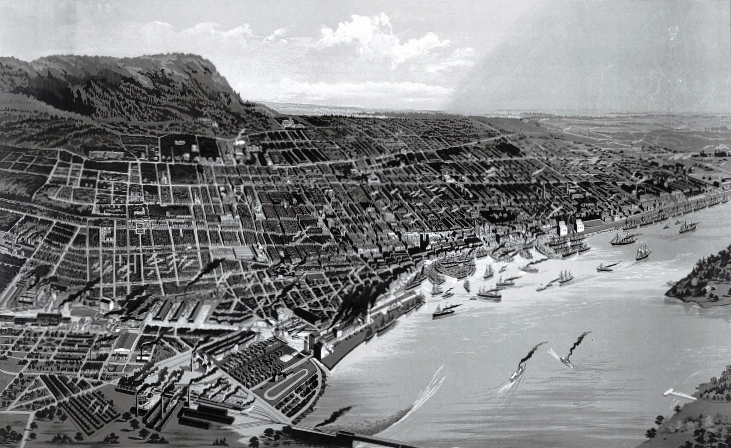
Luftaufnahme von Montreal aus dem Jahr 1888

Um 1860 war Montreal die größte Stadt in Britisch-Nordamerika, im 1867 gegründeten Bundesstaat Kanada das unumstrittene Zentrum von Wirtschaft und Kultur. Die sieben Jahrzehnte zwischen 1860 und 1930 werden bisweilen als „goldenes Zeitalter“ bezeichnet. In diesem Zeitraum nahm die Einwohnerzahl um das Neunfache zu, von rund 90.000 auf knapp 820.000. Ursache dieser Entwicklung war die rasch voranschreitende Industrialisierung. Insbesondere entlang dem Lachine-Kanal und dem Sankt-Lorenz-Strom ließen sich unter anderem folgende Wirtschaftszweige nieder: Metallverarbeitung, Maschinenbau, Lebensmittelindustrie, Brauereien, Schuhindustrie und Textilindustrie. Von großer Bedeutung für den Transportsektor waren der Hafen von Montreal sowie die Güterbahnhöfe der Grand Trunk Railway und der Canadian Pacific Railway.

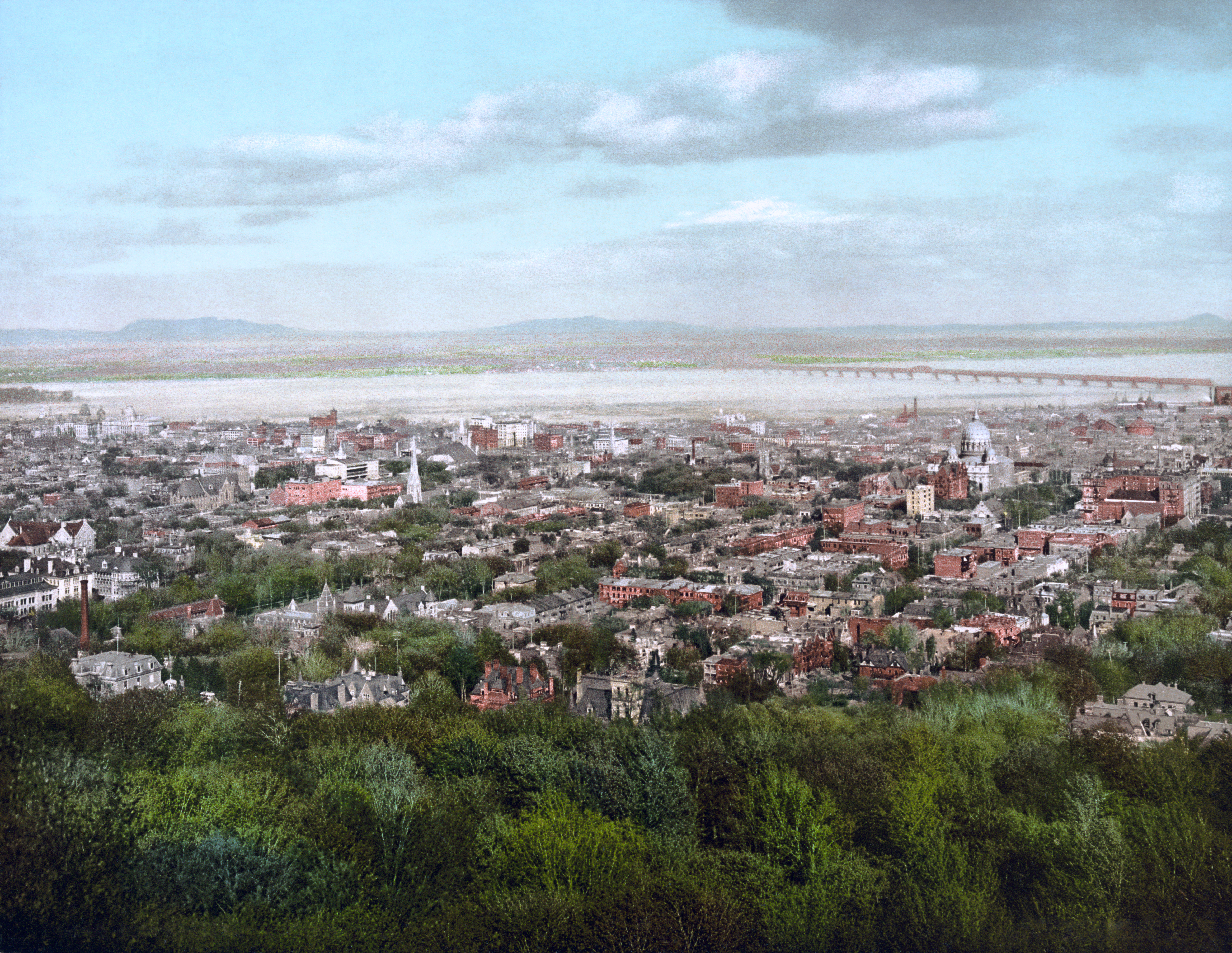
Stadtansicht vom Mont Royal aus (1902)

Nach 1866 war die Bevölkerung Montreals wieder mehrheitlich französischsprachig: Die prosperierende Industrie benötigte Arbeitskräfte, und zahlreiche Bewohner ländlicher Gegenden der Provinz Québec zogen auf der Suche nach besseren Lebensbedingungen in die Stadt. Die städtische Gesellschaft war zweigeteilt: Das anglophone Bürgertum kontrollierte die bedeutendsten Konzerne Kanadas und unterhielt enge Beziehungen zu Großbritannien, während sich der wirtschaftliche Einfluss der frankophonen Mittelschicht weitgehend auf kleine und mittelständische Unternehmen beschränkte. Die Zweiteilung manifestierte sich auch in einem getrennten Bildungs- und Gesundheitswesen. Während die anglophonen Institutionen weitgehend säkular waren, übte die katholische Kirche in den frankophonen Institutionen großen Einfluss aus. Nach 1880 ließen sich viele osteuropäische Juden in Montreal nieder. Mit weiteren Flüchtlings- und Einwanderungswellen kamen insbesondere Italiener, Polen und Russen, aber auch Chinesen in die Stadt.
Durch die Eingemeindung zahlreicher Vororte in den Jahren 1883 bis 1918 erweiterte sich das Stadtgebiet um das Fünffache. Dabei handelte es sich überwiegend um Gemeinden mit ärmlichen Arbeitervierteln, die sich beim Ausbau der Infrastruktur finanziell übernommen hatten. Verbunden mit den sozialen Auswirkungen des Ersten Weltkriegs bürdete sich die Stadt hohe Schulden auf, sodass die Provinzregierung Montreal von 1918 bis 1921 unter Treuhandverwaltung stellte. Die 1920er Jahre waren vom Aufschwung des Dienstleistungssektors geprägt.

### Relativer Bedeutungsverlust und Strukturwandel

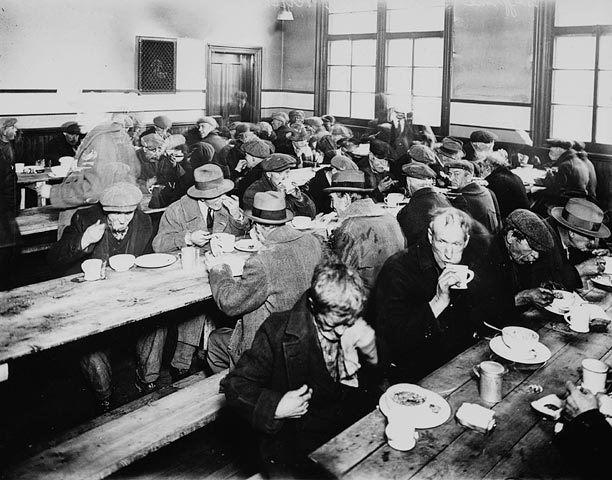
Montrealer Suppenküche (1931)

Die 1929 einsetzende Weltwirtschaftskrise hatte schwere Auswirkungen für Montreal. Betroffen war vor allem die Industrie, die zu einem großen Teil auf der Verarbeitung von natürlichen Rohstoffen basierte und vom Export abhängig war. Auf die wachsende Arbeitslosigkeit reagierte die Stadtverwaltung mit Arbeitsbeschaffungsmaßnahmen. Sinkende Steuereinnahmen und erhöhte Sozialausgaben belasteten das Budget. Erschwerend kam hinzu, dass religiöse, soziale und im Erziehungswesen tätige Institutionen von der Grundsteuer befreit waren. Die Stadt widerstand Forderungen von Geschäftsleuten, die Steuern zu senken, und führte 1935 stattdessen als erste eine Umsatzsteuer in der Provinz ein. Dennoch verschlechterte sich die finanzielle Situation der Stadt zusehends, sodass sie von 1940 bis 1944 erneut unter Treuhandverwaltung gestellt wurde. Die Kriegswirtschaft im Zweiten Weltkrieg sorgte vorübergehend für Vollbeschäftigung, und aufgrund steigender Steuereinnahmen konnte die Schuldenlast rasch abgebaut werden.
Dennoch verlor Montreal allmählich seine wirtschaftliche Vorrangstellung in Kanada. Der Außenhandel war nicht mehr auf Europa ausgerichtet, sondern auf die Vereinigten Staaten; im Binnenhandel spielte Westkanada eine immer größere Rolle. Das westlich gelegene Toronto profitierte davon und stieg zum neuen Wirtschaftszentrum auf. Nach der Eröffnung des Sankt-Lorenz-Seewegs 1959 konnten hochseetaugliche Schiffe erstmals vom Atlantik über Montreal bis zu den Großen Seen verkehren. Mit der ökonomischen Neuausrichtung verbunden war auch ein Bedeutungsverlust der anglophonen Montrealer Elite.
Infolge der so genannten Stillen Revolution in den 1960er Jahren erlebte die frankophone Gesellschaft eine durchgreifende Modernisierung. Sie drängte den Einfluss der katholischen Kirche zurück, übernahm die Kontrolle über die Wirtschaft ihrer Region und trat auf allen Gebieten selbstbewusster auf als zuvor. Es bildete sich eine frankophone separatistische Bewegung. Die linke Gruppierung Front de libération du Québec verübte im Großraum Montreal zahlreiche Anschläge, bis sie 1970 im Zuge der Oktoberkrise zerschlagen wurde. Gemäßigte separatistische Kräfte sammelten sich fortan im Parti Québécois, der infolge der Wahlen von 1976 erstmals die Regierung der Provinz Québec stellte. 1977 setzte die Provinzregierung die Charta der französischen Sprache in Kraft, die dem Französischen Vorrang in sämtlichen Lebensbereichen garantiert. Daraufhin verlegten einige bedeutende Unternehmen ihren Hauptsitz von Montreal nach Toronto, da die politische und ökonomische Zukunft in Québec zunächst unsicher schien.

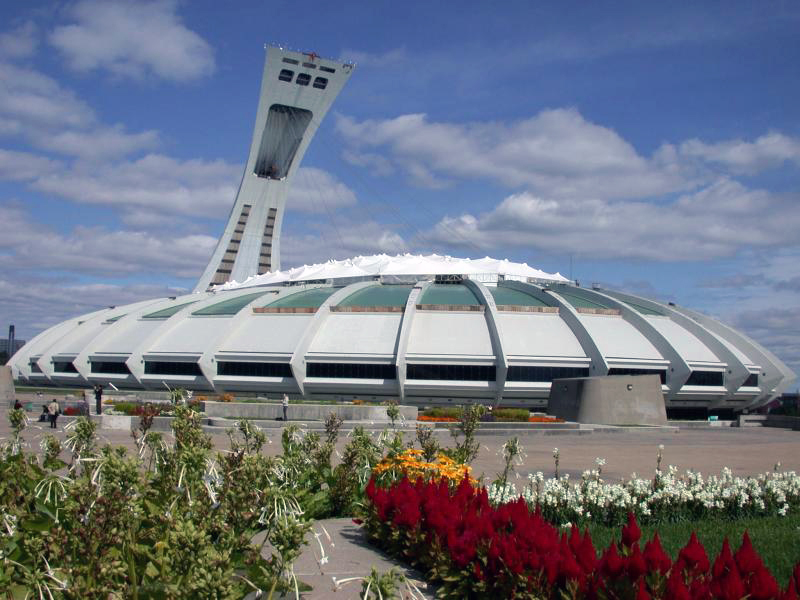
Das Montrealer Olympiastadion

Mit der Verdrängung der Industrie durch den Dienstleistungssektor wandelte sich das Stadtbild Montreals. Es entstanden zahlreiche Wolkenkratzer, und das Stadtzentrum verlagerte sich von der am Flussufer gelegenen Altstadt (Vieux-Montréal) an den Mont Royal. Neue Autobahnen und Brücken ermöglichten eine schnellere Anbindung der Vororte, und der Siedlungsgürtel weitete sich über den Hochelaga-Archipel hinaus aus. Die Fertigstellung des Grundnetzes der Metro Montreal in den Jahren 1966/67 ermöglichte einerseits das Entstehen der weit verzweigten Untergrundstadt (Ville intérieure), andererseits wurde mit dem Aushubmaterial die Île Notre-Dame, eine neue Insel im Sankt-Lorenz-Strom, aufgeschüttet. Auf dieser und der benachbarten Île Sainte-Hélène fand 1967 die Weltausstellung Expo 67 statt, die zugleich das Hauptereignis der Hundertjahrfeier Kanadas war.
Als Austragungsort der Olympischen Sommerspiele 1976 stand Montreal abermals im Fokus der Weltöffentlichkeit. Ein Boykott afrikanischer Staaten überschattete die Veranstaltung. Massive Kostenüberschreitungen beim Bau des Olympischen Dorfes und der Sportstätten im Olympiapark führten zur Anhäufung von Schulden in Höhe von 1,5 Milliarden kanadischen Dollar. Zu deren Begleichung sah sich die Provinzregierung gezwungen, eine Sondersteuer auf Tabakwaren zu erheben. Das zum Zeitpunkt der Spiele noch fehlende Dach des Olympiastadions wurde elf Jahre später vollendet, die Schulden wurden bis 2006 abbezahlt.
Das Wirtschaftswachstum fiel in den 1980er Jahren geringer als in anderen kanadischen Großstädten aus. In den 1990er Jahren hatte sich das ökonomische Umfeld Montreals jedoch wieder erheblich verbessert, da neue Unternehmen und Institutionen die traditionellen Wirtschaftszweige abzulösen begannen. 1992 feierte die Stadt ihr 350-jähriges Bestehen mit vielen kulturellen Ereignissen. Die Eröffnung der zwei höchsten Wolkenkratzer der Stadt im selben Jahr symbolisierte augenfällig den Wiederaufschwung. Im Zuge eines umfangreichen Stadterneuerungsprojekts zu Beginn des 21. Jahrhunderts konnten mehrere internationale Organisationen bewogen werden, ihren Hauptsitz nach Montreal zu verlegen.

### Fusionen und Abspaltungen
2001 beschloss die Provinzregierung der Parti Québécois zahlreiche Gemeindefusionen; vorgesehen war unter anderem der Zusammenschluss sämtlicher Gemeinden auf der Île de Montreal. Die Regierung argumentierte, größere Städte seien effizienter und könnten besser gegen andere kanadische Metropolen bestehen, die ihr Territorium bereits vergrößert hatten. Besonders im überwiegend anglophonen Gebiet West Island regte sich heftiger Widerstand gegen die erzwungenen Fusionen. Die Gegner äußerten die Besorgnis, die Eigenständigkeit der Vororte ginge verloren, die Steuerlast würde sich erhöhen und die Sprachminderheiten würden in der mehrheitlich frankophonen Stadt an Einfluss verlieren.
Trotz der Bedenken setzte die Regierung die Vereinigung von 27 Gemeinden mit Montreal am 1. Januar 2002 durch. Bei den Provinzwahlen im April 2003 siegte die Parti libéral du Québec, die traditionell den Anglophonen nahesteht. Eines ihrer Wahlversprechen lautete, in ganz Québec die Fusionen nachträglich einem Referendum zu unterstellen. Die neue Regierung legte aber schwierig zu erfüllende Bedingungen fest. Erstens mussten ein Zehntel aller registrierten Wähler eine Petition unterschreiben, um eine Abstimmung herbeizuführen. Zweitens mussten mindestens 35 % aller registrierten Wähler zustimmen, eine einfache Mehrheit reichte somit nicht für die Abspaltung.
In 22 ehemaligen Gemeinden fanden am 20. Juli 2004 Abstimmungen statt. Sämtliche Gemeinden stimmten der Loslösung von Montreal zu, doch Anjou, LaSalle, L’Île-Bizard, Pierrefonds, Roxboro, Sainte-Geneviève und Saint-Laurent verfehlten das Quorum, weshalb diese Gemeinden endgültig bei der Stadt verblieben. Keine Abstimmungen gab es in Lachine, Montréal-Nord, Outremont, Saint-Léonard und Verdun. Die übrigen 15 Gemeinden wurden am 1. Januar 2006 neu gegründet, mussten aber zahlreiche ihrer früheren Kompetenzen an den Gemeindeverband abtreten. Ungeachtet der Abspaltungen resultierte für Montreal letztlich eine Verdoppelung des Stadtgebiets und eine Erhöhung der Bevölkerungszahl von einer Million auf 1,6 Millionen Einwohner.

## Bevölkerung

### Bevölkerungsentwicklung
Am Stichtag 10. Mai 2011 ermittelte Statistics Canada folgende Einwohnerzahlen: Die Stadt Montreal zählte 1.649.519 Einwohner, die Verwaltungsregion Montreal (entspricht dem Gebiet der Stadt und von 15 weiteren Gemeinden auf der Île de Montréal) 1.886.481 Einwohner und die Metropolregion Communauté métropolitaine de Montréal 3.824.221 Einwohner. Somit ist Montreal die bevölkerungsreichste Gemeinde der Provinz Québec und die zweitgrößte Stadt Kanadas.
Die folgende Tabelle zeigt die Bevölkerungsentwicklung gemäß den Ergebnissen der kanadischen Volkszählungen, wobei wiederum die Stadt, die Verwaltungsregion und die Metropolregion miteinander verglichen werden. Bis zur zweiten Hälfte des 20. Jahrhunderts stieg die Einwohnerzahl kontinuierlich. Die Volkszählung von 1966 ergab ein vorläufiges Maximum von 1.293.992 Einwohnern. Bis Ende der 1970er Jahre sank die Einwohnerzahl auf knapp über eine Million und stagnierte in den beiden folgenden Jahrzehnten. Die Zunahme um rund 600.000 Einwohner zu Beginn des 21. Jahrhunderts geht auf Eingemeindungen zurück. Bedeutende Zuwachsraten sind unterdessen in der Metropolregion feststellbar: Lebten 1901 noch 82,7 % aller Einwohner auf dem Gebiet der Metropolregion in Montreal, so waren es hundert Jahre später nur noch 30,3 %. Die Eingemeindungen bewirkten eine Zunahme auf 44,6 %. Gemäß Schätzungen von Statistics Canada werden im Jahr 2030 für die gesamte Metropolregion 4,9 Millionen Einwohner erwartet.

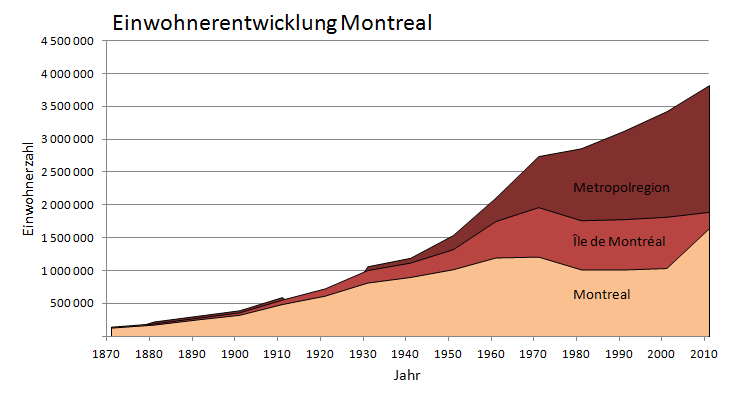
Einwohnerentwicklung Montreal

| Jahr | Einwohner | Einwohner       | Einwohner      |
| ---- | --------- | --------------- | -------------- |
| Jahr | Montreal  | Île de Montréal | Metropolregion |
| 1660 |           | 407             |                |
| 1700 |           | 2.969           |                |
| 1760 |           | 8.300           |                |
| 1781 |           | 17.945          |                |
| 1821 | 18.767    |                 |                |
| 1841 | 40.356    |                 |                |
| 1861 | 90.323    |                 |                |
| 1871 | 130.022   | 144.044         | 174.090        |
| 1881 | 176.263   | 193.171         | 223.512        |
| 1891 | 254.278   | 277.525         | 308.169        |
| 1901 | 325.653   | 360.838         | 393.665        |

| Jahr | Einwohner | Einwohner       | Einwohner      |
| ---- | --------- | --------------- | -------------- |
| Jahr | Montreal  | Île de Montréal | Metropolregion |
| 1911 | 490.504   | 554.761         | 594.812        |
| 1921 | 618.506   | 724.205         | 774.330        |
| 1931 | 818.577   | 1.003.868       | 1.064.448      |
| 1941 | 903.007   | 1.116.800       | 1.192.235      |
| 1951 | 1.021.520 | 1.320.232       | 1.539.308      |
| 1961 | 1.201.559 | 1.747.696       | 2.110.679      |
| 1971 | 1.214.352 | 1.958.595       | 2.743.208      |
| 1981 | 1.018.609 | 1.760.120       | 2.862.286      |
| 1991 | 1.017.666 | 1.775.691       | 3.127.242      |
| 2001 | 1.039.534 | 1.812.723       | 3.426.350      |
| 2011 | 1.649.519 | 1.886.481       | 3.824.221      |

### Sprachen

Sprachliche Mehrheiten nach Muttersprache in der Agglomeration Montreal (blau = französisch, rot = englisch, grün = allophon)

Die in Montreal am weitesten verbreitete Sprache war in seinen Anfängen und ist seit der zweiten Hälfte des 19. Jahrhunderts wieder das Französische. Seit etwa 1760 ist Englisch hinzugekommen, das ab den 1830er Jahren vorübergehend eine dominierende Stellung einnahm. Zugleich galt der Gebrauch der einen oder anderen Sprache bis in die 1970er Jahre vielfach als Signum gesellschaftlicher Zugehörigkeit und Ungleichheit. Dies gilt heute noch bedingt für die weniger häufig gesprochenen Sprachen späterer Einwanderergruppen.
Der Anteil der Einwohner mit französischer Muttersprache beträgt 53,6 %, jener mit englischer Muttersprache 12,8 %. Mit einem Anteil von 33,1 % bilden die Allophonen (Anderssprachige), deren Muttersprache weder Französisch noch Englisch ist, die zweitgrößte Gruppe. Die bedeutendste Sprache unter Einwanderern ist Italienisch (5,6 %), gefolgt von Arabisch (4,3 %), Spanisch (3,7 %), Chinesisch (2,3 %), Haitianisch-Kreolisch (2,1 %) und Griechisch (1,3 %).
Die Verteilung der Sprachgruppen auf die Arrondissements der Stadt ist sehr verschieden. Der Anteil der Frankophonen reicht von 25,8 % in Côte-des-Neiges–Notre-Dame-de-Grâce bis 80,4 % in Mercier–Hochelaga-Maisonneuve. Am kleinsten ist der anglophone Anteil in Rosemont–La Petite-Patrie mit 3,7 %, am größten in Pierrefonds-Roxboro mit 33,7 %. Auffallend ist der hohe Anteil von Italienischsprachigen in Saint-Léonard (30,7 %), von Arabischsprachigen in Saint-Laurent (13,9 %) und von Jiddischsprachigen in Outremont (10,1 %).
In den 15 Gemeinden, die sich 2006 von Montreal abspalteten, ist der Anteil der englischen Muttersprachler höher als in der Stadt. Hier stellen die Anglophonen einen Anteil von 47,5 %, die Frankophonen kommen auf 24,7 %. Den höchsten anglophonen Anteil weist Montréal-Ouest mit 67,6 % auf, den kleinsten frankophonen Anteil Hampstead mit 14,3 %. Eine Ausnahme bildet das überwiegend frankophone Montréal-Est, das sich ebenfalls von Montreal abspaltete.
Eine Besonderheit Montreals im Vergleich zu anderen kanadischen Großstädten ist, dass über die Hälfte der Bevölkerung (56,0 %) sowohl Französisch als auch Englisch versteht. 33,5 % verstehen ausschließlich Französisch, 10,0 % ausschließlich Englisch und 2,7 % keine dieser Sprachen. Für 71,6 % der Erwerbstätigen ist Französisch die vorherrschende Sprache am Arbeitsplatz, der Anteil des Englischen beträgt in diesem Bereich 26,7 %.

### Die „sichtbaren“ Minderheiten
Die überwiegende Mehrheit der europäischstämmigen Bevölkerung ist französischer, britischer, irischer und italienischer Herkunft. Als „sichtbare Minderheiten“ (französisch minorités visibles, englisch visible minorities) werden von den kanadischen Statistikbehörden Einwohner bezeichnet, die nicht europäischer Herkunft sind (davon ausgenommen sind die Ureinwohner). In Montreal gehören 26,0 % der Bevölkerung einer sichtbaren Minderheit an. Den größten Anteil stellen Afrokanadier mit 7,7 %; es folgen Araber mit 4,3 %, Lateinamerikaner mit 3,4 %, Südasiaten und Chinesen mit je 3,2 % sowie Südostasiaten mit 1,9 %. Der Anteil der Ureinwohner an der Bevölkerung beträgt weniger als ein halbes Prozent. Im Jahr 2006 bezeichneten sich 4.285 Personen als Angehörige einer indianischen Première Nation (First Nation), 2.650 als Métis und 205 als Inuit.
Seit 1835 nimmt sich die Deutsche Gesellschaft zu Montreal der Migranten aus Deutschland an.

### Religionen
Montreal ist ein bedeutendes Zentrum der römisch-katholischen Kirche. Mit einem Anteil von 65,9 % der Bevölkerung (letzte Erhebung 2001) ist sie die dominierende christliche Konfession. Seit der Stillen Revolution hat sie aber markant an sozialem und politischem Einfluss verloren. Darüber hinaus ist der Anteil der regelmäßigen Kirchgänger in der Provinz Québec zwischen 1960 und 2008 von 90 % auf 6 % geschrumpft und ist somit der tiefste in der westlichen Welt.
Während die katholische Kirche überwiegend Frankokanadier sowie Einwanderer aus Irland, Polen, Italien und Lateinamerika verbindet, sind bei den Anglophonen die Protestanten überproportional vertreten. Ihr Anteil an der Bevölkerung beträgt 6,0 %, wobei hier aufgrund der britischen Kolonialtradition die Anglican Church of Canada vorherrscht, gefolgt von der United Church of Canada. Der Anteil der Orthodoxen beträgt 3,5 % (überwiegend griechische und russische Einwanderer). 1,4 % gaben die Zugehörigkeit zu einer nicht näher definierten christlichen Konfession an, 5,4 % zum Islam (vor allem Einwanderer aus Nordafrika und dem Libanon), 2,1 % zum Buddhismus und 1,5 % zum Hinduismus. Der Anteil der Juden an der Bevölkerung beträgt 2,4 %, wobei starke regionale Unterschiede bestehen. In den Arrondissements Outremont, Côte-des-Neiges–Notre-Dame-de-Grâce und Saint-Laurent stellen sie über ein Zehntel der Bevölkerung, in den benachbarten Gemeinden Côte-Saint-Luc und Hampstead sogar mehr als zwei Drittel.

### Sichtbare soziale Probleme
Das Problem der Obdachlosigkeit kam spätestens Mitte des 19. Jahrhunderts auf, als der Wechsel von Wirtschaftskrisen und Zuwanderungswellen die Zahl der Menschen auf der Straße anwachsen ließ. Anfangs reagierten Wohltätigkeitsorganisationen und Kirchen darauf, indem sie Armenküchen, Unterkünfte und Betreuung anboten. In den 1890er Jahren bestanden mehr als ein Dutzend Obdachlosenasyle. In den 1970er Jahren wies Montreal die höchste Obdachlosenrate im Land auf. Mitte der 1980er Jahre schätzte man die Zahl der Obdachlosen auf 10.000 bis 15.000. Obwohl das Problem für jeden sichtbar wurde, stieg ihre Zahl bis 2000 auf über 28.000, von denen mehr als 12.000 seit über einem Jahr kein Dach über dem Kopf hatten. Dabei nahm der Anteil der Frauen allein zwischen 1989 und 1996 von 15 auf 20 % zu. Inzwischen sind 150 bis 200 Vollzeitkräfte angestellt, um den Obdachlosen zu helfen. Unter den Jugendlichen und jungen Erwachsenen waren viele drogen- und alkoholkrank, sie litten erheblich häufiger unter Hepatitis und anderen typischen Krankheiten. Seit 1992 erhielt die Frage der Obdachlosigkeit Priorität und das Montreal model wurde entwickelt. Zum Kern wurde das Réseau d'aide aux personnes seules et itinérantes de Montréal (RAPSIM), zu dem 60 Hilfsorganisationen zählen. Hinzu kamen ein Forschungsinstitut und die Fédération des organismes sans but lucratif d'habitation de Montréal (FOHM), der 1995 bereits 60 Häuser zur Verfügung standen.

## Politik und Verwaltung

### Übergeordnete Verwaltung
Die Communauté métropolitaine de Montréal (CMM) ist ein übergeordneter Zweckverband, dem 82 Gemeinden im Hochelaga-Archipel und in den angrenzenden Regionen Rive-Nord und Rive-Sud angehören, darunter die Großstädte Laval, Longueuil und Terrebonne. Die CMM besitzt Planungskompetenzen in den Bereichen Raumplanung, Wirtschaftsentwicklung, Kunst- und Kulturförderung, öffentlicher Nahverkehr, Hauptstraßennetz, Sozialwohnungsbau, Infrastruktur und Dienstleistungen von regionaler Bedeutung, Abfallentsorgung, Naturschutz und Luftqualität.
Die Verwaltungsregion Montreal besteht aus der Stadt selbst sowie jenen 15 Gemeinden, die von 2002 bis 2006 mit ihr fusioniert waren. Geleitet wird sie von einem Regionalrat (conférence régionale des élus) mit 31 Mitgliedern, von denen 16 Montreal vertreten. Die Verwaltungsregion ist für die Bereitstellung folgender interkommunaler Dienstleistungen verantwortlich: Polizei, Feuerwehr, Trinkwasserversorgung, Wasserleitungen, Abwasserreinigung, öffentlicher Nahverkehr und Unterhalt von Hauptstraßen.

### Städtische Behörden

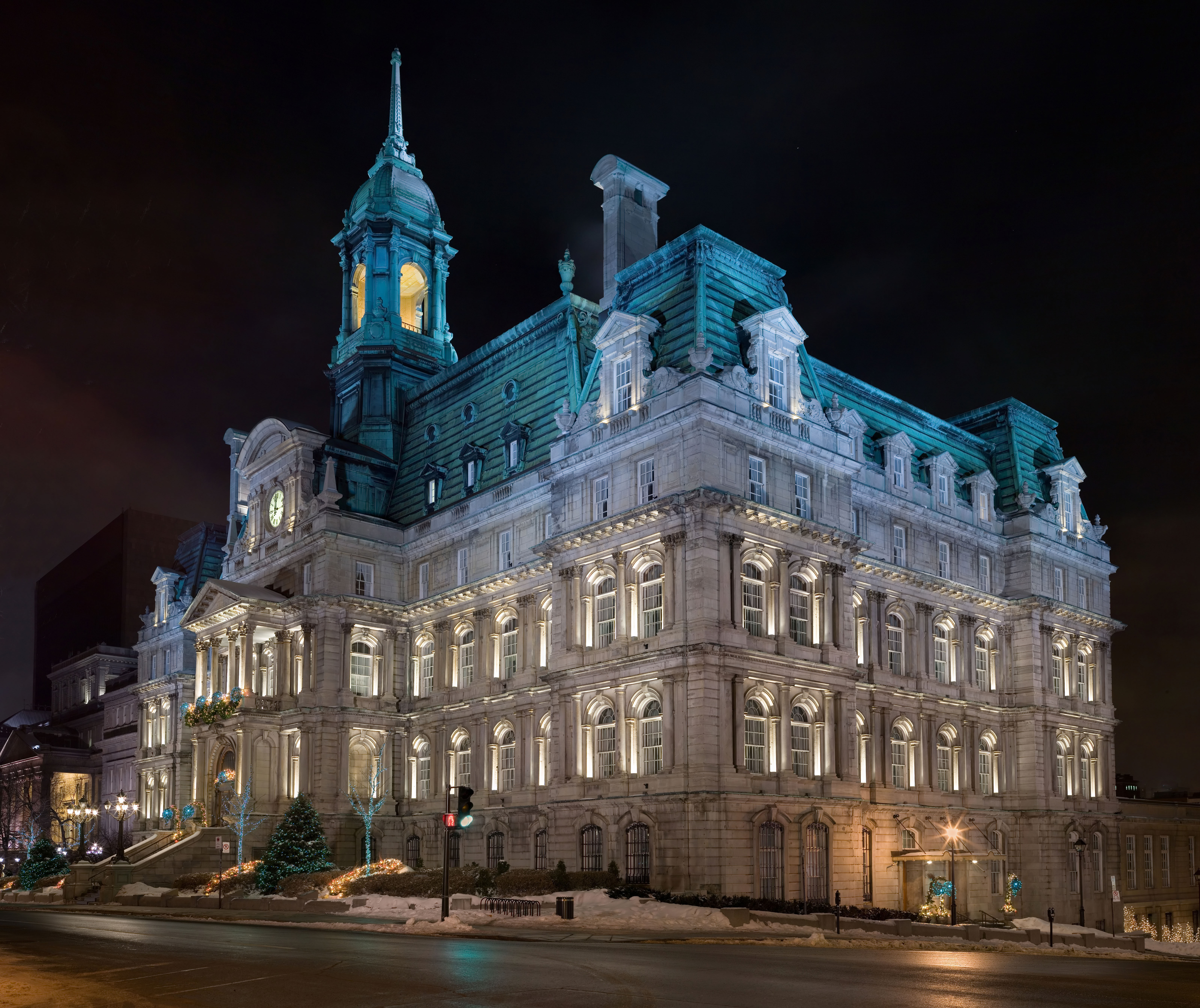
Hôtel de Ville, das Rathaus Montreals

Die städtische Charta (Charte de la ville de Montréal) regelt die Zuständigkeiten der verschiedenen Aufgabenträger auf kommunaler Ebene. Der alle vier Jahre im Mehrheitswahlverfahren gewählte Stadtrat (Conseil municipal) ist die Legislative. Ihm gehören 45 Stadträte, 19 Bezirksbürgermeister und der Bürgermeister an, insgesamt 65 Personen. Er ist zuständig für öffentliche Sicherheit, Vereinbarungen mit Regierungsbehörden, Subventionen, Umwelt, Gebietsentwicklungsplan und Baufinanzierung. In Kanada sind Parteien auf Bundes- und Provinzebene in der Regel voneinander getrennt (Mitglieder der einen Partei müssen nicht zwingend der anderen angehören). In Montreal setzt sich dieses System auch auf lokaler Ebene fort. Die letzten Stadtratswahlen fanden am 3. November 2013 statt. Derzeit vertreten sind die Équipe Denis Coderre pour Montréal (27 Sitze), der Projet Montréal (20 Sitze), die Coalition Montréal (6 Sitze), Vrai changement pour Montréal (4 Sitze), verschiedene lokale Gruppen (7 Sitze) und ein Unabhängiger.
Aus den Reihen des Stadtrates wird das zwölfköpfige Exekutivkomitee (Comité exécutif) bestimmt, das die Exekutivgewalt ausübt und dessen Mitglieder für einzelne Abteilungen der Stadtverwaltung zuständig sind. Vorsitzender des Stadtrates und des Exekutivkomitees ist der Bürgermeister, der als Erster unter Gleichen gilt; er ist zugleich Vorsitzender des CMM und des Agglomerationsrates. Seit dem 3. November 2013 hat Denis Coderre dieses Amt inne.
Montreal ist weiter in 19 Arrondissements unterteilt. Diese Stadtbezirke sind auf lokaler Ebene für bestimmte zugewiesene Aufgaben verantwortlich. Jedes Arrondissement hat einen eigenen Bezirksbürgermeister (zugleich Mitglied des Stadtrates) und einen Bezirksrat (Conseil d’arrondissement) mit drei bis sieben gewählten Mitgliedern. Beschlüsse der Bezirksräte unterstehen der Kontrolle des Stadtrates und benötigen dessen Zustimmung.

### Stadtgliederung
Von 2002 bis 2006 war Montreal in 27 Arrondissements unterteilt. Seit der Abspaltung einiger zuvor fusionierter Gemeinden sind es noch 19:
- Ahuntsic-Cartierville (1)
- Anjou (2)
- Côte-des-Neiges–Notre-Dame-de-Grâce (3)
- Lachine (4)
- LaSalle (5)
- Le Plateau-Mont-Royal (6)
- Le Sud-Ouest (7)
- L’Île-Bizard–Sainte-Geneviève (8)
- Mercier–Hochelaga-Maisonneuve (9)
- Montréal-Nord (10)
- Outremont (11)
- Pierrefonds-Roxboro (12)
- Rivière-des-Prairies–Pointe-aux-Trembles (13)
- Rosemont–La Petite-Patrie (14)
- Saint-Laurent (15)
- Saint-Léonard (16)
- Verdun (17)
- Ville-Marie (18)
- Villeray–Saint-Michel–Parc-Extension (19)

### Wappen und Flagge

Stadtlogo

Das Wappen von Montreal besteht seit 1833 und wurde von Jacques Viger, dem ersten Bürgermeister der Stadt, entworfen. Die heute verwendete Version stammt aus dem Jahr 1938 und wurde zuletzt 2017 geändert. Der unten spitz zulaufende und von einem Ahornkranz umgebene Wappenschild wird durch ein breites rotes Kreuz in vier silberne Felder unterteilt. Diese enthalten Blumensymbole, die für die wichtigsten historischen Bevölkerungsgruppen Montreals stehen: eine blaue Fleur-de-Lys für die Franzosen bzw. Frankokanadier, eine rote Rose für die Engländer, eine purpurne Distel für die Schotten und ein grüner dreiblättriger Shamrock für die Iren. Die Weymouth-Kiefer im Zentrum des Wappens repräsentiert die fünf Stämme der Irokesen-Konföderation. Die im Jahr 1939 eingeführte Flagge von Montreal basiert auf dem Wappenschild. Ein rotes Georgskreuz teilt die Flagge in vier weiße Felder mit den Blumensymbolen. Für den alltäglichen Behördenverkehr verwendet die Stadt seit 1981 ein Logo.

### Städtepartnerschaften
Seit 1979 unterhält Montreal offizielle bilaterale Beziehungen mit anderen Städten. Diese Kooperationen haben zum Ziel, den Austausch von Informationen und Fachwissen in Bereichen von gemeinsamem Interesse zu ermöglichen. Mit den sechs nachfolgenden Städten pflegt Montreal besonders enge Beziehungen. Hinzu kommen rund ein Dutzend weitere Städte, mit denen ein begrenzter Austausch auf einzelnen Gebieten erfolgt.
- Lyon, Frankreich (1979)
- Shanghai, Volksrepublik China (1985)
- Port-au-Prince, Haiti (1995)
- Hiroshima, Japan (1998)
- Paris, Frankreich (2008)
- Bamako, Mali (2008)

## Stadtbild und Architektur

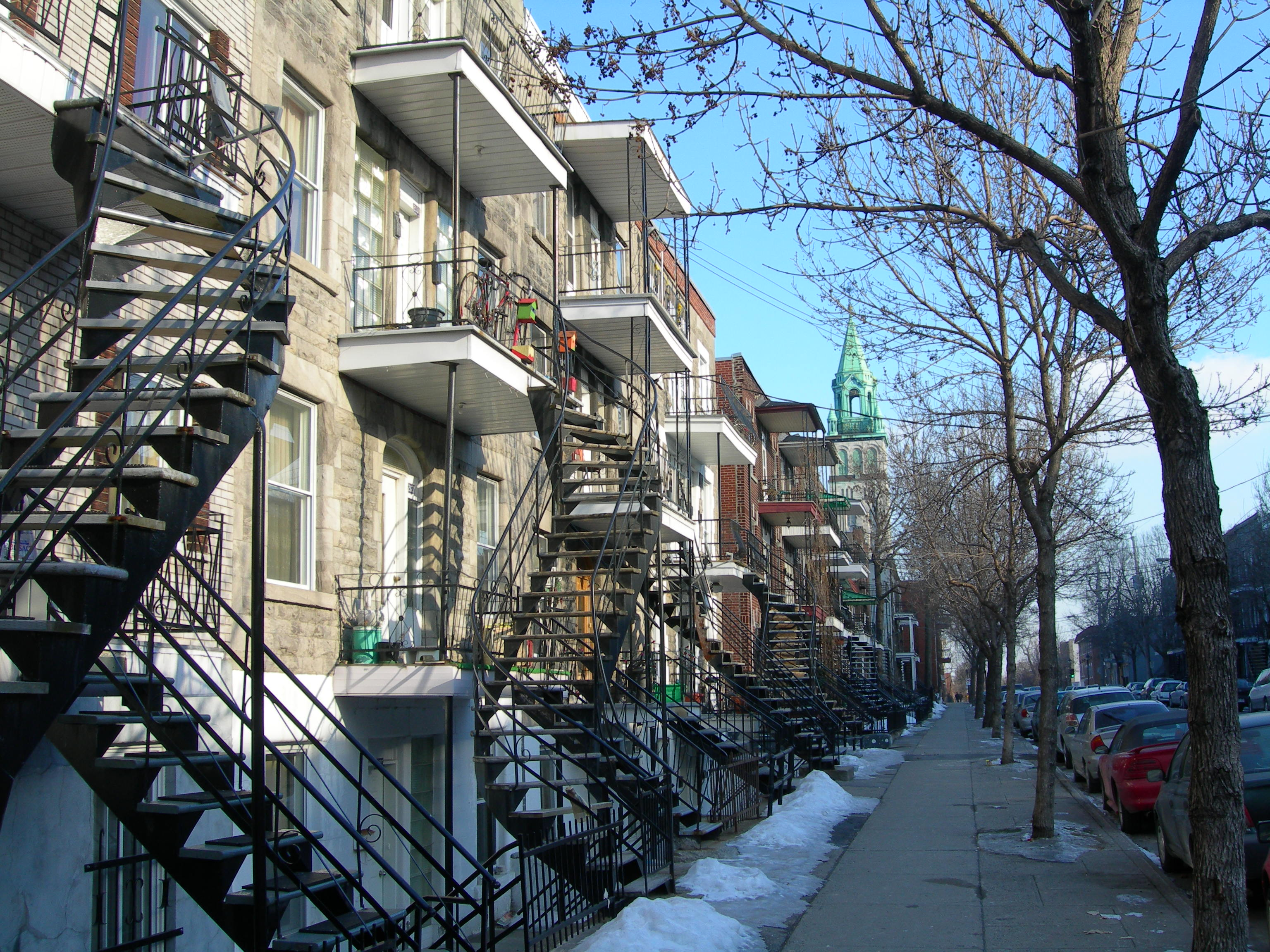
Typische Montrealer Reihenhaussiedlung

Das Stadtbild ist vom Nebeneinander einer Vielzahl historischer und moderner Baustile geprägt, wobei die französische, die britische und die amerikanische Architekturtradition aufeinandertreffen. Mehr als anderthalb Jahrhunderte lang war Montreal das wirtschaftliche Zentrum des Landes. Aus diesem Grund gehören nicht nur Wohnhäuser und Geschäftsbauten zum architektonischen Erbe, sondern auch Fabriken, Silos, Lagerhäuser, Mühlen und Raffinerien. Die Stadt zählt 49 historisch bedeutende Stätten (National Historic Sites), mehr als jede andere Stadt Kanadas.
Das Arrondissement Ville-Marie, zwischen dem Mont Royal und dem Sankt-Lorenz-Strom gelegen, umfasst das Stadtzentrum mit den wichtigsten Institutionen, öffentlichen Einrichtungen und Sehenswürdigkeiten. Um das Kerngebiet mit Altstadt und Geschäftszentrum liegen mehrere dicht besiedelte Wohnviertel. Typisch für die älteren Viertel sind zwei- oder dreistöckige Reihenhäuser, deren Treppen außen an der Vorderfassade angebracht sind. An den Hängen des Mont Royal erstrecken sich repräsentative Villenviertel. Das übrige Stadtgebiet ist, von verdichteten Stadtteilzentren abgesehen, suburban geprägt.

### Vieux-Montréal (Altstadt)

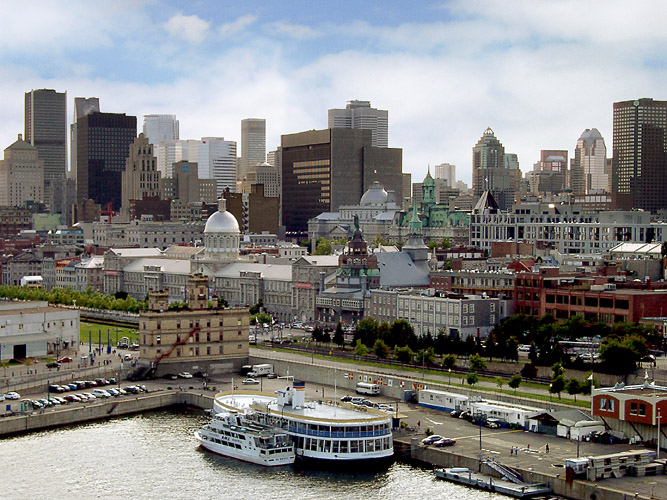
Die Altstadt von Montreal, im Vordergrund der Alte Hafen

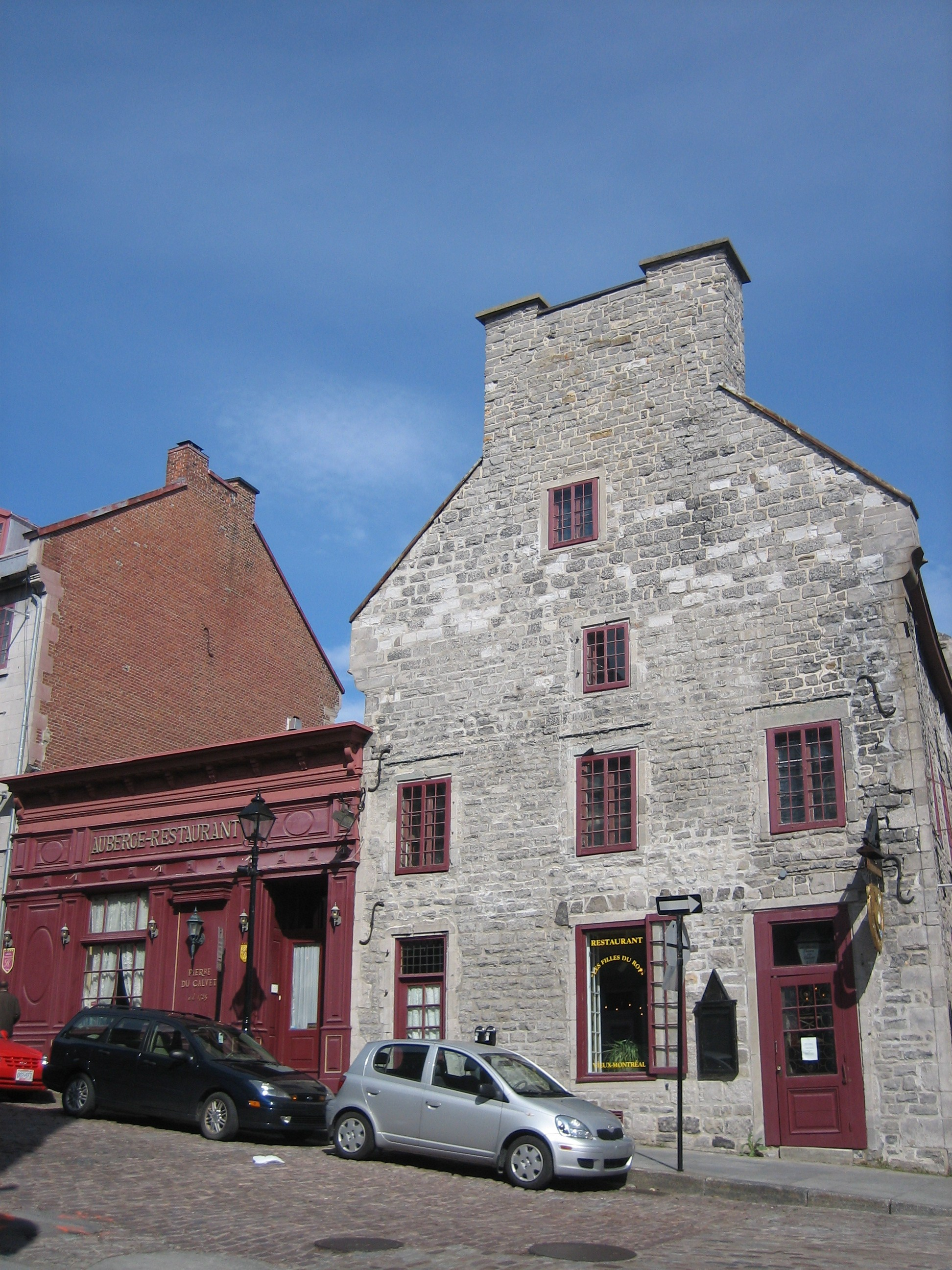
Gasthaus-Restaurant Pierre du Calvet

Vieux-Montréal, am Ufer des Sankt-Lorenz-Stroms gelegen, ist der älteste Stadtteil. Seine Grenzen entsprechen im Wesentlichen dem früheren Verlauf der Montrealer Stadtmauer. Ein rund 250 Meter langes Teilstück wurde in der Parkanlage Champ-de-Mars, dem ehemaligen Exerzierplatz, freigelegt. Die Hauptverkehrsachse der Altstadt ist die Rue Notre-Dame, die parallel dazu verlaufende Rue Saint-Jacques war bis in die 1950er Jahre das Finanzzentrum. Der Alte Hafen (Vieux-Port) umfasst ehemalige Pieranlagen, die durch eine Uferpromenade verbunden sind, sowie den Uhrenturm Tour de l’Horloge.
Das vorherrschende Baumaterial der Altstadthäuser ist grauer Kalkstein. Ältestes Bauwerk in Montreal ist das Seminar des Sulpizianerordens (Vieux Séminaire de Saint-Sulpice), erbaut von 1684 bis 1687. Rund zwanzig Jahre jünger ist das Château Ramezay, die ehemalige Gouverneursresidenz. Weitere herausragende Bauwerke sind das Rathaus (Hôtel de Ville) und die Markthalle Marché Bonsecours. Von wenigen Ausnahmen abgesehen stammen die meisten übrigen Gebäude der Altstadt aus dem 19. Jahrhundert, dabei handelt es sich in der Regel um Wohn-, Geschäfts- und Lagerhäuser.
Mit der Verlagerung des Geschäftszentrums geriet die Altstadt allmählich in eine Krise und wies Ghettoisierungsanzeichen auf. Zu Beginn der 1960er Jahre gab es Pläne, weite Teile von Vieux-Montréal abzureißen. Der niederländische Stadtplaner Sandy van Ginkel konnte die Behörden davon überzeugen, die an dieser Stelle vorgesehene Stadtautobahn in den Untergrund zu verlegen. 1964 wurde die Altstadt als arrondissement historique (historischer Bezirk) unter Schutz gestellt, was in den folgenden Jahren zahlreiche Restaurierungen nach sich zog. Aufgrund der gut erhaltenen Kolonialarchitektur ist Vieux-Montréal heute eine beliebte Touristendestination; kopfsteingepflasterte Straßen und darauf verkehrende Kaleschen heben das historische Flair zusätzlich hervor.

### Centre-Ville (Downtown)

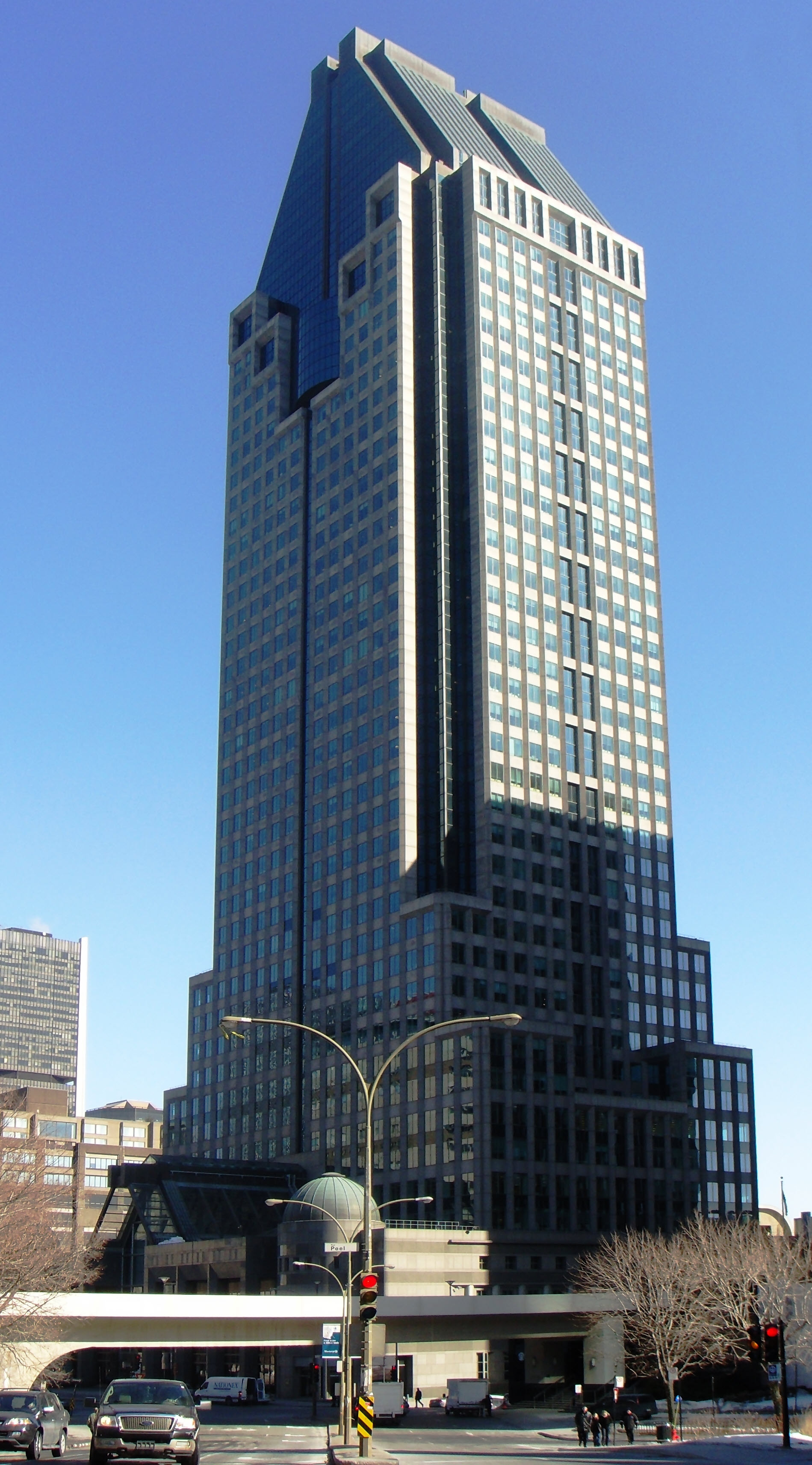
Gebäudekomplex 1000 de La Gauchetière

Das Centre-Ville ist die Downtown und der wirtschaftliche Mittelpunkt Montreals. Hier befinden sich die meisten Hochhäuser und alle Wolkenkratzer der Stadt. Dieses Gebiet am Fuße des Mont Royal wird begrenzt von der Rue Sherbrooke im Nordwesten, dem Boulevard Saint-Laurent im Nordosten, der Rue Guy im Südwesten und der unterirdisch verlaufenden Autoroute 720 im Südosten. Zentrale Längsachsen sind die Rue Sainte-Catherine (die bedeutendste Einkaufsstraße der Stadt) und der Boulevard René-Lévesque. Gemäß städtischer Bauordnung darf kein Gebäude den 233 Meter hohen Gipfel des Mont Royal überragen. Darüber hinaus sind Gebäude von mehr als 120 Metern Höhe auf bestimmte Parzellen beschränkt. Mit diesen Maßnahmen soll erreicht werden, dass der Hügelzug eine bedeutende Landmarke bleibt.
Eine Besonderheit ist die Ville intérieure, die weit verzweigte Untergrundstadt. Dabei handelt es sich um ein System von Ladenpassagen und Fußgängertunneln, das sich über eine Fläche von zwölf Quadratkilometern erstreckt. Es verbindet zehn U-Bahn-Stationen und zwei Bahnhöfe mit Hunderten von Läden, Restaurants und Kinos, mit zahlreichen öffentlichen Einrichtungen sowie mit 35 % der Wohn- und 80 % der Büroflächen des Centre-Ville. Fußgänger können sich auf diese Weise vor allem im strengen Winter vor klimatischen Einflüssen geschützt in der Innenstadt bewegen. Mit einer Gesamtlänge von 32 Kilometern ist die Ville intérieure das längste Tunnelnetzwerk dieser Art weltweit.
Bis Ende der 1920er Jahre war die Höhe von Gebäuden auf elf Stockwerke beschränkt. Die Aufhebung dieser Regelung ermöglichte den Bau der ersten Wolkenkratzer, wobei Architekten die Baustile Beaux-Arts und Art déco bevorzugten. Herausragende Bauwerke jener Epoche sind der Tour de la Banque Royale von 1928 (121 m) und das Édifice Sun Life von 1931 (122 m). Im Britischen Empire waren sie zum Zeitpunkt ihrer Eröffnung das höchste Gebäude bzw. das Gebäude mit der größten Geschossfläche. Die meisten Wolkenkratzer entstanden in den 1960er Jahren, wobei damals der Internationale Stil vorherrschte. Zwischen 1962 und 1964 lösten sich drei Bauten als höchstes Gebäude der Stadt ab: der Tour CIBC (187 m), der Place Ville-Marie (188 m) und der Tour de la Bourse (190 m). Nachdem die Hochbautätigkeit in den zwei folgenden Jahrzehnten merklich abflaute, kam es in den 1990er Jahren zu einer dritten Phase mit vorwiegend postmodernen Bauten. 1000 de La Gauchetière (205 m) und 1250 René-Lévesque (199 m), die zwei höchsten Gebäude Montreals, wurden beide 1992 eröffnet.

### Urbane Freiräume

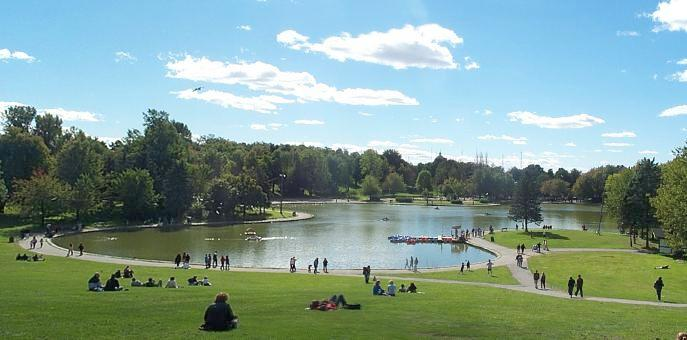
Der Lac aux Castors im südlichen Teil des Parc du Mont-Royal

Als Hausberg Montreals ist der Mont Royal ein beliebtes Ausflugsziel für Einwohner und Touristen. Am Osthang, der dem Stadtzentrum zugewandt ist, erstreckt sich der Parc du Mont-Royal. Diese bewaldete Parkanlage mit einer Fläche von 190 Hektar wurde von Frederick Law Olmsted, dem Planer des New Yorker Central Park, entworfen und 1876 eröffnet. Von zwei Aussichtsterrassen aus kann die Stadt überblickt werden. Am südlichen Ende des Parks befindet sich der künstliche See Lac aux Castors („Bibersee“), am nördlichen Ende das George-Étienne-Cartier-Monument. Nahe dem Gipfel stehen das Mont-Royal-Kreuz und der Sendeturm Mont Royal. Zwei ausgedehnte Friedhöfe liegen auf der Westseite des Mont-Royal, der Friedhof Notre-Dame-des-Neiges und der Friedhof Mont-Royal.
Der Parc Jean-Drapeau, der den größten Teil der Inseln Île Sainte-Hélène und Île Notre-Dame umfasst, ist das ehemalige Ausstellungsgelände der Weltausstellung Expo 67. Nur wenige der damaligen Bauten stehen noch, darunter der amerikanische Expo-Pavillon Biosphère, eine von Richard Buckminster Fuller entworfene geodätische Kuppel. Eine weitere bedeutende Parkanlage ist der Parc Maisonneuve im Arrondissement Rosemont–La Petite-Patrie. An dessen Südrand befindet sich der Botanische Garten Montreal, der mit über 22.000 verschiedenen Pflanzenarten, 30 Themengärten und einem Arboretum zu den umfangreichsten Einrichtungen dieser Art weltweit gehört.
Mehrere Plätze sind fußgängerfreundlich gestaltet: der Place d’Armes mit dem Maisonneuve-Denkmal und der Place Jacques-Cartier in der Altstadt sowie der Square Victoria, der Square Dorchester und der Place du Canada im Centre-Ville.

### Sakralbauten

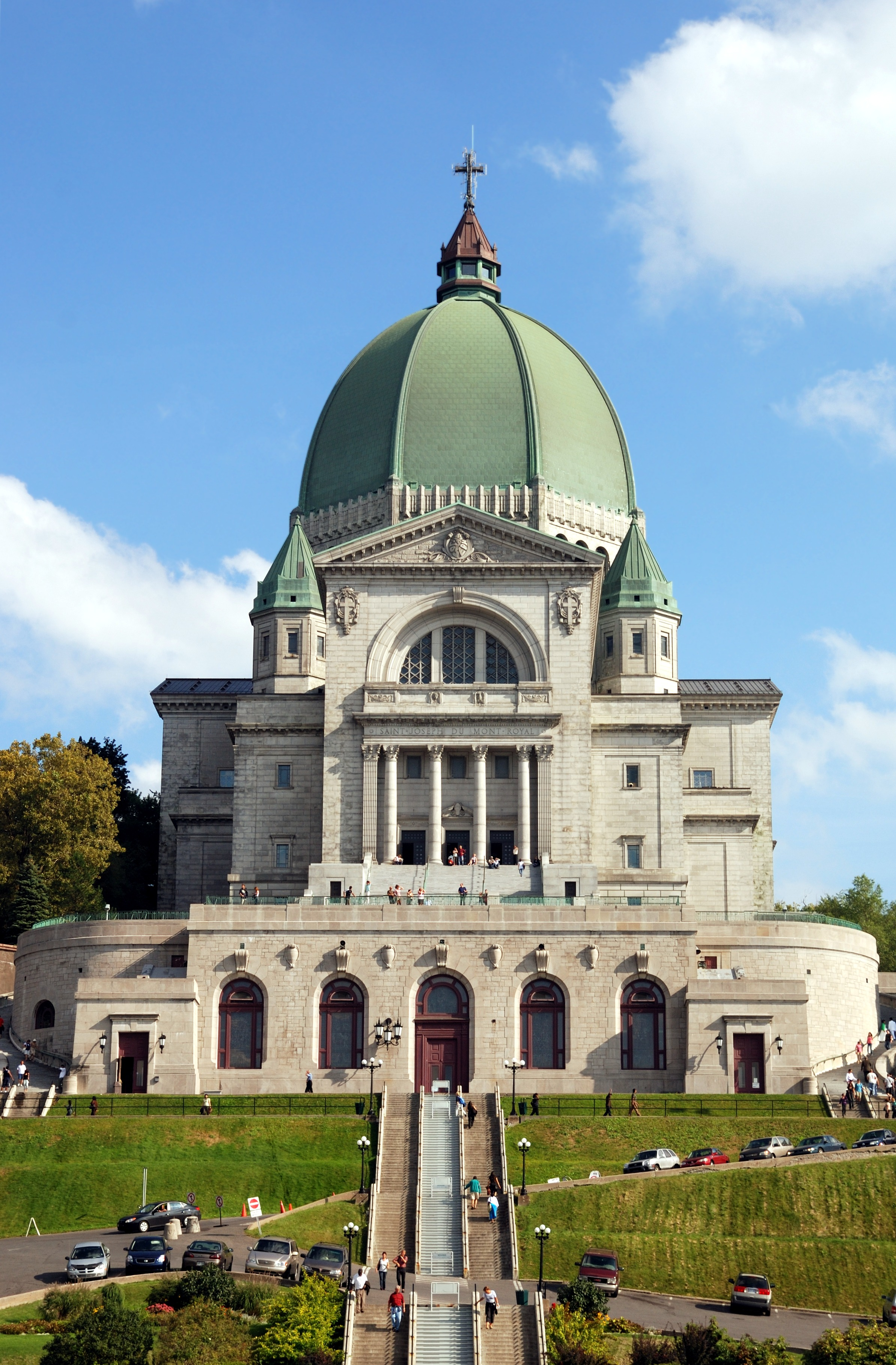
St.-Josephs-Oratorium

Montreal zählt über 600 Sakralbauten verschiedener Glaubensrichtungen. Es handelt sich dabei überwiegend um christliche Kirchen, von denen die große Mehrheit der römisch-katholischen Konfession dient. Montreal wird häufig als „Stadt der hundert Kirchtürme“ (Ville aux cent clochers) bezeichnet. 1881 sagte der amerikanische Schriftsteller Mark Twain: „Dies ist das erste Mal, dass ich jemals in einer Stadt war, wo man keinen Ziegel werfen könnte, ohne ein Kirchenfenster zu zerbrechen“ (This is the first time I was ever in a city where you couldn’t throw a brick without breaking a church window).
Vier römisch-katholische Kirchengebäude tragen den Ehrentitel einer Basilica minor. Das St.-Josephs-Oratorium, an exponierter Stelle am Südwesthang des Mont Royal gelegen, ist eine bedeutende Wallfahrtskirche. In den Jahren 1924 bis 1967 erbaut, wird sie von zwei Millionen Menschen jährlich besucht. Mit einer Höhe von 97 Metern ist der markante Kuppelbau die größte Kirche Kanadas. Die Basilika Notre-Dame de Montréal, erbaut von 1823 bis 1843, ist 69 Meter hoch und war bis 1928 das höchste Gebäude der Stadt. Sitz des römisch-katholischen Erzbistums Montreal ist die Kathedrale Marie-Reine-du-Monde de Montréal. Sie wurde von 1875 bis 1894 erbaut und ersetzte die Kathedrale Saint-Jacques de Montréal, die 1852 durch einen Brand zerstört worden war. Die Basilika Saint-Patrick de Montréal entstand von 1843 bis 1847 als Hauptkirche der Einwohner irischer Herkunft.
Das älteste erhaltene Kirchengebäude im Stadtzentrum ist die Wallfahrtskapelle Notre-Dame-de-Bon-Secours (erbaut 1771–1773). Der Sitz des anglikanischen Bistums Montreal ist die von 1857 bis 1860 erbaute Christ Church Cathedral; sie ist zugleich die bedeutendste protestantische Kirche der Stadt. Vier weitere Konfessionen verfügen ebenfalls über eine Kathedrale: die Melkitische Griechisch-katholische Kirche (Saint-Sauveur), die Syrisch-Maronitische Kirche von Antiochien (Saint-Maron), die Russisch-Orthodoxe Kirche (Saints Pierre et Paul) und das ukrainisch-orthodoxe Ökumenische Patriarchat von Konstantinopel (Sainte-Sophie).

### Weitere Sehenswürdigkeiten
Die Architektur einiger Stadtteile ist von ethnischen Minderheiten geprägt. Am Übergang zwischen dem Centre-Ville und der Altstadt befindet sich die Chinatown (Quartier chinois), deren Grenzen von vier Scheintoren (Pailou) markiert werden. Dieser Bereich war bis in die 1920er Jahre die bevorzugte Wohngegend von Juden. Danach übernahm das Arrondissement Outremont diese Rolle; vor allem im nördlichen und östlichen Teil Outremonts gibt es Synagogen sowie jüdische Schulen und Geschäfte. Das Zentrum der italienischen Gemeinschaft ist Petite Italie im Arrondissement Rosemont–La Petite-Patrie; dort befindet sich auch der Marché Jean-Talon, ein überdachter Marktplatz.

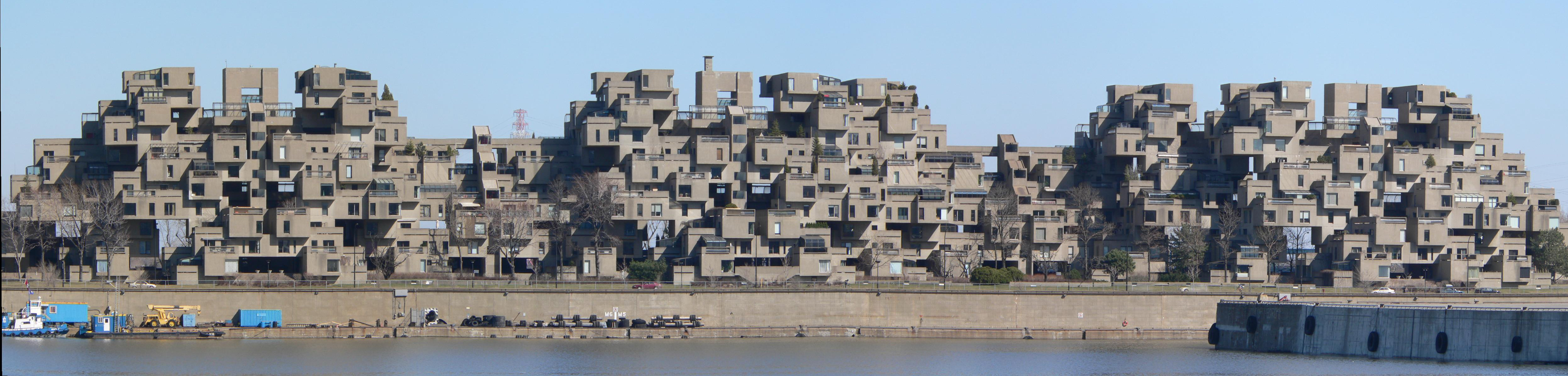
Panoramaansicht auf Habitat 67 vom Hafen aus

Das Arrondissement Mercier–Hochelaga-Maisonneuve ist Standort des Olympiaparks mit dem Montrealer Olympiastadion von 1976. Es bietet Platz für 66.000 Zuschauer und ist das größte Stadion Kanadas. Eine architektonische Besonderheit ist der 175 Meter hohe Stadionturm, der einen Neigungswinkel zwischen 22,5 und 81 Grad aufweist und mit einer Zahnradbahn erklommen werden kann. Habitat 67, ein Wohnkomplex auf einer Halbinsel im Sankt-Lorenz-Strom, ist ein weiteres Beispiel futuristischer Architektur. Er besteht aus 354 stufenförmig aufgeschichteten Betonquadern mit 158 Wohneinheiten. An die landwirtschaftliche Vergangenheit der Île de Montréal erinnern zwei Windmühlen, die 1719 erbaute Windmühle Pointe-aux-Trembles und die Fleming-Windmühle aus dem Jahr 1827.

## Wirtschaft und Infrastruktur
Die Wirtschaft Montreals zeichnet sich durch einen hohen Grad an Diversifikation aus. Im Jahr 2010 betrug das in der Verwaltungsregion Montreal erwirtschaftete Bruttoinlandsprodukt (BIP) 102,986 Milliarden kanadische Dollar, was 34,5 % der Wirtschaftsleistung der Provinz Québec entspricht. Mit einem Pro-Kopf-BIP von 50.012 Dollar im Jahr 2009 nahm Montreal unter den 17 Verwaltungsregionen Québecs den zweiten Platz ein, hinter der rohstoffreichen Region Nord-du-Québec. Bedeutendster Wirtschaftssektor ist mit großem Abstand der Dienstleistungssektor mit einem Anteil von 86 % der Beschäftigten, der Rest entfällt auf Industrie und Bauwirtschaft. Zwischen 2000 und 2010 betrug die Arbeitslosenquote im Durchschnitt 10,1 %.

### Industrie

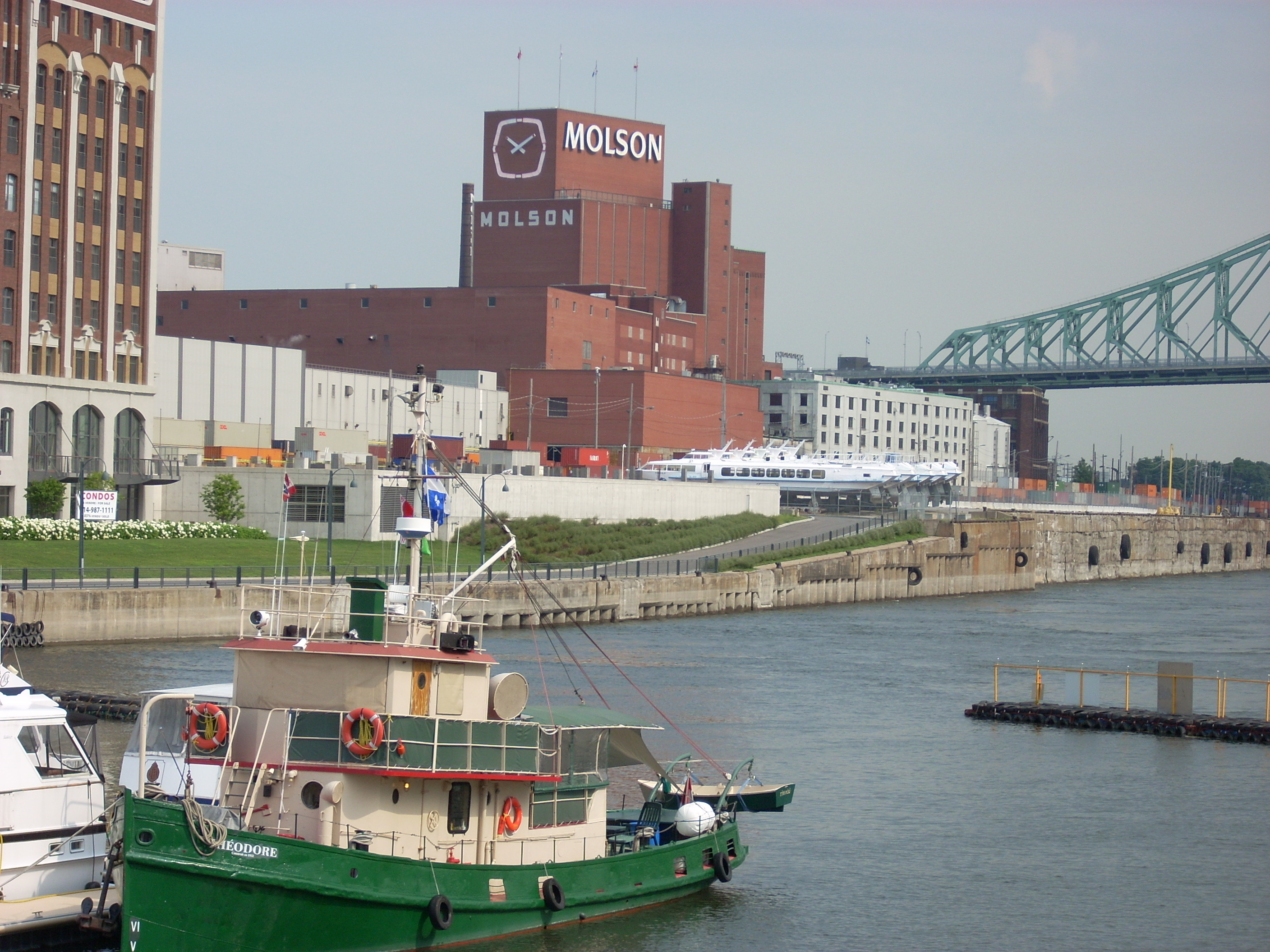
Industriezone mit Molson-Brauerei

Mehrere bedeutende Industriekonzerne haben ihren Hauptsitz in Montreal. International am bekanntesten sind Bombardier, das auf den Bau von Flugzeugen und Schienenfahrzeugen spezialisiert ist, sowie Rio Tinto Alcan, einer der größten Hersteller von Aluminium. Die staatliche Hydro-Québec mit Sitz im Édifice Hydro-Québec versorgt die Provinz Québec und den Nordosten der USA mit elektrischer Energie. SNC Lavalin ist in den Bereichen Industrie- und Anlagenbau tätig. Im Bereich der Nahrungsmittelindustrie sind insbesondere Molson und Saputo zu nennen; ersterer ist der kanadische Teil des fünftgrößten Brauereikonzerns Molson Coors Brewing Company, letzterer Kanadas größter Hersteller von Milchprodukten.
Neben Seattle und Toulouse gehört die Region Montreal zu den bedeutendsten Zentren der Luftfahrtindustrie. Nach den USA, Frankreich, Großbritannien und Deutschland gilt Québec als fünftgrößter Exporteur in dieser Branche. 80 % aller Erzeugnisse werden exportiert. Neben 15 Großunternehmen haben sich über 200 kleine und mittlere Zulieferbetriebe angesiedelt. Die Unternehmen Bombardier Aerospace (Geschäfts- und Regionalflugzeuge), Bell Flight (Hubschrauber), Pratt & Whitney Canada (Motoren) und CAE (Flugsimulatoren) sind in ihren Bereichen Weltmarktführer. Ihren Hauptsitz in Montreal haben die Fluggesellschaften Air Canada und Air Transat, während die Raumfahrtorganisation Canadian Space Agency im benachbarten Longueuil domiziliert ist.
Montreal gehört neben Edmonton und Sarnia zu den Zentren der kanadischen Mineralölindustrie. Im Nordosten des Stadtgebiets und in der Enklave Montréal-Est befinden sich mehrere Erdölraffinerien und petrochemische Betriebe. Vertreten sind unter anderem die Unternehmen Suncor Energy, Gulf Oil, NOVA Chemicals, Shell Canada, Petro-Canada, Basell Polyolefins und Ultramar. Die benötigten Rohstoffe werden über Pipelines und Erdölterminals im nahen Hafen angeliefert. Verschiedene Unternehmen der Papierindustrie sind ebenfalls in Montreal ansässig. Dazu gehören Resolute Forest Products, Domtar, Kruger und Tembec. Darüber hinaus ist die Pharmaindustrie mit Zweigstellen von über 20 verschiedenen Unternehmen präsent. Zu diesen gehören Pfizer, MSD Sharp & Dohme, Novartis, AstraZeneca, Sanofi, Bristol-Myers Squibb, GlaxoSmithKline und Boehringer Ingelheim.

### Dienstleistungen

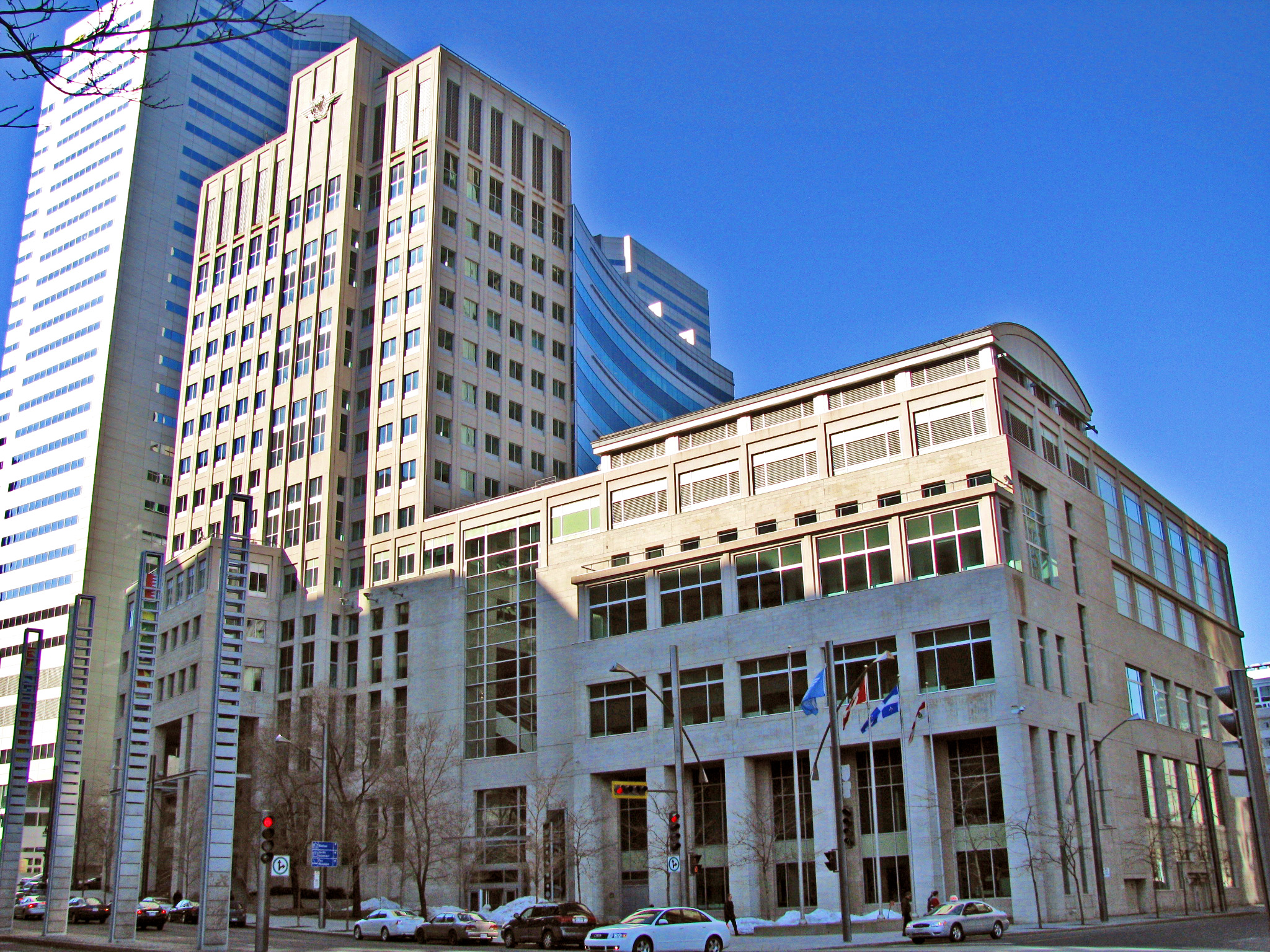
Hauptsitz der ICAO

Mit über 100.000 Beschäftigten in mehr als 3000 Unternehmen ist die Finanzdienstleistungsbranche ein wichtiger Pfeiler der wirtschaftlichen Aktivitäten. Unter den internationalen Finanzzentren belegt Montreal den 13. Platz, in Nordamerika den fünften Platz und in Kanada hinter Toronto den zweiten Platz (Stand: 2018). Ihren Hauptsitz haben hier unter anderem die Großbanken Bank of Montreal und National Bank of Canada, die Beteiligungsgesellschaft Power Corporation of Canada, der Versicherungskonzern Standard Life Canada und der Pensionsfonds Caisse de dépôt et placement du Québec. Bedeutende Niederlassungen betreiben die Genossenschaftsbank Caisses Desjardins, die Royal Bank of Canada sowie die französischen Geschäftsbanken Société Générale und BNP Paribas. Die 1874 gegründete Börse von Montreal ist auf Termingeschäfte spezialisiert und wurde 2007 von der Toronto Stock Exchange übernommen.
Wichtige Medienunternehmen aus Montreal sind Astral Media, Quebecor und Transcontinental. Größter Telekommunikationsanbieter im Osten Kanadas ist die von hier aus operierende Bell Canada, während die CGI Inc. führend im Informations- und Prozessmanagement ist. Im Lebensmittel-Einzelhandel sind die Unternehmen Metro Inc. und Provigo tätig, im Pharmagroßhandel die Drogeriekette Uniprix. Eine hohe Wertschöpfung generiert die Computerspielbranche. Am Anfang des Booms stand 1997 die Gründung von Ubisoft Montreal, heute eines der weltweit größten Entwicklerstudios (das Unternehmen beschäftigte 2014 bereits über 2.700 Mitarbeiter in Montreal). Steuererleichterungen der Provinzregierung und das Vorhandensein zahlreicher Fachkräfte vor Ort bewogen mehrere weitere Spieleentwickler dazu, hier ebenfalls Niederlassungen zu gründen. Dazu gehören Behaviour Interactive, BioWare, Eidos Interactive, Electronic Arts, Strategy First, THQ und Warner Bros. Ebenfalls in Montreal ansässig sind zahlreiche Unternehmen im Bereich Design. Die Stadt wurde aus diesem Grund im Jahr 2006 von der UNESCO zur City of Design ernannt und in das Creative Cities Network aufgenommen.
Montreal ist Sitz von mehr als 60 internationalen Organisationen, die überwiegend im Quartier international angesiedelt sind. Zu den bekanntesten gehören die Internationale Zivilluftfahrt-Organisation ICAO, die internationale Flugtransportvereinigung IATA, die Welt-Antidoping-Agentur WADA und das statistische Institut der UNESCO. Diese Organisationen erzeugen einen regen Konferenzverkehr; es finden zahlreiche Konferenzen und Kongresse statt, beispielsweise im Palais des congrès de Montréal. Die zahlreichen Sehenswürdigkeiten und kulturellen Angebote beleben die Tourismusbranche zusätzlich. Im Jahr 2012 hielten sich 8,4 Millionen Besucher mehr als 24 Stunden in der Stadt auf.

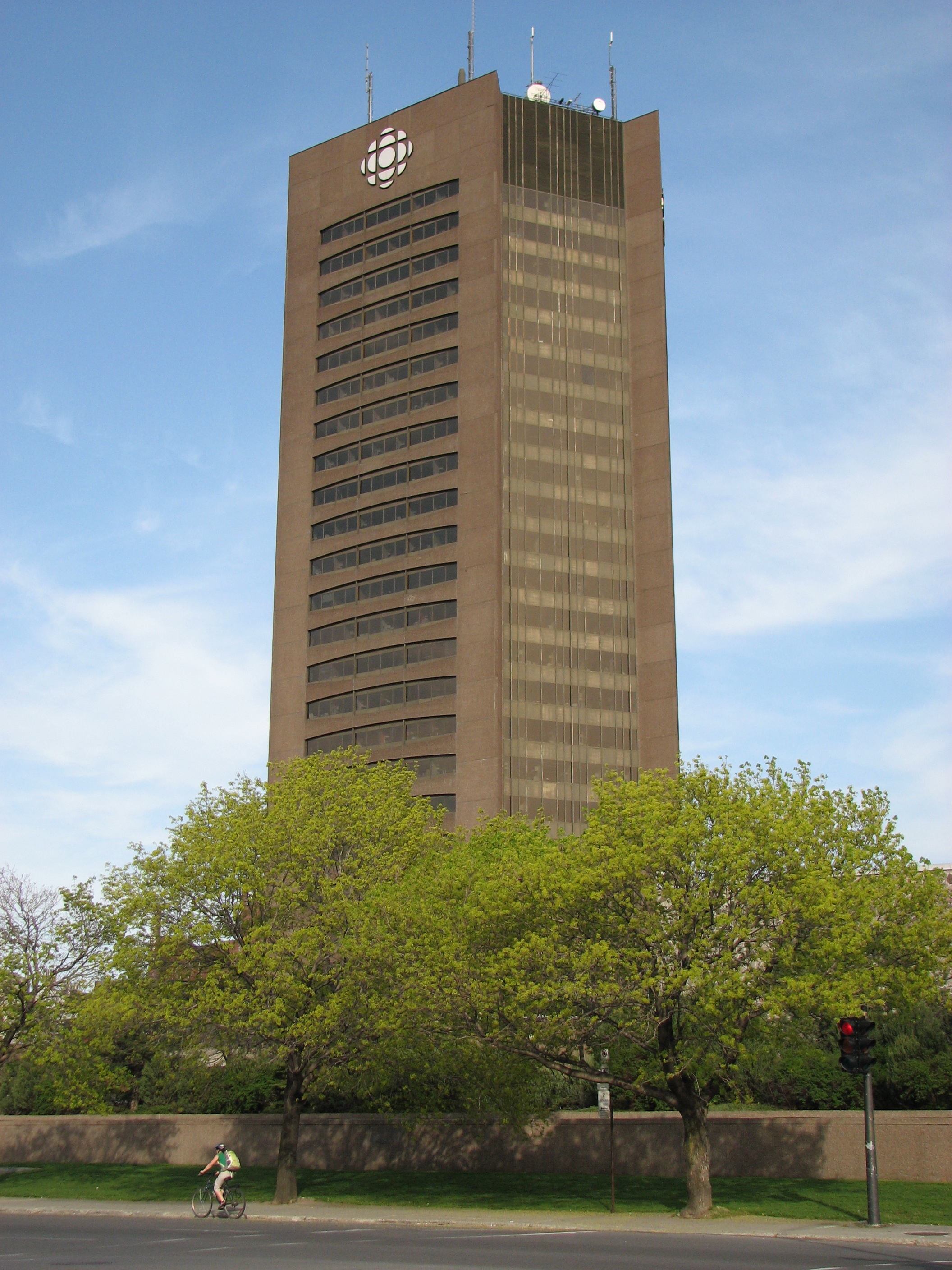
Maison de Radio-Canada

### Medien
Eine Vielzahl von Medien ist von Montreal aus tätig, wozu Fernseh- und Radiosender, Zeitungen und Zeitschriften gehören. Der frankophone Teil der öffentlich-rechtlichen Rundfunkanstalt CBC/Radio-Canada hat seinen Sitz im Maison de Radio-Canada, in dem auch die wichtigsten Fernseh- und Radioprogramme produziert werden. Weitere französischsprachige Fernsehsender sind TVA, V, Télé-Québec und Canal Savoir. In englischer Sprache werden Programme von CBC/Radio-Canada, CTV und Global Montreal ausgestrahlt, während CJNT sich an ein multikulturelles Publikum wendet.
In Montreal erscheinen die französischsprachigen Tageszeitungen La Presse, Le Journal de Montréal und Le Devoir sowie die englischsprachige Tageszeitung Montreal Gazette. Ergänzt wird das Angebot durch die Gratiszeitungen 24 heures und Metro sowie durch diverse Wochenzeitungen, Studentenzeitungen und Lokalblätter.

### Versorgungsbetriebe und öffentliche Einrichtungen
Die Wasserversorgung wird vom Service de l’eau sichergestellt, einem Gemeinschaftsbetrieb der Verwaltungsregion. Das Trinkwasser stammt überwiegend aus dem Sankt-Lorenz-Strom. 1853 ließ die Stadt den acht Kilometer langen Canal de l’Aqueduc von den Lachine-Stromschnellen ins Stadtzentrum errichten. Die daran angeschlossenen Wasserwerke Atwater und Charles-Jules Des Baillets stellen zusammen 88 % des Trinkwasserbedarfs bereit. Vier kleinere Werke beziehen Wasser aus dem Rivière des Prairies und dem Lac Saint-Louis. Die gesamten Abwässer der Insel werden in der Station J.-R. Marcotte, der drittgrößten Kläranlage Nordamerikas, gereinigt. Seit 1837 bzw. 1884 besteht die Gas- und Stromversorgung, die zunächst in privater Hand war. Aus der Fusion zweier Unternehmen entstand 1901 die Montreal Light, Heat and Power (MLH&P), die in der Region das Energiemonopol besaß. 1944 verstaatlichte die Provinz Québec die MLH&P und übertrug die Gas- und Elektrizitätswerke der neu gegründeten Hydro-Québec. 1957 wurde die Gasversorgung an die halbstaatliche Gaz Métro übertragen.

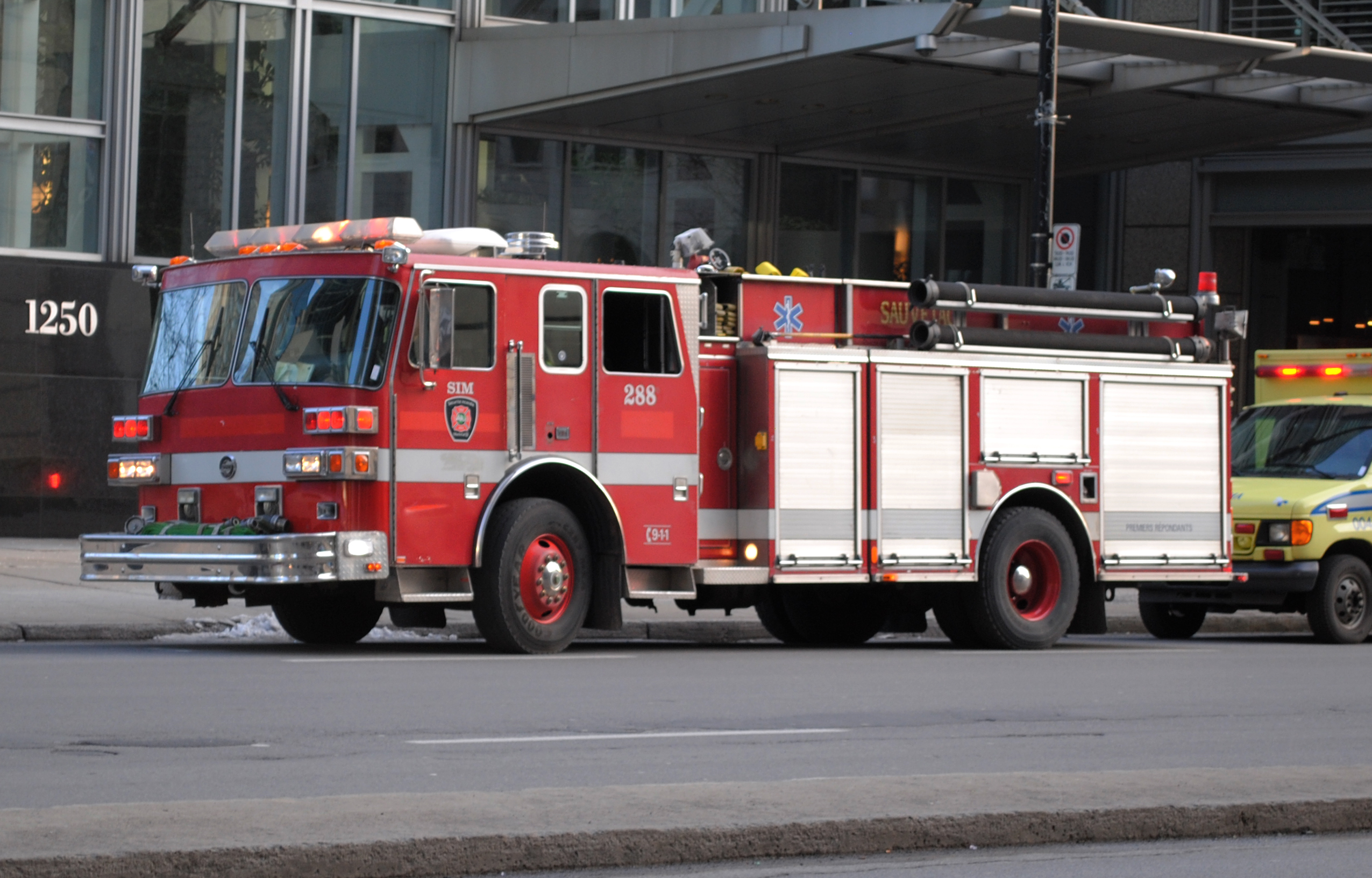
Montrealer Feuerwehrfahrzeug

In der Stadt gibt es vier Gerichte, die bei Verstößen gegen das Provinzrecht von Québec zuständig sind. Das Munizipalgericht (Cour municipale) behandelt vor allem Verkehrsdelikte. Im Palais de Justice sind die erstinstanzlichen Gerichte für Straf-, Privat- und Jugendrecht sowie das Obergericht (Cour supérieure) untergebracht, im Édifice Ernest-Cormier eines von zwei Appellationsgerichten der Provinz. Montreals Polizei besteht seit 1843; der Service de police de la ville de Montréal zählt rund 4400 Polizeibeamte und ist seit 2002 für die gesamte Verwaltungsregion zuständig. Im selben Gebiet tätig ist die Montrealer Feuerwehr, der 1863 gegründete Service de sécurité incendie de Montréal mit über 2700 Bediensteten.
Montreals Krankenhäuser werden in drei Gruppen unterteilt. Das McGill University Health Centre ist ein Zusammenschluss von Krankenhäusern, die mit der McGill University verbunden sind. Im Verbund mit der Université de Montréal stehen die Krankenhäuser des Centre hospitalier de l’Université de Montréal; dazu gehört auch das 1645 von Jeanne Mance gegründete Hôtel-Dieu de Montréal, das älteste Krankenhaus auf kanadischem Boden. Die dritte Gruppe umfasst allgemeine Krankenhäuser, die von der Provinz Québec betrieben werden.

## Verkehr

### Brücken und Straßen

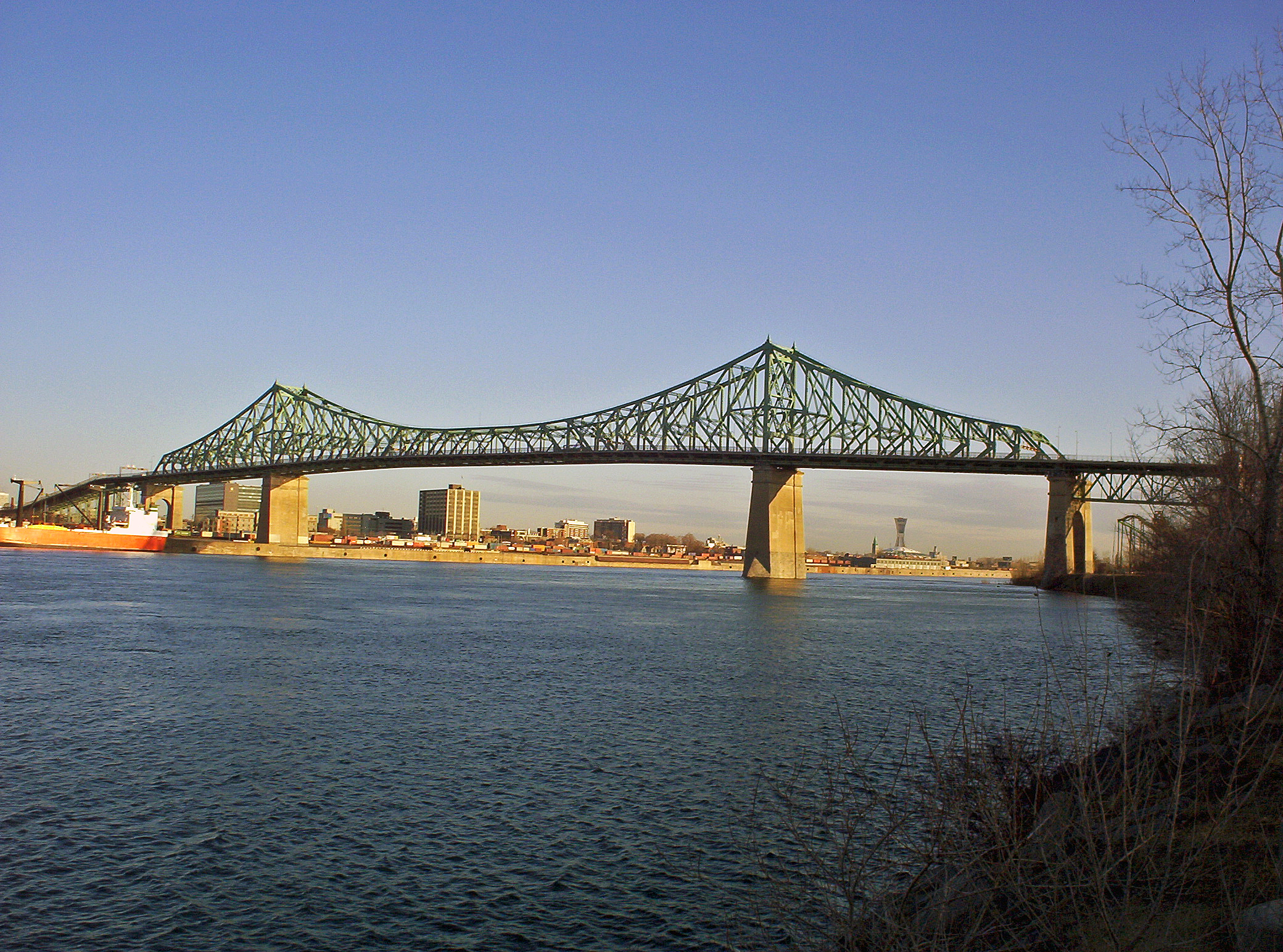
Pont Jacques-Cartier

Aufgrund der Insellage ist Montreal auf dem Landweg nur über Brücken und Tunnel erreichbar, was im Straßenverkehr häufig zu Überlastungen führt. Die älteste Brücke wurde 1847 über den Rivière des Prairies zur benachbarten Île Jésus errichtet, sieben Jahre später folgte die erste Brücke über den Ottawa zum Festland. 1859 konnte mit der Pont Victoria, der damals längsten Brücke der Welt, erstmals auch der Sankt-Lorenz-Strom überbrückt werden. Heute stehen 24 Brücken und drei Tunnel zur Verfügung, die von Straßenfahrzeugen, Eisenbahnen und U-Bahnen genutzt werden.
Montreal ist der wichtigste Autobahn-Knotenpunkt der Provinz Québec. Die Autoroute 40 durchquert die gesamte Île de Montréal von Südwest nach Nordost und bildet eine Art Rückgrat des Straßennetzes. Dem Südufer der Insel folgt die Autoroute 20. Von dieser zweigen die Autoroute 520 und die Autoroute 720 ab, wobei letztere das Stadtzentrum zum Teil unterirdisch erschließt. Vom Stadtzentrum aus in östlicher Richtung führt die Autoroute 10. Querverbindungen stellen die Autoroute 13, die Autoroute 15 und die Autoroute 25 her. Seit 2012 umfährt die Autoroute 30 das Stadtgebiet weiträumig im Süden. Das innerstädtische Straßennetz ist im Grundsatz gitterförmig angelegt, aufgrund der unregelmäßigen Topografie ergeben sich jedoch zahlreiche Abweichungen. Im Gegensatz zum Rest der Provinz Québec ist es auf der Île de Montréal nicht gestattet, an Ampelkreuzungen bei Rotlicht rechts abzubiegen. Ausgangspunkt der meisten Fernbuslinien ist der Gare d’autocars de Montréal.

### Flugverkehr

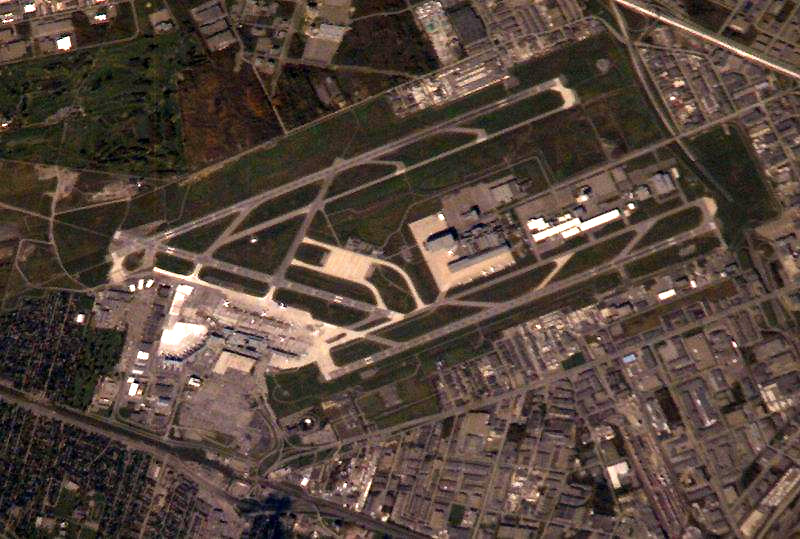
Flughafen Montréal-Trudeau

Der 1941 eröffnete Flughafen Montréal-Trudeau (früherer Name: Montréal-Dorval) liegt in der Nachbargemeinde Dorval. Er ist ein Drehkreuz von Air Canada und mit fast 13 Millionen Fluggästen jährlich der am drittmeisten frequentierte Passagierflughafen Kanadas. Aufgrund des starken Wachstums des Flugverkehrs beschloss die Bundesregierung 1969 den Bau des Flughafens Mirabel, der Dorval vollständig ersetzen sollte. Die stadtferne Lage (55 Kilometer entfernt), das Fehlen leistungsfähiger Verkehrsanbindungen und die Konkurrenz Torontos hatten jedoch eine geringe Auslastung zur Folge. Seit 2004 wird Mirabel ausschließlich für den Frachtverkehr genutzt. Ältester Flughafen der Region ist der 1928 eröffnete Flughafen Saint-Hubert. Er liegt 16 Kilometer östlich des Stadtzentrums in der Nachbarstadt Longueuil und dient der allgemeinen Luftfahrt. Trotz fehlendem Passagierverkehr ist er gemessen an den Flugbewegungen der fünftwichtigste Flughafen des Landes.

### Schifffahrt
Der Hafen erstreckt sich nördlich des Stadtzentrums entlang dem Ufer des Sankt-Lorenz-Stroms. Im Jahr 2010 fertigte er 28 Millionen Tonnen Güter und 46.000 Kreuzfahrtpassagiere ab. Gemessen an der Gütermenge ist er der zweitgrößte Hafen Kanadas und der größte Binnenhafen auf dem amerikanischen Kontinent. Aufgrund des geringen Höhenunterschieds bis zum Atlantik und der Breite des Stroms können auch hochseetaugliche Frachtschiffe den Hafen ansteuern. Eisbrecher sichern im Winter den Zugang, während der zum Ontariosee führende Sankt-Lorenz-Seeweg jeweils während rund drei Monaten zugefroren ist.

### Eisenbahn

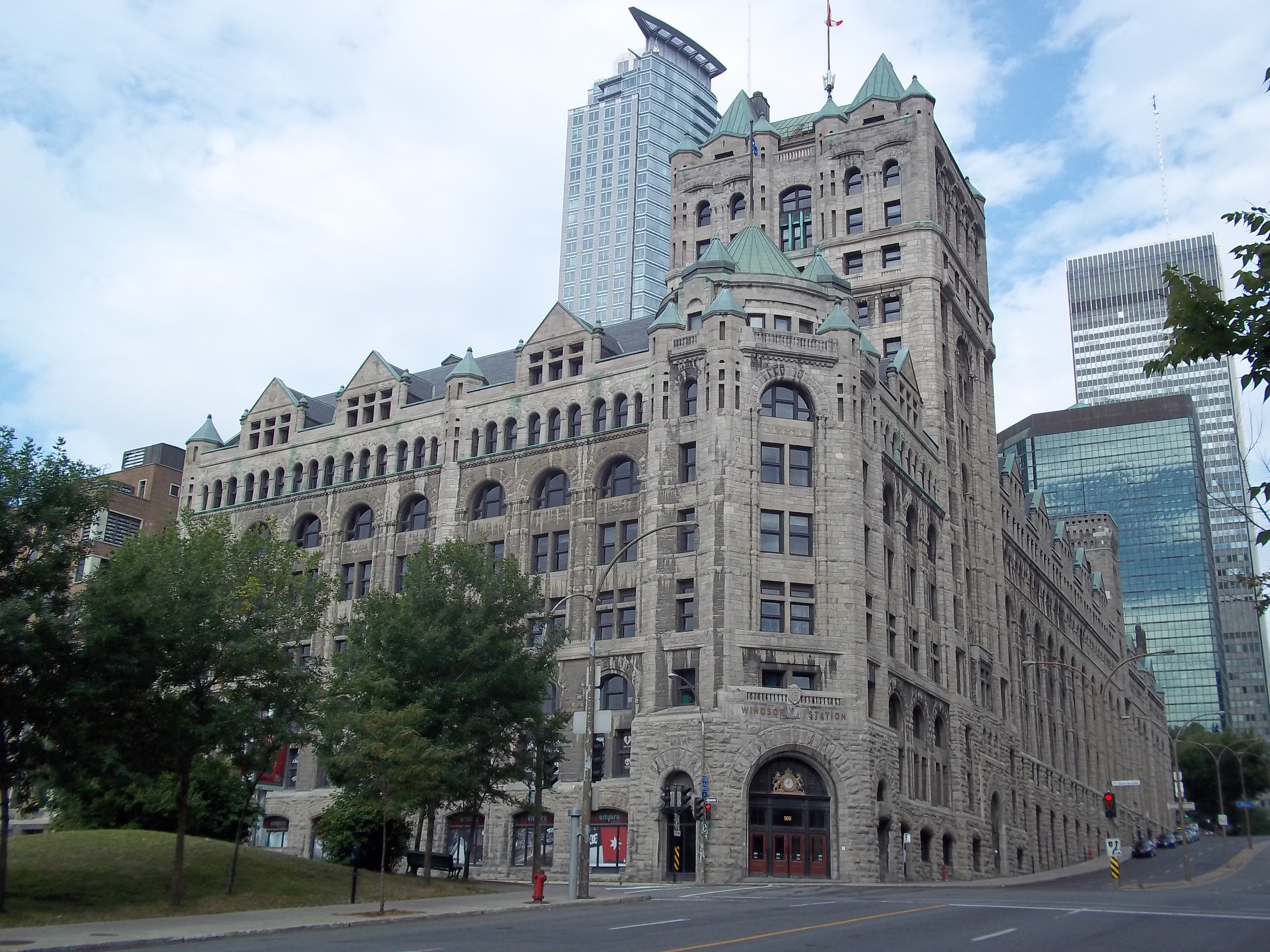
Gare Windsor

Seit Mitte des 19. Jahrhunderts ist Montreal ein bedeutender Knotenpunkt im kanadischen Eisenbahnnetz. Die staatliche Bahngesellschaft Via Rail, die hier ihren Hauptsitz hat, bietet mehrmals täglich Zugverbindungen nach Québec, Ottawa, Toronto und anderen Städten im Québec-Windsor-Korridor an. Weniger regelmäßig (drei- bis sechsmal wöchentlich) verkehren Züge nach Gaspé, Halifax, Saguenay und Senneterre. Einmal täglich verkehrt der Amtrak-Schnellzug Adirondack nach New York.
Die Bahngesellschaften Canadian Pacific Railway (CPR) und Canadian National Railway (CN) traten 1978 den Personenverkehr an Via Rail ab und konzentrieren sich seither auf den Güterverkehr. Industriebetriebe vor Ort, Rangierbahnhöfe und der Hafen sorgen für ein hohes Verkehrsaufkommen. Die CPR verlegte 1996 ihren Hauptsitz nach Calgary, die CN ist weiterhin in Montreal ansässig. Weitere im Güterverkehr tätige Bahngesellschaften, die Montreal bedienen, sind die Delaware and Hudson Railway, die Chemins de fer Québec-Gatineau und die Central Maine and Quebec Railway. Ausgangspunkt sämtlicher Fernverkehrszüge ist der Gare Centrale, der 1943 mehrere Bahnhöfe der CN ersetzte. Die Zufahrt von Westen her erfolgt durch den 5,2 Kilometer langen Mont-Royal-Tunnel. Der Gare Windsor, der 1889 eröffnete CPR-Hauptbahnhof, wurde 1993 geschlossen.

### Öffentlicher Nahverkehr

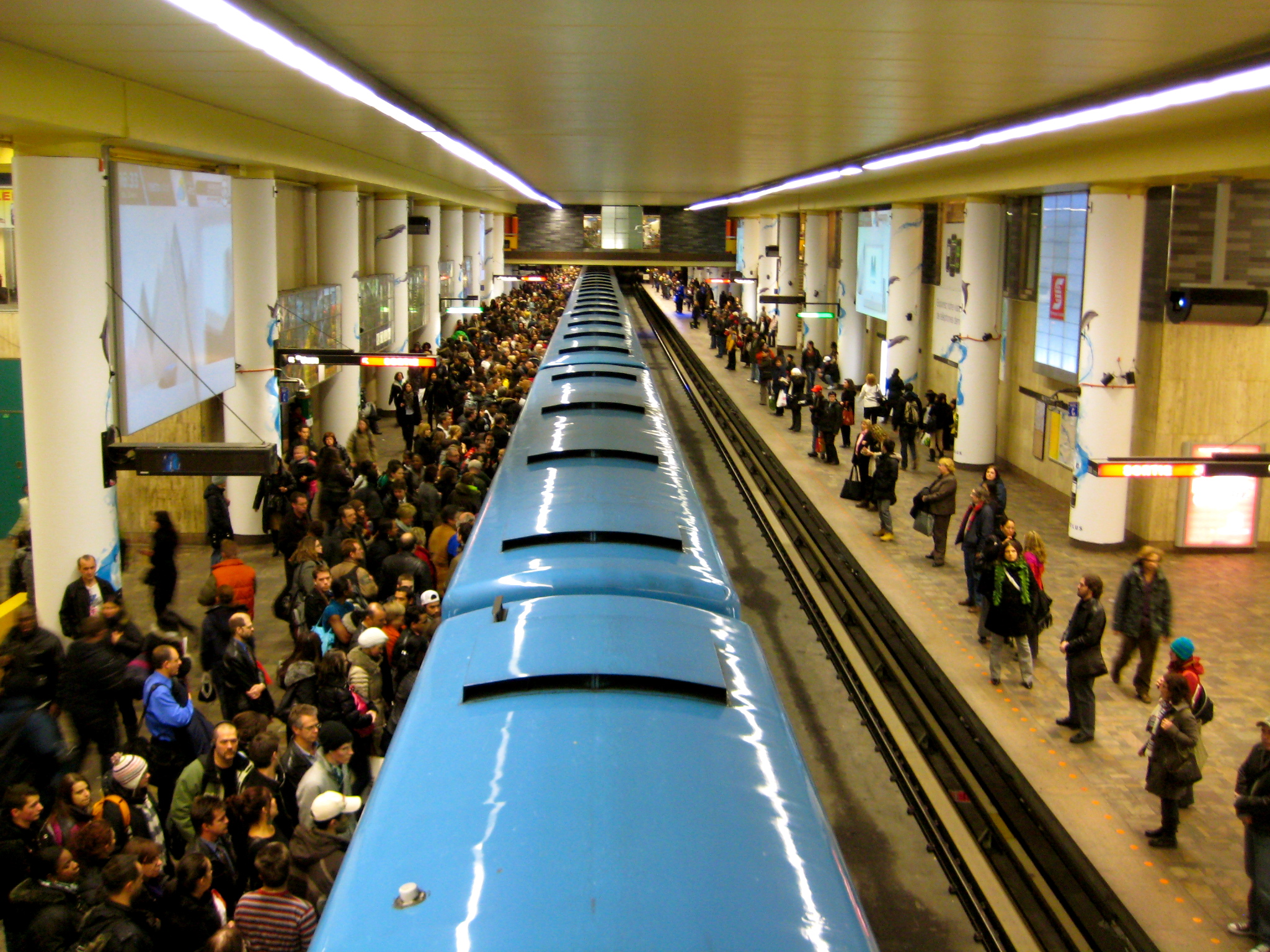
Metro-Station McGill

Die staatliche Behörde Autorité régionale de transport métropolitain (ARTM) ist für die Planung des gesamten öffentlichen Personennahverkehrs in der Metropolregion Montreal zuständig. Sie beauftragt das Verkehrsunternehmen exo mit dem Betrieb von Buslinien und eines S-Bahn-ähnlichen Eisenbahnverkehrs in die Vororte: Die Trains de banlieue verkehren auf fünf Linien und verbinden Montreal mit verschiedenen Städten in der Region. Endstationen im Stadtzentrum sind der Gare Centrale und der Gare Lucien-L’Allier.
Für den Betrieb des öffentlichen Nahverkehrs innerhalb der Stadt und in einigen Nachbargemeinden auf der Île de Montréal ist die Verkehrsgesellschaft Société de transport de Montréal (STM) verantwortlich. Wichtigstes Verkehrsmittel ist die Metro Montreal, ein 69 Kilometer langes U-Bahn-Netz mit vier Linien, von denen je eine nach Laval und Longueuil führt. Die Metro wird täglich von mehr als 1,1 Millionen Fahrgästen genutzt und ist somit die meistfrequentierte U-Bahn Kanadas. Besonderheiten der Metro sind die Gestaltung zahlreicher Stationen mit Kunstwerken und der Einsatz gummibereifter Züge. Am 28. Juli 2023 wurde der erste Abschnitt des Réseau express métropolitain (REM) eröffnet. Geplant ist ein 67 km langes Streckennetz, auf dem eine fahrerlose Leicht-U-Bahn verkehren soll; der REM wird Montreal mit Brossard, Deux-Montagnes, Sainte-Anne-de-Bellevue und dem Flughafen verbinden. Für die Feinerschließung sorgt das STM-Busnetz mit 197 Tages- und 23 Nachtlinien, auf dem täglich durchschnittlich 1,4 Millionen Fahrgäste befördert werden. Der mit Abstand größte Busbahnhof auf Stadtgebiet ist der von der AMT betriebene Terminus Centre-ville, Endstation zahlreicher Buslinien in die südlichen und östlichen Vororte.
Die Geschichte des öffentlichen Nahverkehrs in Montreal reicht bis ins Jahr 1861 zurück, als die Montreal Street Railway Company die erste Pferdebahn eröffnete. Von 1884 bis 1918 fuhr eine Standseilbahn auf den Mont Royal, 1892 verkehrte die erste elektrische Straßenbahn. Die erste Buslinie nahm 1919 ihren Betrieb auf, das rasch wachsende Netz wurde von 1937 bis 1966 durch Trolleybusse ergänzt. Nachdem die Stadt 1950 die privaten Straßenbahngesellschaften übernommen hatte, legte sie bis 1959 sämtliche Strecken still. Eine erste Linie eines möglichen neuen Straßenbahnnetzes befindet sich in Vorbereitung.
Das erste Teilstück der Metro wurde 1966 eröffnet.

### Fahrradverkehr
Im Vergleich zu anderen nordamerikanischen Städten ist der Fahrradverkehr bedeutend. Das Radwegenetz auf der Île de Montréal ist über 530 Kilometer lang und wird laufend ausgebaut. Darüber hinaus ist Montreal an die Route Verte angebunden, ein über 4300 Kilometer langes Radwanderwegnetz. Seit 2009 stellt das Fahrradverleihsystem Bixi an über 400 Verleihstationen mehr als 5000 Fahrräder bereit.

## Bildung

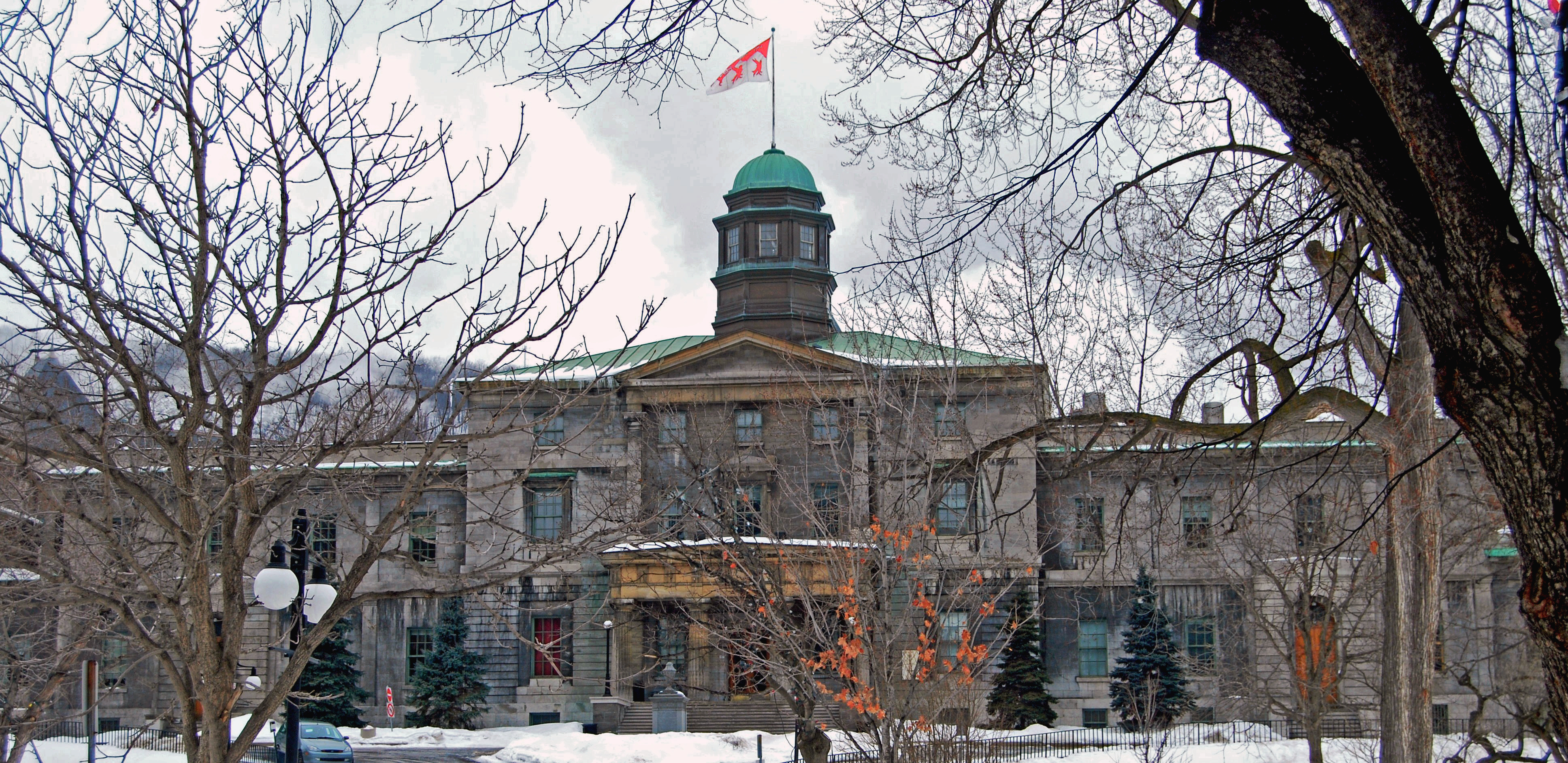
Kunstfakultät der McGill University

Älteste Universität der Stadt ist die 1821 gegründete englischsprachige McGill University, die bisher zehn Nobelpreisträger hervorbrachte. McGill gehört zu den renommiertesten Universitäten weltweit und ist in verschiedenen Hochschulrankings regelmäßig auf vorderen Plätzen zu finden. Die englischsprachige Concordia University entstand 1974, als die Sir George Williams University und das jesuitische Loyola College säkularisiert wurden und sich zusammenschlossen.

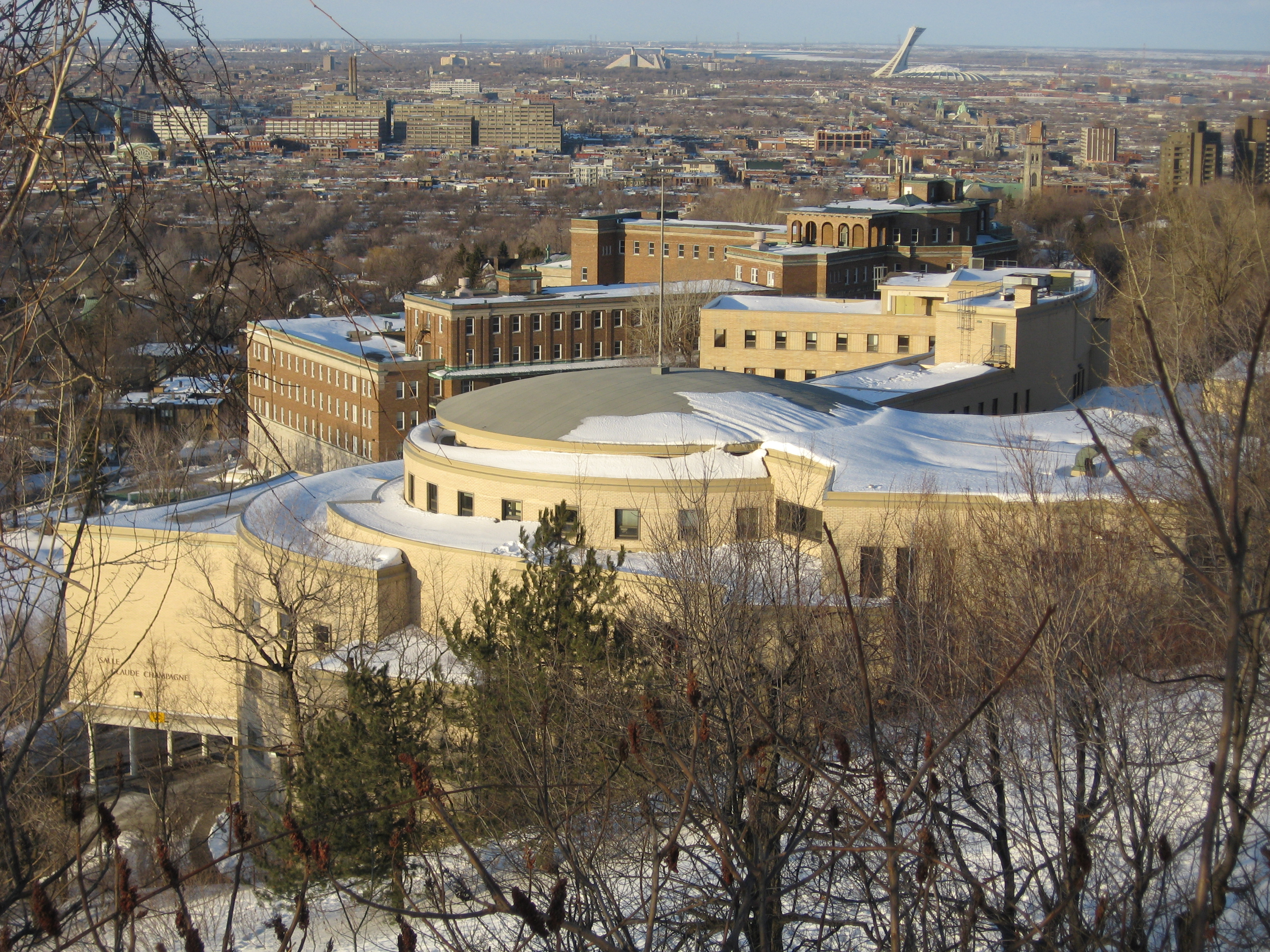
Gelände der Université de Montréal

Älteste französischsprachige Universität Montreals und mit 55.000 Studenten die zweitgrößte Kanadas ist die Université de Montréal (UdeM). 1878 als Zweigstelle der in Québec beheimateten Université Laval gegründet, machte sie sich 1920 selbständig. Die Säkularisierung der UdeM erfolgte 1967. Ebenfalls französischsprachig ist die Université du Québec à Montréal (UQAM), die dem Verbund der Université du Québec angehört. Sie besteht seit 1969, als die Provinzregierung vier Hochschulen und ein säkularisiertes Jesuitenkollegium zusammenschloss.
Neben den vier Universitäten gibt es mehrere Hochschulen. Mit der UdeM verbunden sind die Wirtschaftshochschule École des hautes études commerciales und die technische Hochschule École polytechnique de Montréal. Im Verbund mit der Concordia University ist die John Molson School of Business, im Verbund mit der UQAM sind unter anderem die Ingenieurhochschule École de technologie supérieure, die Verwaltungshochschule École nationale d’administration publique und das Forschungsinstitut Institut national de la recherche scientifique.

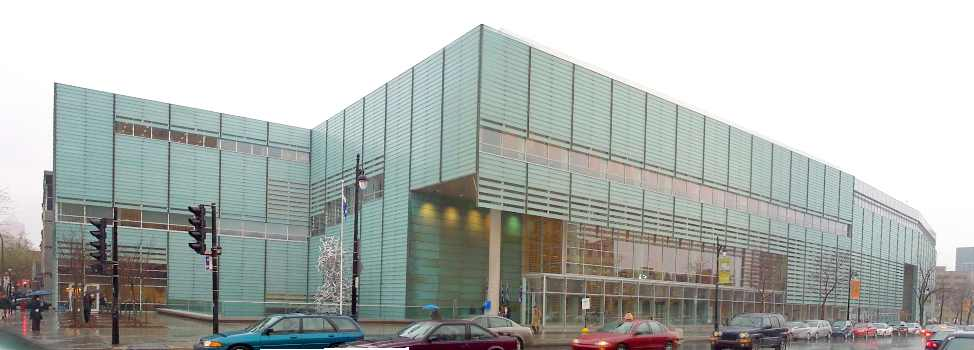
Grande Bibliothèque

Auf der Mittelschulstufe gibt es in Montreal elf Cégeps (Collège d’enseignement général et professionnel), welche die Vorbereitung auf die universitäre Bildung und die technische Berufsschule vereinen. Von diesen sind neun französisch- und zwei englischsprachig. Hinzu kommen mehrere private Mittelschulen. Traditionell war das Schulwesen in Québec konfessionell getrennt. Im Rahmen einer laizistischen Schulreform erfolgte eine Neuaufteilung nach sprachlichen Kriterien. Seit 1998 sind in der Verwaltungsregion Montreal fünf neue Schulbehörden tätig, die für Kindergärten, Grund- und Sekundarschulen, Erwachsenenbildung und Berufsbildung zuständig sind. Frankophone Schulbehörden sind die Commission scolaire de Montréal, die Commission scolaire Marguerite-Bourgeoys und die Commission scolaire de la Pointe-de-l’Île. Anglophone Schulbehörden sind das English Montreal School Board und das Lester B. Pearson School Board. Die Aufsicht erfolgt durch Schulräte, die von den Einwohnern der betreuten Gebiete gewählt werden.
Die Bibliothèques publiques de Montréal sind ein Verbund von 43 öffentlichen Bibliotheken in der Verwaltungsregion Montreal. Größte Bibliothek der Stadt ist die Grande Bibliothèque, die Haupteinrichtung der Bibliothèque et Archives nationales du Québec. Die Jewish Public Library besitzt Nordamerikas umfangreichste Sammlung an Judaica.

## Kultur

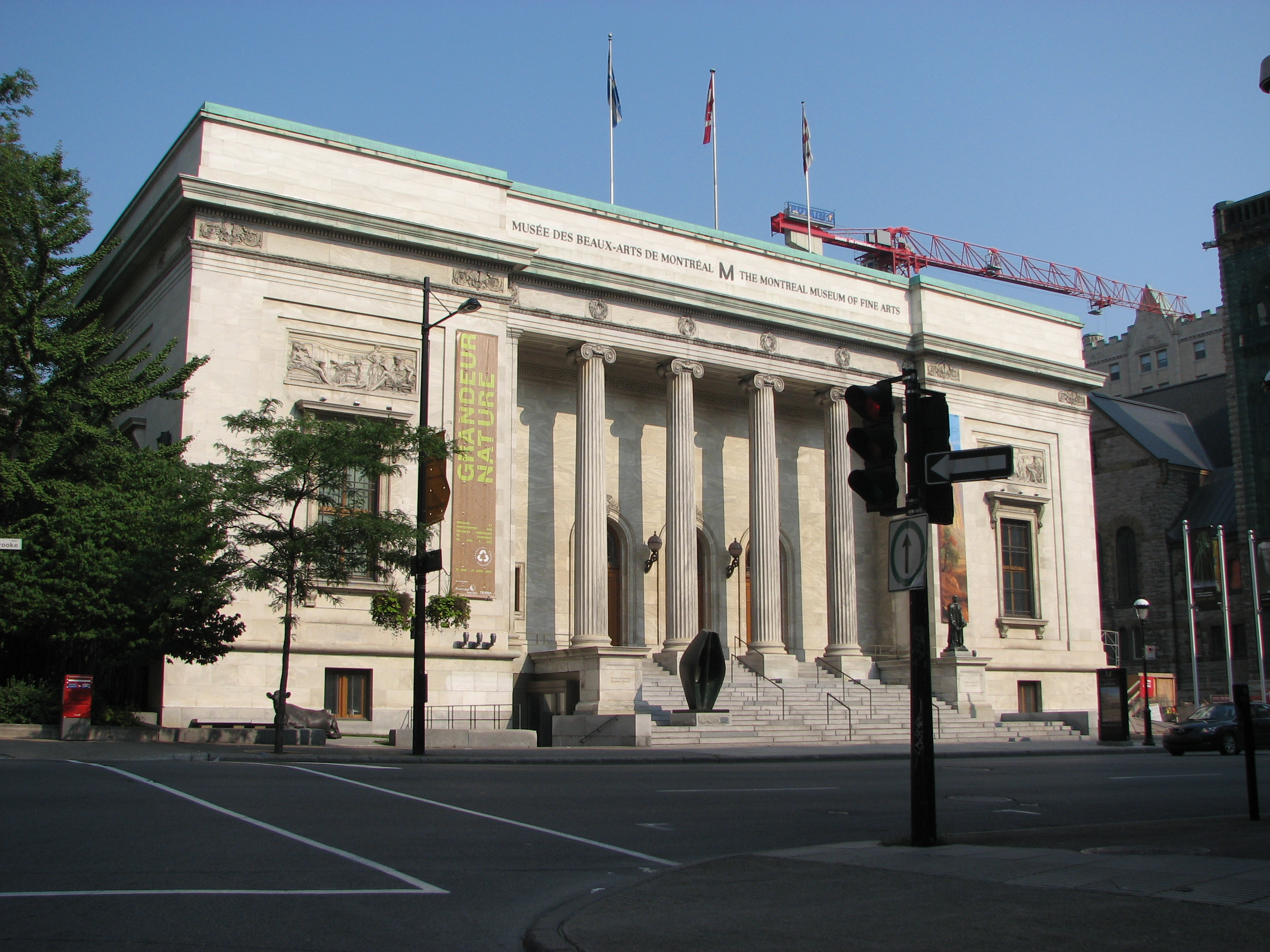
Musée des beaux-arts

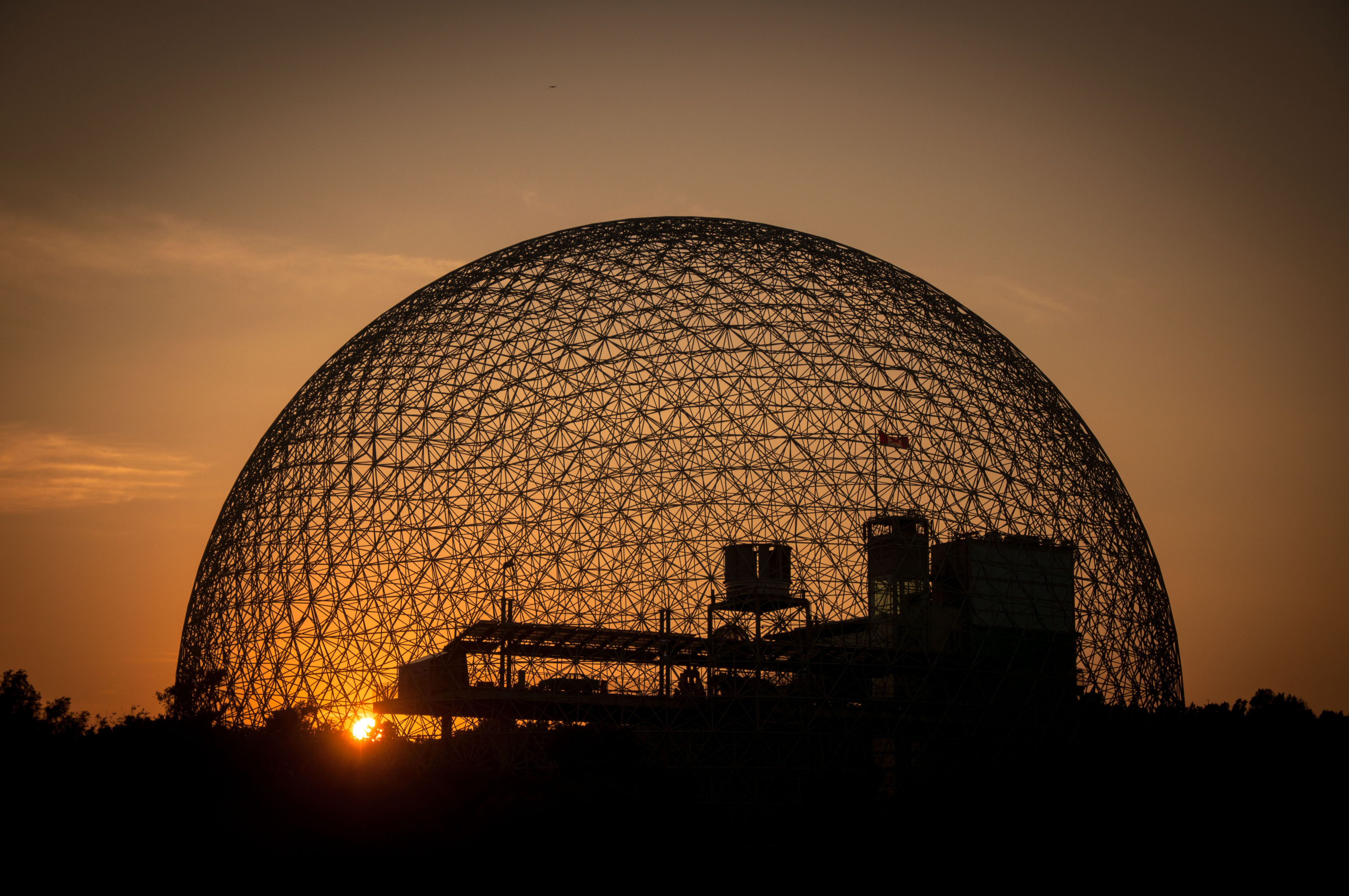
Biosphère

Montreal ist für seine vielfältige kulturelle Szene bekannt und gilt als „Kulturhauptstadt Kanadas“. Die Präsenz einer bedeutenden frankophonen Bevölkerung verleiht der Stadt unter den nordamerikanischen Metropolen einen besonderen Charakter. Französische, britische und amerikanische Einflüsse verbinden sich, zusätzlich bereichert durch kulturelle Einflüsse verschiedener Einwanderergruppen. Eine weitere Besonderheit Montreals ist die (für Nordamerika untypische) belebte Innenstadt. Dies kommt besonders im Sommer mit zahlreichen Festivals sowie anderen kulturellen und sozialen Veranstaltungen zum Ausdruck. Als Zentrum des kulturellen Lebens gilt das Quartier des Spectacles.

### Museen
In Montreal gibt es über drei Dutzend Museen, von denen die meisten dem Interessenverband Société des directeurs des musées montréalais angehören. Größtes Museum der Stadt ist das Musée des beaux-arts de Montréal mit diversen Kunstausstellungen. Auf zeitgenössische Kunst spezialisiert sind das Musée d’art contemporain de Montréal und die DHC/ART Foundation for contemporary art. Mit Forschung und Technik befassen sich das Wissenschaftsmuseum Centre des sciences de Montréal, das Umweltmuseum Biosphère und das Biodôme Montréal im früheren olympischen Radstadion. Das Insectarium de Montréal ist das größte Insektarium Nordamerikas.
Das McCord Stewart Museum befasst sich mit der Geschichte Kanadas, das Redpath-Museum mit Naturgeschichte, Ethnologie und Archäologie. Am einstigen Standort des Fort Ville-Marie steht das Musée Pointe-à-Callière, ein Museum über die Geschichte und Archäologie der Stadt Montreal. Weitere stadtgeschichtliche Ausstellungen bietet das Centre d’histoire de Montréal. Das Château Ramezay dient als ethnologisches Museum und Porträtgalerie. In der Fabrikantenvilla Château Dufresne finden zeitgeschichtliche Ausstellungen statt. An die Opfer des Holocausts erinnert das Centre commémoratif de l’Holocauste à Montréal.
Mehrere Museen befassen sich mit dem Kulturerbe. Das Musée Marguerite-Bourgeoys erläutert Leben und Wirken der Heiligen Marguerite Bourgeoys. Im Maison Saint-Gabriel, dem ältesten erhalten gebliebenen Bauernhaus Montreals, wird die Lebensweise der frühen französischen Siedler präsentiert. Das Musée des maîtres et artisans du Québec widmet sich dem Kunsthandwerk, das Centre Canadien d'Architecture der Architekturgeschichte, das Pelzhandelsmuseum Lachine dem nordamerikanischen Pelzhandel.
Das Musée des ondes Emile Berliner bietet einen Einblick in die Geschichte der Schallplattenindustrie.

### Theater und Film

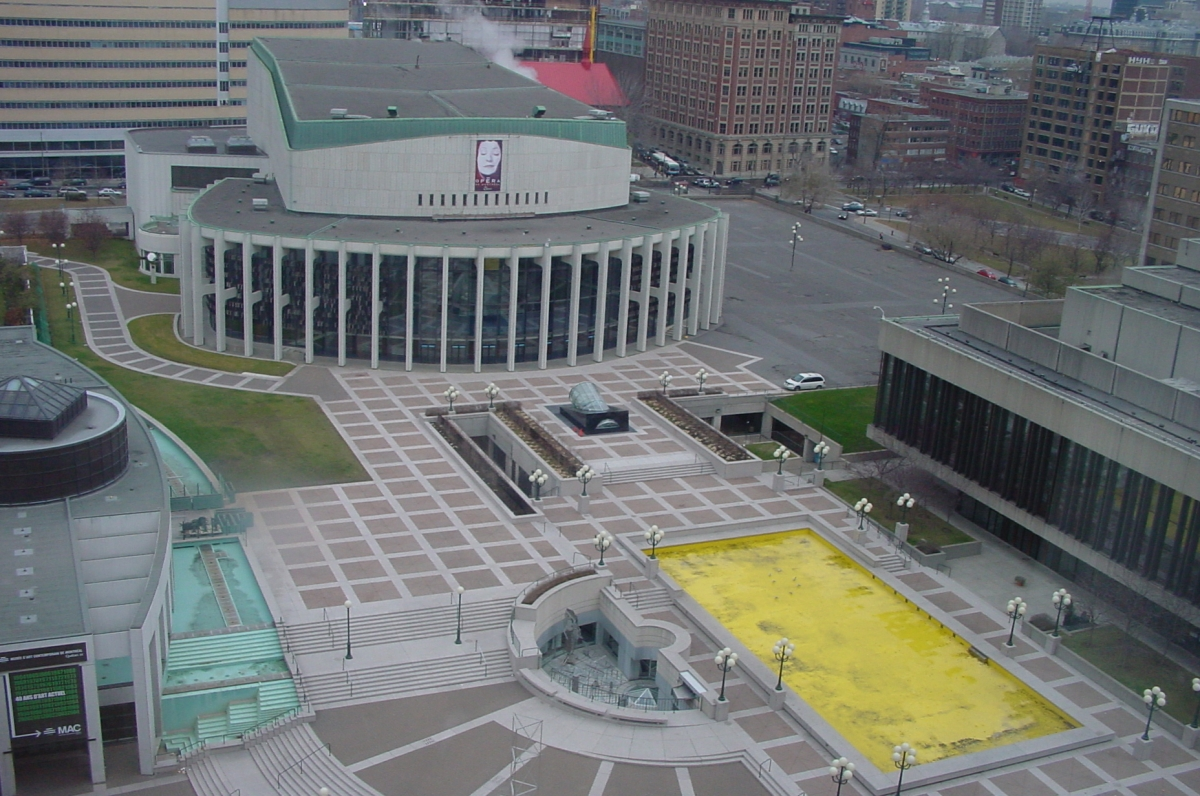
Kulturzentrum Place des Arts

Es bestehen zahlreiche Theater, wobei französischsprachige Produktionen überwiegen. Der Place des Arts im Quartier des Spectacles ist das bedeutendste Zentrum für darstellende und bildende Künste und umfasst unter anderem fünf Theatersäle. Besonders hoch ist die Dichte an Theatern im angrenzenden Universitätsviertel Quartier Latin. Als bekannteste Häuser gelten das Théâtre Saint-Denis, das Théâtre du Rideau Vert und das Théâtre du Nouveau Monde. Englischsprachige Produktionen werden vor allem im Centaur Theatre, dem ehemaligen Börsengebäude, aufgeführt. Mehrere Theater dienen gemeinsam als Austragungsort des Comedy-Festivals Juste pour rire.
Das Montreal World Film Festival ist das einzige Filmfestival mit Wettbewerb in Nordamerika, das beim internationalen Filmproduzentenverband FIAPF akkreditiert ist. Daneben finden weitere kleinere Filmfestivals statt: Das Festival du Nouveau Cinéma ist auf Independentfilme spezialisiert, die Cinemania auf französischsprachige Filme, das Rendez-vous du cinéma québécois auf Filme aus Québec und die FanTasia auf Filme in den Bereichen Fantasy, Science-Fiction und Horror. Das Filmarchiv Cinémathèque québécoise konserviert und dokumentiert Filme und Fernsehsendungen. Montreal ist auch Sitz der staatlichen Filmbehörde National Film Board of Canada.

### Musik und Tanz

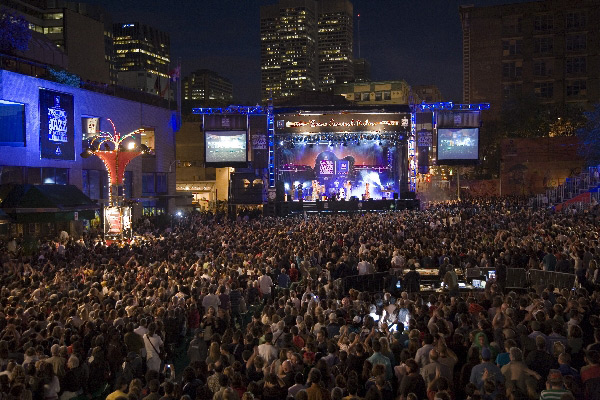
Openair-Konzert am Festival International de Jazz de Montréal

Das Kulturzentrum Place des Arts bietet auch Konzertsäle für klassische Musik. Ihr Domizil haben dort die beiden Sinfonieorchester Orchestre symphonique de Montréal und Orchestre Métropolitain sowie die Opéra de Montréal. Aus Montreal stammen ebenfalls die Kammerorchester I Musici de Montréal und Orchestre classique de Montréal. Die Stadt verfügt über eine lange Tradition in der Jazzmusik, verkörpert durch bekannte Musiker wie Maynard Ferguson, Oliver Jones und Oscar Peterson. Das Festival International de Jazz de Montréal gehört mit über 3.000 beteiligten Musikern, 800 Konzerten und 2,5 Millionen Besuchern zu den führenden Jazzfestivals der Welt.
Zahlreiche Vertreter der örtlichen Rock- und Popszene haben Bekanntheit erlangt, sei dies in französischer oder englischer Sprache. Dazu gehören die Solokünstler Isabelle Boulay, Leonard Cohen, Robert Charlebois, Céline Dion, Diane Dufresne und Marie-Mai sowie die Bands Arcade Fire, A Silver Mt. Zion, Beau Dommage, Bran Van 3000, Godspeed You! Black Emperor, Les Cowboys Fringants, Offenbach, Simple Plan, The Dears, The Sainte Catherines und Wolf Parade. Montreal ist Austragungsort mehrerer jährlich wiederkehrender Musikfestivals. Auf über fünfzig Standorte verteilt ist das Festival Pop Montréal mit rund 400 Konzerten. Das FrancoFolies de Montréal ist auf Chansons spezialisiert und einer der größten Anlässe dieser Art weltweit. Mehrere Zehntausend Besucher zählen ebenfalls die Openair-Festivals Heavy Montréal (Metal, Hardrock) und Osheaga (Rock, Pop). An Sonntagnachmittagen im Sommer versammeln sich am George-Étienne-Cartier-Denkmal mehrere hundert Trommler und Tänzer zu den Tam-Tams.
Montreal ist Hauptsitz des Zirkusunternehmens Cirque du Soleil, dessen Produktionen auf artistischen und theatralischen Elementen basieren. Das TOHU ist ein vom Cirque du Soleil unterstütztes Ausbildungszentrum für Zirkusartisten und -produzenten. Die Grands Ballets Canadiens sind eine Ballettkompanie mit internationalem Ensemble. Weitere Tanz- und Theaterproduktionen bieten die Agora de la danse und das Segal Centre for Performing Arts.

### Freizeitaktivitäten

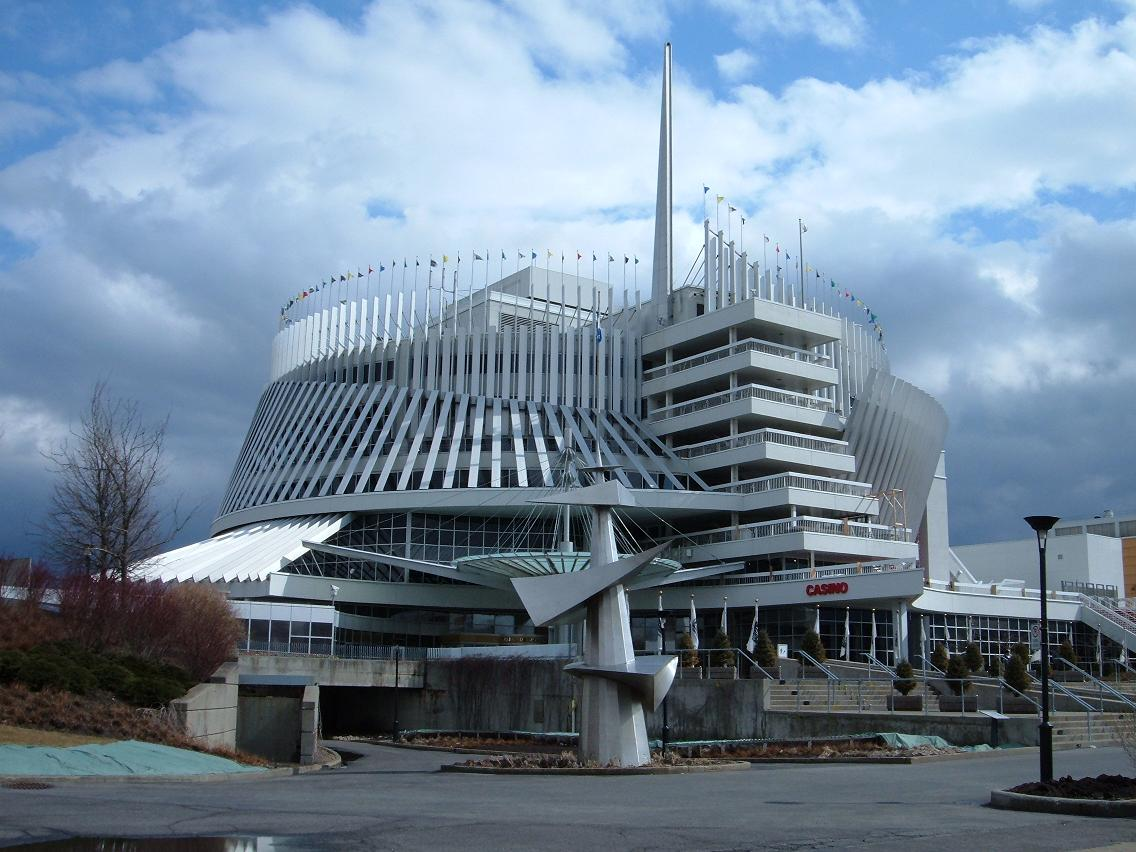
Casino de Montréal

Die Stadt besitzt ein vielfältiges Nachtleben mit den längsten Öffnungszeiten Kanadas. Die internationale Ausstrahlung wurde in den 1920er Jahren begründet, als die Prohibition in den Vereinigten Staaten in Kraft war. Zahlreiche Amerikaner kamen damals nach Montreal, um sich bei Alkohol und Glücksspiel sowie in Nachtclubs und Bordellen zu vergnügen. Der Ruf, eine Sin City („Stadt der Sünden“) zu sein, blieb bis heute bestehen. Heute konzentriert sich das Nachtleben überwiegend an sechs Orten: Le Plateau-Mont-Royal, Rue Crescent, Boulevard Saint-Laurent, Rue McGill, Quartier Latin und Village gai (Schwulen- und Lesbenviertel).
An der Nordspitze der Île Sainte-Hélène befindet sich La Ronde, ein von Six Flags betriebener Freizeitpark mit mehreren Achterbahnen. Im Sommer ist er auch Austragungsort des Feuerwerkwettbewerbs L’International des Feux Loto-Québec. Dessen Hauptsponsor, die Lotteriegesellschaft Loto-Québec, betreibt seit 1993 in den ehemaligen Expo-Pavillons von Frankreich und Quebec auf der Île Notre-Dame die Spielbank Casino de Montréal, die zu den zehn größten weltweit gehört und eines von vier Casinos in der Provinz darstellt.

### Sport
Die McGill University spielte bei der Entwicklung mehrerer moderner Sportarten eine führende Rolle. Das erste Rugbyspiel mit festen Regeln auf nordamerikanischem Boden fand 1865 in Montreal zwischen britischen Offizieren und McGill-Studenten statt. 1874 traten die Universitäten McGill und Harvard in zwei fußballähnlichen Spielen mit unterschiedlichen Regeln aufeinander. Die sich daraus ergebenden Kompromissregeln bildeten die Grundlage für American Football und Canadian Football. Der Student James Creighton organisierte 1875 das erste Eishockeyspiel in einer Halle und entwickelte die Eishockey-Regeln weiter. 1877 folgte die Gründung des ersten Eishockeyvereins. James Naismith, ein McGill-Absolvent, erfand 1891 die Basketball-Regeln und wird oft auch als Erfinder der Footballhelms bezeichnet.

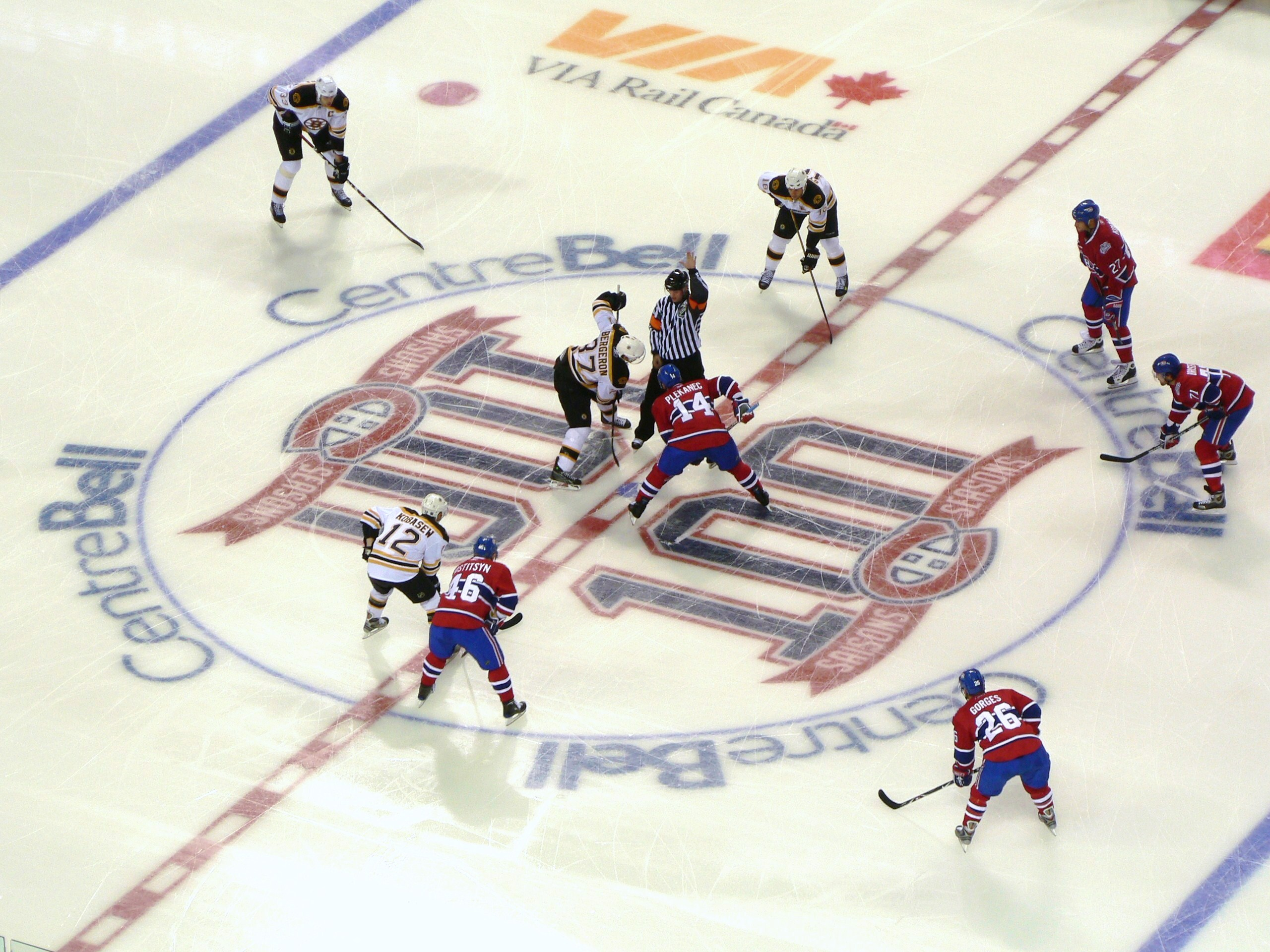
Eishockeyspiel der Canadiens gegen die Boston Bruins

Das Interesse an Eishockey in Montreal seitens der Öffentlichkeit war stets sehr hoch, so dass die Stadt auch als „Welthauptstadt des Eishockey“ bezeichnet wird. Sechs verschiedene Teams konnten zusammen 41 Mal den Stanley Cup, die wichtigste Trophäe in dieser Sportart, gewinnen. Rekordmeister mit 24 Titeln sind die Canadiens de Montréal. Sie gehören der nordamerikanischen Profiliga National Hockey League an und tragen ihre Heimspiele im Centre Bell aus. Die Montreal Alouettes in der Canadian Football League gewannen bisher siebenmal den Grey Cup, den Canadian-Football-Meisterpokal. Ihr Heimstadion ist das Stade Percival-Molson, für Playoff-Spiele nutzen die Alouettes das Olympiastadion. Ein bedeutender Nutzer des Olympiastadions war auch das Baseball-Team Montreal Expos, ein Franchise der Major League Baseball, das 2005 nach Washington D.C. umzog. Montreal Impact spielt derzeit in der höchstklassigen Fußballprofiliga Major League Soccer.

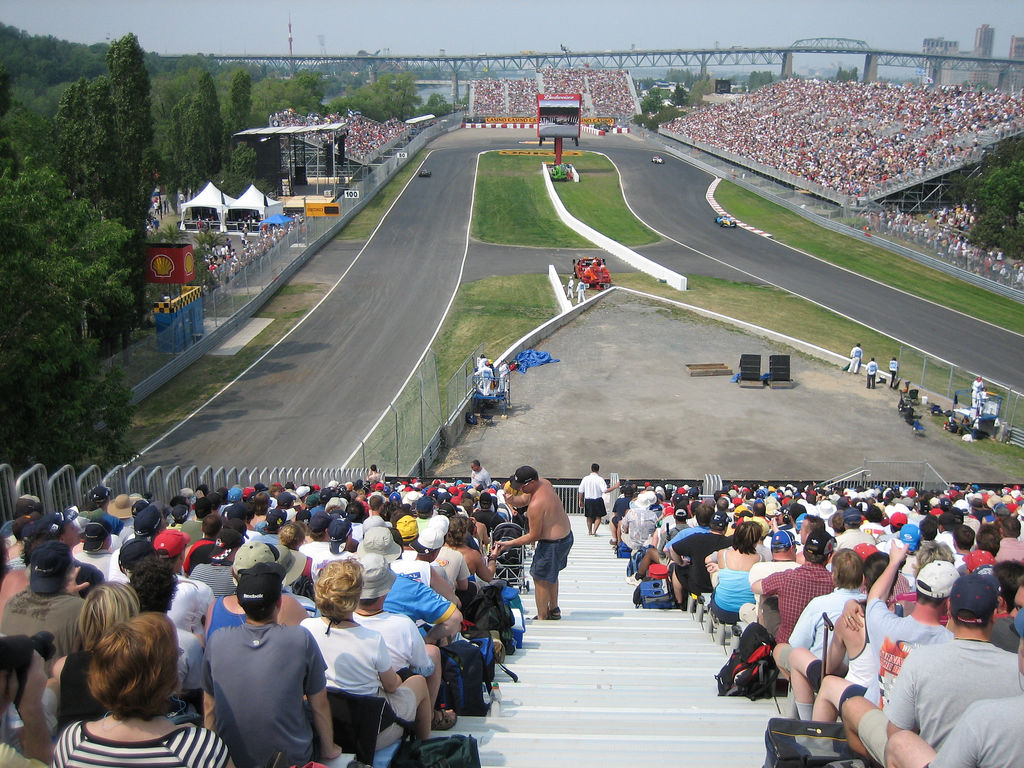
Circuit Gilles-Villeneuve

Der Circuit Gilles-Villeneuve, eine rund 4,4 Kilometer lange temporäre Motorsport-Rennstrecke auf der Île Notre-Dame, ist seit 1978 Schauplatz des Großen Preises von Kanada der Formel 1. Seit 2007 finden dort auch NASCAR-Rennen der Xfinity Series statt. Ein international bedeutendes Tennisturnier ist das gemeinsam mit Toronto ausgetragene Canada Masters (auch als Rogers Cup bekannt), wobei die Städte sich jährlich in der Organisation des Männer- und des Frauenturniers abwechseln; Spielort in Montreal ist das Stade IGA. Der Royal Montreal Golf Club organisiert gelegentlich das RBC Canadian Open, ein Golfturnier im Rahmen der PGA Tour. Jährlich wiederkehrende Sportveranstaltungen sind außerdem der Montreal-Marathon und das Straßenradrennen Grand Prix Cycliste de Montréal. Das Sportereignis mit der international größten Ausstrahlung waren die Olympischen Sommerspiele 1976. In Montreal fanden unter anderem auch die Straßen-Radweltmeisterschaften 1974, die Turn-Weltmeisterschaften 1985, die Schwimmweltmeisterschaften 2005 und die Outgames 2006 statt.
Für den Amateur- und Breitensport können zahlreiche städtische Sportanlagen genutzt werden, darunter der Complexe sportif Claude-Robillard, das CEPSUM und das Centre Pierre-Charbonneau. Daneben gibt es mehrere Dutzend Hallenbäder und Freibäder. Im Winter stehen zahlreiche Eisbahnen sowie 170 Kilometer Skilanglauf-Loipen zur Verfügung. Die Lachine-Stromschnellen verursachen mehrere permanente stehende Wellen. Insbesondere die Welle Habitat 67, nahe bei dem gleichnamigen Wohnviertel gelegen, erfreut sich bei Wildwasserpaddlern, Raftern und Flusssurfern großer Beliebtheit.

## Persönlichkeiten

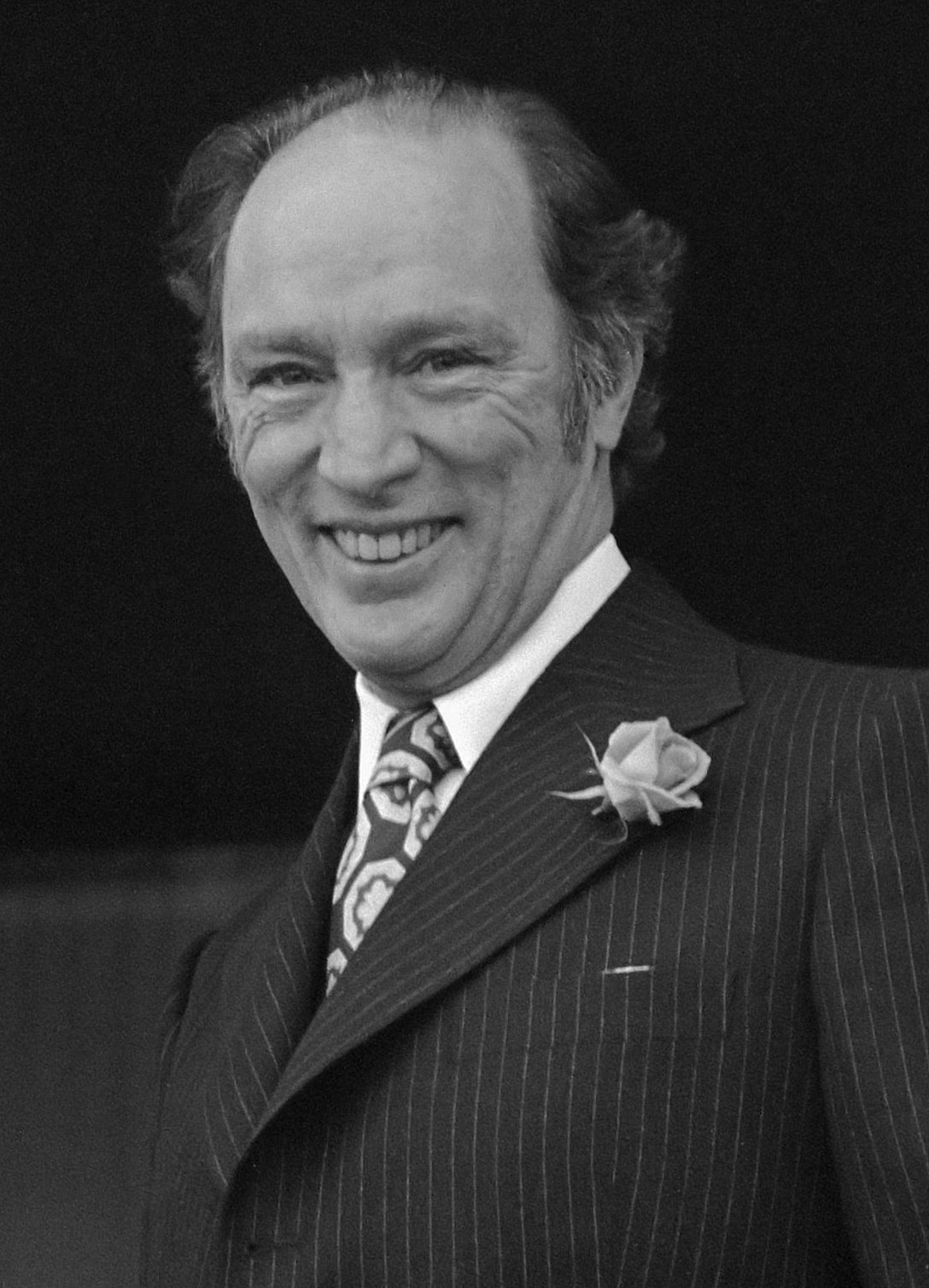
Pierre Trudeau

Montreal ist der Geburts- und Wirkungsort zahlreicher prominenter Persönlichkeiten, beispielsweise der Schriftsteller Saul Bellow, Naomi Klein und Mordecai Richler. Als bekanntester Montrealer Schauspieler gilt William Shatner und als bekanntester Montrealer Sänger gilt Leonard Cohen. Unter den bekanntesten Sportlern sind hauptsächlich Eishockeyspieler zu finden, die mehrmals den Stanley Cup gewinnen konnten. Zu diesen gehören Mike Bossy, Scotty Bowman, Doug Harvey, Mario Lemieux und Maurice Richard. Ihre Kindheit in Montreal verbracht haben die deutsche Komikerin Anke Engelke und die französische Popsängerin Mylène Farmer.
Aufgrund der kurzen Amtszeiten hatten bis ins 20. Jahrhundert hinein nur wenige Bürgermeister einen nachhaltigen Einfluss auf die Entwicklung der Stadt. Einige von ihnen wurden vor allem durch andere Tätigkeiten bekannt, beispielsweise der spätere Premierminister Kanadas John Abbott sowie der Journalist und Schriftsteller Honoré Beaugrand. Vier Amtszeiten von insgesamt 18 Jahren Länge hatte Camillien Houde zwischen 1928 und 1954. Er führte Montreal durch die Weltwirtschaftskrise und wurde von 1940 bis 1944 ohne Anklage inhaftiert, nachdem er sich öffentlich gegen die Einführung der Wehrpflicht ausgesprochen hatte. Am längsten im Amt war Jean Drapeau, von 1954 bis 1957 und von 1960 bis 1986. In diese Zeit fallen der Bau von Wolkenkratzern und Métro sowie die Ausrichtung der Weltausstellung Expo 67 und der Olympischen Spiele 1976.
Ebenfalls aus Montreal stammen Pierre Trudeau (Premierminister Kanadas), Georges Vanier (Generalgouverneur Kanadas) sowie Charles-Eugène Boucher de Boucherville, Robert Bourassa und Jacques Parizeau (alle Premierminister Québecs). Zu den bedeutendsten Wirtschaftsvertretern gehören der Reeder Montagu Allan, der Pressemagnat Conrad Black und der Brauereiunternehmer John Molson. Das Testament des Pelzhändlers James McGill ermöglichte die Gründung der nach ihm benannten McGill University. Zwei aus Montreal stammende Chemiker, Sidney Altman und Rudolph Arthur Marcus, erhielten den Nobelpreis. Der kanadische Richter bei den Tokioter Prozessen, Edward Stuart McDougall stammt ebenso aus Montreal.